# アサルトリリィ
『アサルトリリィ』は、アゾンインターナショナルとacusによるメディアミックス作品である。

## 概要
2005年、当時アマチュア模型ディーラーとして活動していた原作者・尾花沢軒栄のオリジナル作品用の世界観として『アサルトリリィ』がスタート。
2011年、アゾンインターナショナルに企画が採用されたことがきっかけとなり、アゾンインターナショナルおよび、創作集団acusが手掛ける1/12アクションドールシリーズ「アサルトリリィ」として2013年より商品展開を開始。当初はゲーム化やアニメ化、コミカライズといったメディアミックスは予定されていなかった。
2015年にノベライズが刊行。2016年、演劇集団『私立ルドビコ女学院』とのコラボによる舞台第1作が上演され、同舞台はシリーズ化された。
2019年10月16日より、アクションドール「アサルトリリィ」を原作としたメディアミックス企画としてブシロードが参画し「アサルトリリィプロジェクト」が始動。
本プロジェクトは、百合ヶ丘女学院を中心にメディアミックス展開がされている。2020年1月にブシロード版舞台を上演、2020年2月に『真島百由の超兵器工房〜御台場女学校編』が連載開始、2020年10月よりテレビアニメ『アサルトリリィ BOUQUET』が放送開始。2021年1月20日にスマートフォン向けゲーム『アサルトリリィ Last Bullet』の配信が開始された。2021年7月より、シャフト制作のミニアニメ『アサルトリリィ ふるーつ』が配信。
また、2021年8月より舞台新シリーズ『御台場女学校編』『イルマ女子美術高校編』『新章』『シュツルム』などを上演している。

## ストーリー
近未来の地球。人類は謎の巨大生命体「ヒュージ」の出現で破滅の危機にあった。全世界が対ヒュージという一事に団結し、科学と魔法の力「マギ」を結集した決戦兵器「CHARM（チャーム）」の開発に成功。CHARMは10代の女性に高いシンクロを示すことが多く、CHARMを扱う女性は「リリィ」と呼ばれ英雄視されていく。ヒュージに対抗するため、リリィ養成機関「ガーデン」が世界各地に設立され、拠点として人々を守り、導く存在となっていった。
これはそんなガーデンでの、立派なリリィを目指して儚くも美しく戦う、少女たちの物語である。

## 登場人物
声の項はアニメおよびゲーム、演の項は舞台版のキャストをそれぞれ示す。

### 百合ヶ丘女学院
鎌倉府にあるお嬢様学校を母体とした、リリィ教育の世界的な名門校。CHARMを用いた対ヒュージ戦闘中心の非常にハイレベルな教育と訓練が施されるため、世界中から優秀なリリィが集まる。特に、9人1組で行われる「ノインヴェルト戦術」の教育において世界中から注目されている。上級生と下級生が契りを結ぶ、シュッツエンゲル制度が存在する。鎌倉府5大ガーデンの一角。

#### ラーズグリーズ（一柳隊）
レギオン格付け：S
主人公格のグループ。一柳梨璃と白井夢結がシュッツエンゲルの契りを交わした事が全ての始まり。結成時の名称は白井隊であったが、チームメイトの皆はそれを却下した。隊長は梨璃、副隊長は夢結を中心に1年生の7人と2年生の2人で構成されたレギオン。
一柳 梨璃（ひとつやなぎ りり）
声・演 - 赤尾ひかる
年齢：15歳 / 誕生日：6月19日 / 血液型：A / 身長：156cm / 体重：49kg / レアスキル：カリスマ
本作の主人公。百合ヶ丘女学院高等部1年生（椿組）。一柳隊の隊長。二年前の甲州撤退戦でヒュージに襲われていた所を夢結に命を救われた彼女は、リリィに、白井夢結に憧れを抱き、そして補欠合格ではあるが、鎌倉府きっての名門ガーデン「私立百合ヶ丘女学院」への入学を果した。浪人してでも百合ヶ丘に入学するつもりだったため、別の学校は受験していなかった。人当たりがよい性格で、いつの間にか周囲から好かれるという才能の持ち主。何事にも一生懸命だが、突っ走りすぎる面もある。趣味は水晶集めで、好物はラムネ。瓶ラムネをいつもカバンに忍ばせている。四葉のクローバーの髪飾りには夢結にまつわる特別な思いが込められている。支配のスキルとも呼ばれるレア中のレアスキル「カリスマ」を保持するが、梨璃のカリスマは同スキル持ちの者と比べて明らかに規模が広く、効果も異なるため、目覚めたのは更なる上位スキルである「ラプラス」である可能性を指摘されている。

白井 夢結（しらい ゆゆ）
声・演 - 夏吉ゆうこ
年齢：16歳 / 誕生日：4月12日 / 血液型：A / 身長：163cm / 体重 48kg / レアスキル：ルナティックトランサー
百合ヶ丘女学院高等部2年生。一柳隊の副隊長。学院を代表するリリィの一人で、最前線でヒュージと戦い多くの戦場で戦果を挙げてきた。二年前の甲州撤退戦でヒュージに襲われていた梨璃を救出しているが、直後にパートナーの川添美鈴（声 - 川澄綾子）がヒュージに殺されてしまう。この事件をきっかけに、他人から距離を置くようになってしまう。狂戦士化して敵味方の区別なく暴れ回る呪いのようなレアスキル「ルナティックトランサー」を保持し、精神的な不安定さを抱えながら懸命に戦う姿から多くのファンを持つ。一方で、事件を知る一部の者からは「死神」と呼ばれている。梨璃との再会で仲間を失った事件と再び向き合うことになる。趣味は観劇で、好物は紅茶と辛いもの。

楓・J・ヌーベル（かえで・ジョアン・ヌーベル）
声・演 - 井澤美香子
演 - 朝倉ふゆな（新章第2作 - ）
年齢：15歳 / 誕生日：1月1日 / 血液型：AB / 身長：164cm / 体重：52kg / レアスキル：レジスタ
百合ヶ丘女学院高等部1年生（椿組）。高等部入試試験でトップの成績を収めた才媛。CHARM開発を行うグランギョニル社の一族でフランス人と日本人のハーフ。高い知性に良好な性格、ヒュージを圧倒する程の高い戦闘能力を誇る彼女は非の打ちどころがないリリィとして知られる一方、「かわいい女の子が大好き」という性癖を持っている。新学期早々、梨璃と出会いその片鱗を見せる。趣味は可愛い女の子の撮影に美術品の収集。オーガニック系の食べ物を好む。

二川 二水（ふたがわ ふみ）
声・演 - 西本りみ
演 - 遥りさ（新章第1作）、覚田しずく（シュツルム代役）
年齢：15歳 / 誕生日：12月21日 / 血液型：O / 身長：152cm / 体重：44kg / レアスキル：鷹の目
百合ヶ丘女学院高等部1年生（椿組）。圧倒的な質と量を誇る「リリィオタク」で、リリィ個人だけではなく、CHARM、戦略戦術に至るまで幅広い知識を持っている。一方でリリィとしては未熟で、梨璃と同じ補欠合格者である。有用なレアスキルとして知られる「鷹の目」と幅広い知識を活かして、仲間のサポートや戦況分析といった活躍を徐々に見せ始める。基本的には優等生なとても良い子。中学時代に公民館の受付などをしていたので世慣れていて、きちんとした受け答えも出来る。しかし、リリィの話になると早口になり終わらないトークを続ける悪癖を持つ。また、有名な実力派リリィと遭遇すると興奮のあまり握手を求めたり鼻血が出たりする。学内では「リリィ新聞」なるものを発行しており、リリィオタクの本領を発揮している。リリィ以外にもカワウソが好きで、グッズを集めている。好物は丼物。
入学時に出会い親交を深めていた山梨日羽梨と、新章第2作および『Last Bullet』にてシュッツエンゲルの契りを交わした。

安藤 鶴紗（あんどう たづさ）
声・演 - 紡木吏佐
演 - 矢新愛梨（舞台『Lost Memories』代役）
年齢：15歳 / 誕生日：2月13日 / 血液型：O / 身長：158cm / 体重：49kg / レアスキル：ファンタズム
百合ヶ丘女学院高等部1年生（椿組）。非人道的な対ヒュージ研究で悪名高い多国籍企業『G.E.H.E.N.A.』による人体実験の犠牲者で、百合ヶ丘女学院に保護されたという過去を持つ強化リリィ（ブーステッドリリィ）と呼ばれる存在。レアスキル「ファンタズム」以外に、強化リリィ特有の能力を獲得している。 傷ついた肉体を瞬時に再生する「リジェネレーター」。クリスタルコアさえ持っていれば血液などを触媒にして「准CHARM」を構成できる「アルケミートレース」。 いずれも強力な能力だが、強化の副作用で精神が不安定に陥ることが多く、激しい頭痛や嘔吐、理由のない恐怖心などに囚われてしまう。根は優しい子だが過去に何度も裏切られ、虐げられてきた事で心を閉ざしてしまう。誰に対しても距離を置こうとする彼女だが、その意思に反して関係を持とうする梨璃の存在が彼女の心に変化をもたらす。趣味は折紙で、好物はコーヒー。猫好きでもある。
『Last Bullet』にて梅とシュッツエンゲルの契りを交わした。

吉村・Thi・梅（よしむら・ティ・まい）
声・演 - 岩田陽葵
年齢：16歳 / 誕生日：7月21日 / 血液型：O / 身長：156cm / 体重：45kg / レアスキル：縮地
百合ヶ丘女学院高等部2年生。ベトナム出身のリリィでレアスキル「縮地」を最高レベルで保有している。過去に夢結と同じレギオン「アールヴヘイム」に所属していて、リンカーネータ（切り札となるサブメンバー）として重要な戦いで活躍してきた。リリィとしては卓越しているのだが、練習が嫌いな天才肌。生来の鷹揚な性質でレギオンのムードメーカー。「アールヴヘイム」解散後も夢結のことを気にかけており、一柳隊に入るまで同じ無所属でいた。趣味はお絵描（前衛的な絵柄）で、好物はベトナム料理のブンチャー。
『Last Bullet』にて鶴紗とシュッツエンゲルの契りを交わした。

郭 神琳（クォ シェンリン）
声・演 - 星守紗凪
年齢：15歳 / 誕生日：2月6日 / 血液型：A / 身長：165cm / 体重：53kg / レアスキル：テスタメント
百合ヶ丘女学院高等部1年生（椿組）。台北出身の上品なお嬢様で、幼稚舎から百合ケ丘女学院に所属する生え抜きのリリィ。理屈屋で正しくないと思ったことは見過ごせない為、実は喧嘩っ早い。性格自体は優しく真面目。汚い手段なども絶対に使わない。寮のルームメイトの雨嘉のことを気にかけており、自信がないと弱気になる度に励ましている。雨嘉に自信を持ってもらう為に行動を起こす事があるが、その生真面目さのせいか荒療治になり気味である。趣味は読書（漢籍や兵法書）と入浴で、好物は肉料理。

王 雨嘉（ワン ユージア）
声・演 - 遠野ひかる
年齢：15歳 / 誕生日：12月21日 / 血液型：AB / 身長：163cm / 体重：50kg / レアスキル：天の秤目
百合ヶ丘女学院高等部1年生（李組）。北欧最強ガーデン「ヘイムスクリングラトレードゴード中等部」から百合ヶ丘女学院へ進学。三姉妹の真ん中で優秀な姉と妹に挟まれて育ったためか自分に自信が持てない。レアスキル「天の秤目」を相当のレベルまで高めていて、実はとても優秀なリリィ。しかし、無口で感情表現が苦手なため、困ると黙り込んでしまい「怒ってる」とよく誤解される。学生寮では郭神琳とルームメイトである。趣味は猫グッズ集めで、好物は魚料理（作るのも好き）。アクアリウムなども好きらしい。

ミリアム・ヒルデガルド・v・グロピウス
声・演 - 高橋花林
年齢：15歳 / 誕生日：11月25日 / 血液型：AB / 身長：153cm / 体重：40kg / レアスキル：フェイズトランセンデンス
百合ヶ丘女学院高等部1年生。ドイツから入学してきた工廠科に所属するリリィ。CHARMの開発と研究がメインであったが、レアスキル「フェイズトランセンデンス」を覚醒してからは「戦うアーセナル」として戦闘訓練に参加するようになった。人懐っこい性格だが余計なことをして場を乱すムードメーカーとトラブルメーカーの気質を併せ持つ。面倒見が良く、上級生の研究の手伝いや日常の世話をしている。「人と話す」のが大好き。楓をライバル視しているが、一方通行で取り合ってもらえない。趣味は機械いじり。人気アニメ「変身少女チャーミーリリィ」のファン。好物ははちみつやガムシロップなどの甘いもの。アニメ版の最終回では百由とシュッツエンゲルの契りを交わした。

一柳 結梨（ひとつやなぎ ゆり）
声 - 伊藤美来
海岸で調査中の一柳隊が発見した記憶喪失の謎の少女。梨璃は妹のように可愛がっており、名前も夢結と梨璃から一文字ずつ取って命名された。その正体は、GEHENAとグランギニョルの共同研究によりヒュージ細胞から培養して作られた幹細胞が元となった人造リリィ。実験のためヒュージネストへ送り込まれ撃沈された無人操作船に積まれていた幹細胞の生き残りが浜辺に打ち上げられ、それに梨璃が触れたことで誕生した。そのため保護されるより前の記憶も名前も元々存在していなかった。稼働している実験体を取り戻したいGEHENAが反リリィ派の政治家を動かして人型ヒュージであると捕縛指令を発令させるが、調査の結果そのDNAはほぼ人間そのものであり、人であるとの判定が下されたことで指令解除され事態は一応の解決をみた。しかし、その直後に攻撃を仕掛けてきた強力なヒュージから皆を守るために単独で戦いを挑むも、相打ちし消息不明。

#### アールヴヘイム（壱盤隊）
レギオン格付け：SSS
田中壱を中心とした幼稚舎からの仲良しグループ"伍人組"をベースに結成された「LGスクルド(壱番隊)」が解散後に外征旗艦レギオンとして称号化されていた初代の名を引き継いだ。その時、初代アールヴヘイムで副将を務めていた天野天葉に壱は隊長の座を譲っている。
田中 壱（たなか いち）
声 - 洲崎綾
年齢：15歳 / 誕生日：11月3日 / 血液型：B / 身長：161cm / 体重：48kg / レアスキル：この世の理 / サブスキル：軍神の加護
百合ヶ丘女学院高等部1年生（椿組）。身体能力に優れ、戦闘力も高いリリィでレギオン「壱盤隊」の隊長を務める。成績も優秀で1年椿組のクラス委員長も務める才媛。過去に樟美とトラブルがあり、そのことで自分を責めている。そのため樟美には優しく接しがち。レアスキル「この世の理」、サブスキルに「軍神の加護」を持つ新世代のリリィの典型で、どんな戦場でも活躍できるスペックを有している。

天野 天葉（あまの そらは）
声・演 - 津田美波（新章第2作）
演 - 横山結衣（眞說）
年齢：16歳 / 誕生日：10月27日 / 血液型：O / 身長：158cm / 体重：50kg / レアスキル：ヘリオスフィア
百合ヶ丘女学院高等部2年生。高い身体能力をベースにした戦闘力を有する優秀なリリィで「壱盤隊」の主将。明るく陽気な性格で周りを引っ張る。かつてはレギオン「アールヴヘイム」に所属していた。「BZヘッドライナー（スタメン）」でBZとしては歴代屈指の実力者で世界的にも著名なリリィ。江川樟美とシュッツエンゲルの契りを交わしている。

江川 樟美（えがわ くすみ）
声 - 原田彩楓
年齢：15歳 / 誕生日：3月27日 / 血液型：AB / 身長：154cm / 体重：47kg / レアスキル：ファンタズム
百合ヶ丘女学院高等部1年生（椿組）。レアスキル「ファンタズム」を使いこなす百合ヶ丘の天才リリィで「神の子」の異名を持つ。虐められた経験から卑屈で臆病になってしまい、天野天葉や六角汐里など一部の友人がいないと周りとうまくコミュニケーションを取ることが出来ない。田中壱とルームメイト。家事が得意で、料理の上手さは料理人レベル。

遠藤 亜羅椰（えんどう あらや）
声 - 関根明良
年齢：15歳 / 誕生日：4月25日 / 血液型：AB / 身長：165cm / 体重：56kg / レアスキル：フェイズトランセンデンス
百合ヶ丘女学院高等部1年生（李組）。当世代を代表するリリィでAZの才能を有する。レアスキル「フェイズトランセンデンス」をS級で保持しており、CHARM捌きも華麗さと力強さを併せ持つ。デュエル能力が高く、百合ヶ丘でも屈指とも言える。反面、好みの女性に躊躇なく手を出すことから問題児扱いされている。

森 辰姫（もり たつき）
声 - 三川華月
年齢：15歳 / 誕生日：7月22日 / 血液型：B / 身長：163cm / 体重：49kg / レアスキル：ルナティックトランサー
百合ヶ丘女学院高等部1年生檜組(工廠科)。自分用のCHARMを開発するために工廠科に進んだ強化リリィ。彼女の白い肌と色素の薄い美髪は強化リリィの特徴と言える。戦闘では完全なワンマンアーミーで、戦いの中に生の充実を見出す戦闘狂の一面を持つ。ヒュージの声が聞こえる「異能持ち」。

金箱 弥宙（かなばこ みそら）
声 - 広瀬ゆうき
年齢：15歳 / 誕生日：10月2日 / 血液型：A / 身長：153cm / 体重：45kg / レアスキル：レジスタ
百合ヶ丘女学院1年生杉組(工廠科)学級委員長。ポジションBZ。CHARMや戦術面に関するリリィオタク。毒舌家で現在の楓・J・ヌーベルの司令塔としてのスタイルを「アンチノインベルト」と評している。

高須賀 月詩（たかすが つくし）
声 - 前島亜美
年齢：15歳 / 誕生日：6/21 / 血液型：O / 身長：157cm / 体重：43kg / レアスキル：円環の御手
百合ヶ丘女学院1年生。渡邉茜のシルト。思い込みが激しい猪突猛進型の性格。整理整頓が苦手で部屋がいつも散らかっている。

渡邉 茜（わたなべ あかね）
声 - 茅野愛衣
演 - 星守紗凪
年齢：16歳 / 誕生日：8月11日 / 血液型：O / 身長：163cm / 体重：53kg / レアスキル：テスタメント
百合ヶ丘女学院2年生。"コンダクター"の異名を持つアールヴヘイム副司令塔。高須賀月詩のシュッツエンゲル。壱、樟美、月詩、弥宙とは「伍人組」と呼ばれる幼稚舎からの幼馴染で唯一の年長として彼女らを支えてきた。サングリーズルの山梨日羽梨とはライバルで冗談を言い合う仲。

番匠谷 依奈（ばんしょうや えな）
声 - 立花理香
演 - 加藤里保菜
年齢：16歳 / 誕生日：1月11日 / 血液型：A / 身長：158cm / 体重：48kg / レアスキル：円環の御手
百合ヶ丘女学院2年生。レアスキル「円環の御手」を有し、２振りのユニークCHARMで戦う姿は「プランセス」とあだ名をとる一流のリリィ。犬が苦手。

槇 若菜（まき わかな）
声 - 羊宮妃那
年齢：17歳 / 誕生日：1月2日 / 身長：162cm / レアスキル：レジスタ / ポジションAZ/TZ/BZ
百合ヶ丘女学院3年生。天野天葉のシュッツエンゲルで、江川樟美と彼女ら二人合わせたノルンは「百合ヶ丘で最も華麗なノルン」と評される。デュエル年代とノインヴェルト世代を繋ぐ特別なリリィ。前風紀委員長で現在も規律審員の特別顧問としてジーグルーネを手助けしている。柳都女学館の宮入風舞姫と交友関係があり、群馬県北の野反湖にあるネストの半数を二人で討滅したと言われている。

岡田 綺更（おかだ きさら）
声 - 鈴木愛奈
年齢：17歳 / 身長：164cm / レアスキル：ゼノンパラドキサ
百合ヶ丘女学院3年生。風紀委員長。依奈のシュッツエンゲル。「吸血姫」の異名を持つドSな性格で恐れられている強化リリィ。同じ風紀委員だった若菜とはルームメイト。

毛綱 乃彩（もづな のあ）
声 - 田中ちえ美
年齢：16歳/レアスキル：カリスマ
2年生。アールヴヘイムのジョーカーと呼ばれ、樟美がリリィとしてのスタイルに影響を受けた人物。

#### レギンレイヴ（水夕会）
レギオン格付け：SSS
工藤朔愛と六角汐里が主宰していた「水夕の茶話会」というお茶会メンバーがベースになったことから通称水夕会と呼ばれている。水夕の由来はお茶会の開かれる水曜日放課後（夕方）であったことと汐里の汐の字から。百合ヶ丘で1番人数の多いレギオンで18人が在籍。水夕会の控室は汐里が「すべて黒に染めるのがいい」と希望したため質素な内装だが、そうさく倶楽部の工作室が併設されている。
工藤 朔愛（くどう さくあ）
年齢：15歳 / 誕生日：10月6日 / レアスキル：レジスタ / サブスキル：虹の軌跡他
百合ヶ丘女学院1年生。レギンレイヴの主将。百合ヶ丘生抜「三姫様」の一人。

六角 汐里（ろっかく しおり）
声 - 高橋李依
演 - 河内美里
年齢：15歳 / 誕生日：4月15日 / 血液型：O / 身長：154cm / 体重：47kg / レアスキル：円環の御手 / ポジション：AZ / 思想：デュエル復古主義 / 好きな食べ物：ご飯 / 好きな動物：カピバラ / 好きな車：スバル360 / 好きなバイク：ヴェスパ / 好きな色：黒 / 好きな季節：冬 / 好きな三国武将：徐庶 / 好きなカレー：もうやんカレー
百合ヶ丘女学院1年生（椿組）。レギンレイヴ副将。そうさく倶楽部主催。「凄まじい運動量と斬撃の手数でヒュージを動けなくする剣術の使い手」と「戦場で心動じないメンタルの持ち主」という二重の意味から「不動劔の姫」と呼ばれる。初等部時代に、甲斐聖山女子に進学が決まっていた妹の瀬名と共に転校し、そこで夢野花音と友人になり共闘の誓いを立てるが、ある日ヒュージが襲撃し家族を失ってしまう。後に瀬名が汐里に覆い被さるようにして倒れていたことを知り「妹の為にも改めてリリィになろう」と決意する。しかし、最後の戦闘とリハビリ中の”事故”で負った傷で利き腕の感覚が失われ、甲斐聖山に「リリィ資格なし」の通達をされ、仇を取ることもできず絶望の涙を流す汐里に花音は百合ヶ丘女学院への復学を勧める。その後、汐里は百合ヶ丘に保護され、転校前の友人達とLGレギンレイヴ（水夕会）を結成。元々は両手で攻撃用CHARMを扱う戦闘スタイルだったが、怪我により左手で重いCHARMを扱えなくなったことから、シュッツエンゲルの谷口聖に福山ジャンヌ幸恵を紹介され、左右で攻守バランスを取る戦闘スタイルへ変更する。細かい気配りができ優しい性格の持ち主だが、戦闘に於いては意外にもCHARM使いが荒くCHARMを頻繁に壊しているため工廠科からは問題児扱いされている。最近は大好きなお米を作るゲームを始めた。花粉症持ち。

田村 那岐（たむら なぎ）
声 - 三浦千幸
年齢：17歳 / 誕生日：9月13日 / 身長：163cm /  レアスキル：ゼノンパラドキサ
百合ヶ丘女学院3年生。ポジションAZ。
怒らせると怖い。怒ると手が出るため絶対に怒らせてはいけないと言われている。

谷口 聖（たにぐち ひじり）
声 - 小松未可子
演 - 込山榛香
年齢：16歳 / 誕生日：3月21日 /血液型：O / 身長：162cm / 体重：52kg / レアスキル：ファンタズ厶
百合ヶ丘女学院2年生。
「百合ヶ丘の恋人」の異名を持つ六角汐里のシュッツエンゲル。戦闘中は常に棒キャンディを咥えている（戦闘中は必ずコーラ味）。ご飯よりも麺類派のため、食事に関してはご飯派の汐里と対立することもしばしばある。

牛田 琶月（うしだ わつき）
年齢：15歳/ 誕生日：12月24日 / 身長：161cm /  レアスキル：ヘリオスフィア
百合ヶ丘女学院1年生。六角汐里の幼馴染でルームメイト。汐里に対して強い感情を抱いている。初等部時代に甲斐へ引っ越すことになった汐里の転校に猛反発して引き止めようとした。

原 美土莉（はら みどり）
レアスキル：カリスマ
百合ヶ丘女学院1年生。相当な変人で女性好き。六角汐里を狙っている。CHARMの妖精チャーミィが好き。

泉 牡丹（いずみ ぼたん）
年齢：16歳/誕生日：4月2日/身長：155cm /体重：43kg/レアスキル：レジスタ
百合ヶ丘女学院2年生。朔愛のシュッツエンゲルで那岐のシルト。谷口聖のライバルを自称している。リリィ界のアイドル的存在。

新家 和香（にいのみ のどか）
レアスキル：ファンタズム
百合ヶ丘女学院2年生。元初代アールヴヘイ厶メンバー。聖のルームメイト。

磯崎 美花（いそざき みか）

熊谷 那由流（くまがい なゆる）

ディアナ・コールハース

有馬 充音（ありま みつね）

芦原 木乃実（あしはら このみ）

菊池 沙優吏（きくち さゆり）

平林 南十星（ひらばやし なとせ）

#### ローエングリン
レギオン格付け：SSS
初代アールヴヘイム解散により行き場をなくした竹腰千華のために立原紗癒が立ち上げたレギオン。スター的なリリィを数多く揃えていることから「星海の覇者」という異名がある。15名以上の大所帯。
立原 紗癒（たちはら さゆ）
声 - 根本京里
年齢：15歳 / 誕生日：7月30日 / 身長：155cm /  レアスキル：レジスタ
1年生櫻組。LGローエングリン主将。現役最高のスキラー数値保持者。百合ヶ丘生抜”三姫様”の一人。竹腰千華のシルト。

竹腰 千華（たけごし ちはな）
年齢：16歳 / 誕生日：11月25日 / 身長：153cm / レアスキル：レジスタ
百合ヶ丘女学院2年生。初代アールヴヘイム主将。現レギオンローエングリン所属。紗癒のシュッツエンゲル。サングリーズルの長谷部冬佳とは元ルームメイト。

妹島 広夢（せじま ひろむ）
声 - 佐伯伊織
年齢：15歳 / 誕生日：8月8日 / レアスキル：この世の理
1年生櫻組。難関である中等部のセレクションを突破して百合ヶ丘に編入した。怒りっぽいツンデレ気質。

倉又 雪陽（くらまた ゆきよ）
声 - M・A・O
年齢：15歳 / 誕生日：5月1日 / レアスキル：ファンタズム
1年生櫻組。紗癒の幼馴染でルームメイト。百合ヶ丘では数少ない一般家庭出身。

青木 夏帆（あおき かほ）
演 - 藍染カレン
レアスキル：フェイズトランセンデンス
2年生。強化リリィ。元初代アールヴヘイム所属。妹島広夢のシュッツエンゲルで竹腰千華のルームメイト。

辰野 日美子（たつの ひみこ）
レアスキル：この世の理
1年生。樺埜に一目惚れしており付き纏っている。明るく礼儀正しい。

坂 樺埜（ばん かや）
1年生。現在行方不明である明石愛華とシュッツエンゲルの誓いを結ぶ約束をしていた。

西澤 眞子（にしざわ まこ）

境沢 奈留（さかいざわ なる）

福屋 真亜沙（ふくや まあさ）

杉浦 穂澄（すぎうら ほずみ）

林 薫（はやし かおる）
3年生。元初代アールヴヘイム主将。千華のシュッツエンゲル。新館寮長。

#### エイル（秦祀（しんし）隊）
隊長は秦祀。一柳隊と同盟を組んでいる。祀がオルトリンデ代行を務めている縁からメンバーも生徒会執行委員が多いが、実際のオルトリンデの直轄レギオンであるヴィーンゴールヴの面々は、エイルが直轄のように振舞っていることを疑問視している。
秦 祀（はた まつり）
声・演 - 田中那実
年齢：16歳 / 誕生日：7月12日 / 身長：165cm / レアスキル：ゼノンパラドキサ
百合ヶ丘女学院2年生。百合ヶ丘女学院三役（3人の生徒会長）オルトリンデ代行。学生寮では白井夢結のルームメイト。シルト候補だった幼馴染の山田 嬉詩(やまだ うた)を亡くした過去がある。

高崎 遥礼（たかさき すみれ）
レアスキル：この世の理
内藤 羽那乃（ないとう はなの）
レアスキル：ルナティックトランサー
藤村 龍佳（ふじむら りゅうか）

モニカ・ロッシ
レアスキル：カリスマ
1年生。エイル司令塔。祀とそのシルトになるはずだった嬉詩の関係を見守り応援してきた。
桜井 葉月（さくらい はづき）
レアスキル：レジスタ

ラシェル・ド・ムホー

武田 光未（たけだ みみ）
レアスキル：天の秤目
2年生。祀が中等部から編入してきた頃の世話役で、彼女のために汚れ役を買って出ており、周りと衝突することが多くエイルの対外関係の悪さの原因でもある。

木村 雅月（きむら かづき）
レアスキル：Z
2年生工廠科。強化リリィ。祀に命を救われたことがありいつでも命を捧げる覚悟を持っている

#### シュバルツグレイル
レギオン格付け：SS
1年生「三姫様」の1人、伊東閑が結成したレギオン。所属メンバーは頭脳派が多く「哲人のレギオン」と呼ばれる。
伊東 閑（いとう しず）
声 - 七瀬彩夏
年齢：15歳 / 誕生日：4月2日 / 身長：161cm / レアスキル：レジスタ
百合ヶ丘女学院1年生（椿組）。シュバルツグレイルの隊長。一柳梨璃とは学生寮のルームメイト。相模女子の伊東苗陽とは異母姉妹。百合ヶ丘生抜”三姫様”の一人。

内田 眞悠理（うちだ まゆり）
声 - 櫻川めぐ
年齢：16歳 / 誕生日：12月10日 / レアスキル：テスタメント
百合ヶ丘女学院2年生。百合ヶ丘女学院三役（3人の生徒会長）ジーグルーネ。無類の読書家でジーグルーネ就任前は図書委員を務めていた。旧館の屋根裏を改装して住んでいる。

剣持 乃子（けんもち のりこ）
百合ヶ丘女学院2年生。学生寮旧館寮長。伊東閑のシュッツエンゲルで内田眞悠理のルームメイト。

保須田 琴子（ほすだ ことこ）
百合ヶ丘女学院1年生（椿組）。

山本 美玲（やまもと みれい）
百合ヶ丘女学院1年生（椿組）。

前川 樹奈（まえかわ きな）
レアスキル：ファンタズム
1年生。閑の家に代々仕える家の娘で幼馴染。
高橋 耶依（たかはし やより）
レアスキル：円環の御手

沙羅・シュタケンシュナイダー（さら・しゅたけんしゅないだー）
レアスキル：Z
1年生。ロシア人とのハーフ。閑、樹奈とは初等部から一緒。閑の言うことには盲目的に従う。
村野 心（むらの こころ）

#### ロスヴァイセ
所属メンバーは全員強化リリィである特務レギオン。主に強化リリィの救出や衛生を担当している。
ロザリンデ・フリーデグンデ・フォン・オットー
声 - 綾瀬有
年齢：17歳 / 誕生日：5月24日 / 身長:165cm / レアスキル：フェイズトランセンデンス / ブーステッドスキル：リジェネレーター、エーテルボディ
百合ヶ丘女学院3年生。元ジーグルーネ。学院規律審院特別顧問。田村那岐とは友人で、マギが不安定だった頃の彼女を支えていた。

北河原 伊紀（きたがわら いのり）
年齢：15歳 / 誕生日：10月31日 / レアスキル：Z / ブーステッドスキル：リジェネレーター、アルケミートレース
百合ヶ丘女学院1年生。LGロスヴァイセ主将。1年李組学級委員長。

石上 碧乙（いしがみ みお）
年齢：16歳 / レアスキル：ファンタズム / ブーステッドスキル：オートヒール、エンハンスメント。
百合ヶ丘女学院2年生。ロザリンデのシルトで伊紀のシュッツエンゲル。

大島 水蓮（おおしま すいれん）

後藤 嵯紅羅（ごとう さくら）

山田 早緑（やまだ さみどり）

小野木 瑳都（おのぎ さと）

金田 陽穂（かねだ あきほ）

安井 諒（やすい りょう）

#### サングリーズル
レギオン格付け：SSS　
個性的で生徒会や教導官の指示には従わないことから「制御不能のレギオン」と呼ばれる異端のレギオン。
近藤 貞花（こんどう みさか）
演 - 大森莉緒
年齢：16歳 / 誕生日：6月22日 / レアスキル：セイクリッドドミネーター
百合ヶ丘女学院2年生。LGサングリーズル隊長。下級生からの人気が高く、御台場迎撃戦ではギガント級と互角の戦いを繰り広げた。サングリーズルがレギオン認可されなかった理由のひとつに、彼女が90以上の高スキラー数値にも関わらず、既存のレアスキルに覚醒していないことが挙げられていた。

木子 都々里（きこ ととり）
演 - 浜浦彩乃（新章第1作 - 2作・眞說）、小松穂葉（シュツルム第1作）
年齢：16歳 / レアスキル：ヘリオスフィア
百合ヶ丘女学院2年生。LGサングリーズル副将。「聖学の盾」の異名を持つ。稀星のシュッツエンゲル。

長谷部 冬佳（はせべ とうか）
演 - 牧浦乙葵
年齢：16歳 / 誕生日：10月28日 / 血液型A / レアスキル：ヘリオスフィア
百合ヶ丘女学院2年生。竹腰千華の元ルームメイト。7つのサブスキルを所有するリリィ。小説「アサルトリリィ アームズ」では第4世代精神直結型CHARMの使用と、限界を超えた負荷により植物状態と描写されていたが、その後は回復し、LGサングリーズルに加入。

今川 誉（いまがわ ほまれ）
演 - 林田真尋
年齢：16歳 / 誕生日：11月29日 / レアスキル：円環の御手
百合ヶ丘女学院2年生。知世のシュッツエンゲル。斬撃に長けた"剣聖"。

ルイセ・インゲルス
演 - 其原有沙（新章第1作 - 第2作）、稲玉洸（シュツルム第1作）
年齢：15歳 / レアスキル：レジスタ
百合ヶ丘女学院1年生。強化リリィ。冬佳のシルトで絆奈とはルームメイト。デンマーク出身。

清家 知世（せいけ ともよ）
演 - 大滝紗緒里
年齢：15歳 / 誕生日：1月24日 / レアスキル：テスタメント
百合ヶ丘女学院1年生。誉のシルト。

黒川・ナディ・絆奈（くろかわ・ナディ・はんな）
演 - 畑美紗起
レアスキル：ファンタズム
百合ヶ丘女学院1年生椿組。強化リリィ。貞花のシルト。日本人とアメリカ人との混血児。

山梨 日羽梨（やまなし ひばり）
声・演 - 伊藤優衣
年齢：16歳 / 誕生日：7月7日 / レアスキル：レジスタ
百合ヶ丘女学院2年生。毒舌で性格に難がある。二川二水に興味を持っている。
自身が柳澤綾子にシュッツエンゲルの契りを解消された過去からシルトを持つことを避けていたが、のちに二水と契りを交わした。

村上 常盤（むらかみ ときわ）
演 - 白石まゆみ（新章第1作）、陽高真白（新章第2作 - ）
レアスキル：天の秤目
百合ヶ丘女学院3年生。狙撃に長けている。貞花のシュッツエンゲル。絆奈・貞花とは学年が揃っているため"ノルン"となる。

今井 星蘭（いまい せいら）
演 - 安藤千伽奈
レアスキル：カリスマ
百合ヶ丘女学院1年生。元はアーセナル志望だった。生還した千尋のシルトとなる。

鉄川 兎愛（てつかわ とあ）
演 - 反田葉月（新章第2作・シュツルム）、黒木美佑（シュツルム）
レアスキル：フェイズトランセンデンス
百合ヶ丘女学院1年生。高いユーティリティ性を持つ強化リリィ。

長坂 稀星（ながさか まほ）
演 - 林鼓子（新章第2作・シュツルム）、松村芽久未（シュツルム）
レアスキル：ルナティックトランサー
百合ヶ丘女学院1年生。強化リリィ。世界でも成功例が数人しかいないブーステッドスキル「エーテルボディ」を持つ。都々里のシルト。

真島 百由（ましま もゆ）
声 - 水瀬いのり
演 - 斉藤瑞季
年齢：16歳 / 誕生日：9月19日 / 血液型：O / 身長：164cm / 体重：52kg / レアスキル：この世の理
百合ヶ丘女学院工廠科2年生（檜組）。百合ヶ丘女学院の工廠科が誇る天才少女。普通科に進めない者の受け皿と見られがちだった工廠科の地位向上に貢献したことから工廠科内での評判が高く、マギ関連の論文も数多く発表している。アニメ版の最終回ではミリアムとシュッツエンゲルの契りを交わした。舞台新章第2作の大島戦よりLGサングリーズル加入。
山口 千尋（やまぐち ちひろ）
演 - 日永麗
レアスキル：不明
百合ヶ丘女学院2年生。初等部時代に行方不明となり戦死したものと思われていた。

#### シグルドリーヴァ
強行偵察レギオン（レギオンリーコン）
遠野 捺輝（とおの なつき）
年齢：16歳 / レアスキル：円環の御手
百合ヶ丘女学院2年生。LGシグルドリーヴァ主将。ポジションAZ/TZ。

大角 梓氣（おおすみ あずき）
百合ヶ丘女学院2年生。LGシグルドリーヴァ副将。

#### ヴィーンゴールヴ
生徒会三役オルトリンデ直轄のレギオン。本来生徒会役員として働く。だが現在山崎明伽が療養中のため、代行の秦祀と彼女率いるLGエイル(秦祀隊)が役員を務めているが、ヴィーンゴールヴのメンバーはエイルの面々が直轄のように振舞っていることを疑問視している。
山崎 明伽（やまざき めいか）
年齢：18歳 / 誕生日：6月26日 / レアスキル：フェイズトランセンデンス。
百合ヶ丘女学院3年生(負傷のため留年中)。百合ヶ丘女学院三役（3人の生徒会長）オルトリンデ。史房の元シュッツエンゲル。

柳澤 綾子（やなぎさわ あやこ）
レアスキル：ゼノンパラドキサ
3年生。ヴィーンゴールヴ副将。山梨日羽梨の元シュッツエンゲル。

荒川 仁深（あらかわ ひとみ）
3年生。ヴィーンゴールヴ司令塔。

鬼木 奏調（おにき かなつき）
レアスキル：円環の御手
1年生。荒川仁深に付きまとっている。

#### ブリュンヒルデライン
生徒会三役ブリュンヒルデ直属のレギオン。基本的にあまり外征することはない。
出江 史房（いずえ しのぶ）
声 - 長妻樹里
年齢：17歳 / 誕生日：3月9日 / 血液型：O / 身長：164cm / 体重：54kg / レアスキル：この世の理
百合ヶ丘女学院3年生。百合ヶ丘女学院三役（3人の生徒会長）のうち全レギオンを統括するブリュンヒルデの役職に就いている。会話の中にラテン語を挟んだりするなどやや海外かぶれな面がある。
梵 中（そよぎ あたる）

片山 珠花（かたやま たまか）

中村 翼芽（なかむら つばめ）

アリツィア・リベスキンド

光井 晃（みつい こう）
レアスキル：ゼノンパラドキサ
3年生。史房のルームメイト。

谷尻 雫（たにじり しずく）

#### ヘルフィヨトゥル
ジーグルーネの支持団体でもあるサロン「百合ヶ丘女学院道徳勉強会」のメンバーで構成されたレギオン。レギオンの制服は百合ヶ丘建学当時の制服を再現したもので色合いが違う。
吉田 鳳蝶（よしだ あげは）
レアスキル：ヘリオスフィア
3年生。ヘルフィヨトゥル隊長、道徳勉強会議長職"ヴァール"。ローエングリンの境沢奈留のシュッツエンゲル。
池田 好吟（いけだ すなお）

左 光加（ひだり てるか）

池上 桜花 （いけがみ おうか）

#### シュヴェルトライテ
格付け：S
百合ケ丘最後の砦と称されガーデンの守護を専門とした特務レギオン。「外征ではなくその地域を一番に守るべき」という思想の"地域第一主義"を謳っている。ソロリティ「ゴールデンリリウム」の構成員がほぼそのままレギオンメンバーである。
隈 綾音（くま あやね）
2年生。隊長。
多田 紫恵楽（ただ しえら）
声・演 - 林鼓子
年齢：16歳（2年生）/ 誕生日：3月24日 / 身長:154cm / レアスキル：円環の御手
強化リリィ。シュヴェルトライテ副隊長。

#### ゲイラヴォル
甲州撤退戦で甲斐聖山女子から撤退してきた当時の生徒会長車谷佳寧によって結成された。
車谷 佳寧（くるまたに けいね）
レアスキル：レジスタ
3年生。撤退戦当時2年生で生徒会長を務めていた。同じような境遇の山崎明伽とはルームメイト。

菊竹 凛花（きくたけ りんか）

丹下 朋智（たんげ ほのり）

#### ヴィゾーヴニル
全員1年杉組の工廠科で結成されているレギオン。試験的なレギオンのため上級生必須という条件が免除されている。
篠原 宥雪（しのはら なゆき）

仰木 六花（おうぎ りっか）

滝 月白（たき つきしろ）

茶谷 眞白（ちゃたに ましろ）

高松 檸檬（たかまつ れもん）

浅田 須美（あさだ すみ）

坂倉 莉澄（さかくら りずむ）

進来 鴇羽（すずき ときは）

小嶋 心春（こじま ここる）

#### ギンヌンガガプ
ソロリティ「ラビュリント」のメンバーで構成された正式に承認されていないレギオン。
関野 陽子（せきの ようこ）
演 - 吉岡茉祐
レアスキル：ブレイブ
3年生。
曽野 真央（その まお）
レアスキル：ゼノンパラドキサ
2年生。隊長。
乾 柊子（いぬい しゅうこ）
1年生。真央のシルト。

#### その他の生徒
明石 愛華（あかし あいか）
演 - 本西彩希帆
レアスキル：カリスマ
2年生。元初代アールヴヘイム。現在の2年生が1年生だった時に行方不明になっている。後輩の坂樺埜とかつての相棒谷口聖は彼女の発見救助を目標にしている。

早川 弥宏（はやかわ やひろ）
声 - 大西亜玖璃
2年生 / 誕生日：2月17日 / 血液型：A / レアスキル：レジスタS
鎌倉出身のスターリリィ。百合ヶ丘女学院初等部入学時は補欠合格だったが、現在はパートナーである真と共に「最強のフリーランス」と呼ばれるほどの実力派。夢結とは中等部時代に一緒の予備隊で交流があり、今でも親しい仲。

富永 真（とみなが しん）
声 - 小泉萌香
2年生 / 誕生日：8月6日 / 血液型：AB / レアスキル：ヘリオスフィアS
ムードメーカー兼問題児として知られているリリィだが、パートナーの弥宏と共に「最強のフリーランス」と呼ばれるほどの実力者。関西弁ベースのおしゃべりで、夢結のことを気に入っているが、それが原因で本人からは煙たがられている。

妻木 奈摘（つまき なつみ）
演 - 佐々木優佳里
レアスキル：ファンタズム
2年生。新聞部部長を経て風紀委員長を務める。フリーランスであり「オーディンの目」の異能を持つ強化リリィ。

#### 百合ヶ丘女学院の教師
吉阪 凪紗（よしざか なぎさ）
椿組担任教導官。家族を失い天涯孤独となった六角汐里を養子として受け入れる。

シェリス・ヤコブセン
保険医兼教導官。百合ヶ丘女学院特別寮の支配人。

高松 咬月（たかまつ こうげつ）
声 - 中田譲治
百合ヶ丘女学院理事長代行。祇恵良の弟。

高松 祇恵良（たかまつ しえら）
声 - 小倉唯
誕生日：5月15日 / 血液型：A / レアスキル：アマツカミ / ブーステッドスキル：ノスフェラトゥ
百合ヶ丘女学院理事長。咬月の姉。

### 私立ルドビコ女学院
東京地区新宿御苑にキャンパスを構える古豪のミッション系ガーデン。東京御三家の一角。下北沢などの東京西部を主に担当している。百合ヶ丘のシュッツエンゲル制度と似た、シュベスター制度が存在する。現在の3年生世代までは東京最強を誇っていた。特に「デュエル」と呼ばれる、ヒュージとの1対1の戦いを得意とし、激しい戦いに身を投じているリリィが多い。ここに所属する生徒は皆、ミドルネームを持っている。

#### 私立ルドビコ女学院の生徒
岸本・ルチア・来夢（きしもと・ルチア・らいむ）
声・演 - 宮瀬玲奈／佐倉初（ブシロード版・ルドビコ女学院 vol.6 - 9・Last Bullet）
演 - 前田美里（ルドビコ女学院 vol.1 - 3）、あわつまい（ルドビコ女学院 vol.4 - 5）、花奈澪（ルドビコ女学院 vol.6）、中川梨花（Lily Project版・新章）
年齢：15歳（1年生）/ 誕生日：12月15日 / 身長：146cm / レアスキル：カリスマ / サブスキル：インビジブルワン
ルドビコ女学院における主人公。胎児の頃から体内にヒュージ細胞を埋め込まれた強化リリィ。実姉である未来のシュベスターであった幸恵とシュベスターの契りを交わす。

福山・ジャンヌ・幸恵（ふくやま・ジャンヌ・さちえ）
声・演 - 中村裕香里（ルドビコ女学院 vol.1 - 2・vol.4 - 9・ブシロード版・Last Bullet・新章）
演 - 石井陽菜（ルドビコ女学院 vol.3）、飯島未賀（Lily Project版）
年齢：16歳（2年生）/ 誕生日：4月22日 / 身長：163cm / レアスキル：円環の御手 / サブスキル：虹の軌跡
来夢のシュベスター。責任感が強く仲間思い。1年時からトップレギオン「テンプルレギオン」に選抜され続ける学院屈指の実力派。

一之宮・ミカエラ・日葵（いちのみや・ミカエラ・ひまり）
演 - 栞菜（ルドビコ女学院 vol.1 - 3）、西本りみ（ルドビコ女学院 vol.4 - 9・イルマ女子美術高校編）、花奈澪（ルドビコ女学院 vol.6）、橋里依（Lily Project版）
年齢：16歳（2年生）/ 誕生日：9月29日 / 身長：158cm / レアスキル：レジスタ / サブスキル：虹の軌跡
イルマ女子からの転校生で、在籍時は御台場迎撃戦にて幸恵と共闘していた経験がある。

天宮・ソフィア・聖恋（あまみや・ソフィア・せれん）
声・演 - 星守紗凪（ルドビコ女学院 vol.2 - 9・Last Bullet・新章）
演 - 緒方もも（ルドビコ女学院 vol.1）、鵜川もえか（Lily Project版）
年齢：15歳（1年生）/ 誕生日：5月25日 / レアスキル：この世の理
岸本姉妹とは幼馴染で来夢に思いを寄せている。未来に託された来夢を守るため、未来のように強いリリィを目指している。

立花・テレジア・渚（たちばな・テレジア・なぎさ）
演 - 白河優菜（ルドビコ女学院 vol.2 - 5）、石井陽菜（ルドビコ女学院 vol.6 - 9）
年齢：16歳（2年生）/ レアスキル：天の秤目 / サブスキル：聖域転換、虹の軌跡
中2までルド女に通い、将来を有望視されていた。北欧のガーデンヘイムスクリングラトレードゴードに一時期留学。英語交じりで話す。

瀬戸・ベロニカ・いちか（せと・ベロニカ・いちか）
演 - 土山茜（ルドビコ女学院 vol.1）、小野瀬みらい（ルドビコ女学院 vol.3）、七海とろろ（ルドビコ女学院 vol.4 - 9・眞說）、小松穂葉（Lily Project版）
年齢：16歳（2年生）/ 誕生日：2月4日 / レアスキル：ヘリオスフィア / サブスキル：軍神の加護
1年からテンプルレギオンに所属する実力者。責任感が強く面倒見がいい姉御肌。

黒木・フランシスカ・百合亜（くろき・フランシスカ・ゆりあ）
声・演 - 梅原サエリ（ルドビコ女学院 vol.5 - 9・Last Bullet）
演 - 未浜杏梨（ルドビコ女学院 vol.1）、安藤遥（ルドビコ女学院 vol.2 - 4）、末永みゆ（Lily Project版）
年齢：16歳（2年生）/ 誕生日：3月9日 / 身長:157cm / レアスキル：テスタメント / サブスキル：ホールオーダー
聖恋のシュベスター。強化リリィ。一人で行動することが多く冷たく見えるが、実は情に厚い。

松永・ブリジッタ・佳世（まつなが・ブリジッタ・かよ）
声・演 - 大滝紗緒里（ルドビコ女学院 vol.6 - 9・Last Bullet）
演 - 緒方ありさ（ルドビコ女学院 vol.1 - 5・ブシロード版）、遥りさ（Lily Project版）
年齢：16歳（2年生）/ レアスキル：ルナティックトランサー
普段はおどおどしてるリリィオタク。好きなことを話してる時と、特にCHARMを構えた時は好戦的になる。

佐野・マチルダ・こころ（さの・マチルダ・こころ）
演 - 藤堂光結（ルドビコ女学院 vol.1 - 5）、清水凜（ルドビコ女学院 vol.6 - 9）、星乃まりな（Lily Project版）
年齢：16歳（2年生）/ 誕生日：3月14日 / レアスキル：縮地 / サブスキル：ステルス
世界を救うアイドルを夢見て田舎から出てきた。語尾に「じゃ」をつけて喋る。食べ物やお金と引き換えに情報屋をしているうちにサブスキルを身に着けた。

佐伯・ジュリア・花蓮（さえき・ジュリア・かれん）
演 - 小菅怜衣（ルドビコ女学院 vol.1 - 9）、早川あひる（Lily Project版）
年齢：15歳（1年生）/ レアスキル：レジスタ

鳴海・クララ・優子（なるみ・クララ・ゆうこ）
演 - さいとう雅子（ルドビコ女学院 vol.1 - 4）、夏目愛海（ルドビコ女学院 vol.5）、一本鎗希華（ルドビコ女学院 vol.6 - 9）、渡邉結衣（Lily Project版）
年齢：15歳（1年生）/ 誕生日：8月15日 / 身長：151cm / レアスキル：ゼノンパラドキサ
中等部から学ぶ学年一の実力者。いつも背負っているクマのぬいぐるみ「クママ」には重りが入っており筋トレを兼ねている。自分を含めリリィ達のことは洗礼名で呼ぶ。聖恋が好き。日葵とシュベスターの契りを交わす。

宝城・モニカ・朝妃（ほうじょう・モニカ・あさひ）
演 - 江藤彩也香（ルドビコ女学院 vol.2）、広沢麻衣（ルドビコ女学院 vol.3 - 5）、山﨑悠稀（ルドビコ女学院 vol.6 - 9）、斎藤愛莉（Lily Project版）
年齢：15歳（1年生）/ 誕生日：8月27日 /  レアスキル：この世の理
中等部から通っている実力者で当時はクララとコンビを組んでいた。聖恋をライバル視している。

花丘・アンジェラ・萌（はなおか・アンジェラ・もえ）
演 - 水月桃子（ルドビコ女学院 vol.1）、仲野りおん（ルドビコ女学院 vol.4 - 5）、岩倉あずさ（ルドビコ女学院 vol.6 - 9）、槙原唯（Lily Project版）
年齢：15歳（1年生）/ レアスキル：ファンタズム

長谷川・ガブリエラ・つぐみ（はせがわ・ガブリエラ・つぐみ）
演 - 長橋有沙（ルドビコ女学院 vol.1 - 5）、西田有愛（ルドビコ女学院 vol.6 - 9）、齋藤茉日（Lily Project版）
年齢：15歳（1年生）/ 誕生日：9月20日/ レアスキル：ブレイブ
佳世のシュベスター。チームワークを重んじる友達思いの努力家。戦闘ではサポートとして活躍する縁の下の力持ち的な存在。

永瀬・マルタ・のの花（ながせ・マルタ・ののか）
演 - 長谷川愛紗（ルドビコ女学院 vol.1）、朝比奈南（ルドビコ女学院 vol.3）、沖あすか（ルドビコ女学院 vol.4 - 9）、薄倉里奈（Lily Project版）
年齢：15歳（1年生）/ レアスキル：未覚醒

羽田・カタリナ・芽衣（はねだ・カタリナ・めい）
演 - 夏目愛海（ルドビコ女学院 vol.3、人狼TLPT S版 I）、遠野ひかる（ルドビコ女学院 vol.4）、柴田茉莉（ルドビコ女学院 vol.5）、湯田陽花（ルドビコ女学院 vol.6 - 9）、宇田川ももか（Lily Project版）
年齢：15歳（1年生）/ 誕生日：11月25日 / レアスキル：ゼノンパラドキサ
忍者に憧れており語尾に「ござる」をつけて喋る。こころを師匠と仰いでいる。

野坂・ジャクリーヌ・風音（のさか・ジャクリーヌ・かざね）
演 - 小野瀬みらい（ルドビコ女学院版 vol.5・vol.9）
年齢：17歳（3年生）/ レアスキル：この世の理 / サブスキル：軍神の加護

高取・ナタリー・永遠（たかとり・ナタリー・とわ）
演 - 手島沙樹（ルドビコ女学院 vol.4 - 5）、甲斐千尋（ルドビコ女学院 vol.8 - 9）
年齢：17歳（3年生）/ レアスキル：ヘリオスフィア

李・クリスティーナ・思思（リー・クリスティーナ・スースー）
演 - 河合柚花（ルドビコ女学院 vol.4）、はぎのりな（ルドビコ女学院 vol.5）、白城もえの（ルドビコ女学院 vol.8 - 9）
年齢：17歳（3年生） / レアスキル：ユーバーザイン / サブスキル：ホールオーダー

鈴城・カタリナ・雅（すずしろ・カタリナ・みやび）
演 - 長谷川美月（ルドビコ女学院版 vol.1）
年齢：15歳（1年生）

夏目・エリザベス・恵真（なつめ・エリザベス・えま）
演 - 飯田菜々（ルドビコ女学院版 vol.1）
年齢：15歳（1年生）

仁科・エリザベス・音羽（にしな・エリザベス・おとは）
演 - 池内理紗（ルドビコ女学院版 vol.2）
年齢：15歳（1年生）

矢神・カタリナ・真尋（やがみ・カタリナ・まひろ）
演 - 松尾絵瑠夢（ルドビコ女学院版 vol.2）
年齢：15歳（1年生）

朝比奈・アグネス・風花（あさひな・アグネス・ふうか）
演 - 二宮響子（ルドビコ女学院版 vol.2）
年齢：15歳（1年生）

加賀美・アグネス・美央（かがみ・アグネス・みお）
演 - 藤井彩加（ルドビコ女学院版 vol.3）
年齢：15歳（1年生）

五十嵐・ベルナデッタ・すみれ（いがらし・ベルナデッタ・すみれ）
演 - 伊藤みのり（ルドビコ女学院版 vol.3）
年齢：15歳（1年生）

山吹・エリザベス・恵都（やまぶき・エリザベス・けいと）
演 - 荒井杏子（ルドビコ女学院版 vol.3）
年齢：15歳（1年生）

堀江・アガタ・雪乃（ほりえ・アガタ・ゆきの）
演 - 石川純（ルドビコ女学院版 vol.3）
年齢：15歳（1年生）

平野・リドヴィナ・小春（ひらの・リドヴィナ・こはる）
演 - 大條瑞希（人狼TLPT S版 I）
年齢：17歳（3年生）/ レアスキル：この世の理

藤元・バルビナ・乙女（ふじもと・バルビナ・おとめ）
演 - 木下美優（人狼TLPT S版 I）
年齢：16歳（2年生） / レアスキル：縮地

源・アガタ・真珠（みなもと・アガタ・しんじゅ）
演 - 楠世蓮（人狼TLPT S版 I）
年齢：17歳（3年生） / レアスキル：この世の理

菊池・ゲルトルート・杏（きくち・ゲルトルート・あん）
演 - 竹本茉莉（人狼TLPT S版 I）
年齢：17歳（3年生）

茜・マルガリータ・理紬（あかね・マルガリータ・りづむ）
演 - 七海とろろ（人狼TLPT S版 II）
年齢：16歳（2年生） / レアスキル：ゼノンパラドキサ

宇佐美・キンバリー・瑠衣（うさみ・キンバリー・るい）
演 - はぎのりな（人狼TLPT S版 II）
年齢：17歳（3年生） / レアスキル：鷹の目

小早川・ヘレナ・佳子（こばやかわ・ヘレナ・かこ）
演 - 横島亜衿（人狼TLPT S版 I）
年齢：16歳（2年生） / レアスキル：ヘリオスフィア、この世の理 / サブスキル：聖域転換、ホールオーダー

的場・シビル・木葉（まとば・シビル・このは）
演 - 水萌みず（人狼TLPT S版 II）
年齢：15歳（1年生） / レアスキル：未覚醒

栗山・コレッタ・綾菜（くりやま・コレッタ・あやな）
演 - 大滝紗緒里（人狼TLPT S版 II）
年齢：16歳（2年生） / レアスキル：この世の理

辻浦・プリスカ・美々（つじうら・プリスカ・みみ）
演 - 仲野りおん（人狼TLPT S版 II）
年齢：15歳（1年生）/ レアスキル：未覚醒

江原・ヨハンナ・結乃（えはら・ヨハンナ・ゆいの）
演 - 梅原サエリ（人狼TLPT S版 II）
年齢：16歳（2年生）/ レアスキル：ユーバーザイン

寺崎・ジータ・玲央奈（てらさき・ジータ・れおな）
演 - 佐藤望美（人狼TLPT S版 II）
年齢：15歳（1年生） / レアスキル：ブレイブ

清水・ベルナデッタ・日和（しみず・ベルナデッタ・ひより）
演 - 桜井理衣（人狼TLPT S版 II）
年齢：16歳（2年生） / レアスキル：フェイズトランセンデンス

水川・キャロル・花（みずかわ・キャロル・はんな）
演 - 前枝野乃加（人狼TLPT S版 II）
年齢：17歳（3年生） / レアスキル：天の秤目

島・イレーヌ・真白（しま・イレーヌ・ましろ）
演 - 水月桃子（人狼TLPT S版 II）
年齢：16歳（2年生）/ レアスキル：ゼノンパラドキサ

富士野・テオドラ・美都（ふじの・テオドラ・みと）
演 - 結城美優（人狼TLPT S版 II）
年齢：16歳（2年生） / レアスキル：フェイズトランセンデンス

鈴内・レア・里佳子（すずうち・レア・りかこ）
演 - 池内理紗（人狼TLPT S版 II）
年齢：17歳（3年生）/ レアスキル：天の秤目

海堂・キーラ・千秋（かいどう・キーラ・ちあき）
演 - 内多優（人狼TLPT S版 II）
年齢：17歳（3年生） / レアスキル：ヘリオスフィア

渡瀬・オリーブ・小百合（わたせ・オリーブ・さゆり）
演 - 佐野礼奈（人狼TLPT S版 II）
年齢：16歳（2年生） / レアスキル：ユーバーザイン

近藤・パウラ・夏希（こんどう・パウラ・なつき）
演 - 白木悠吏阿（人狼TLPT S版 II）
年齢：15歳（1年生） / レアスキル：未覚醒

神楽坂・タチアナ・琴子（かぐらざか・タチアナ・ことこ）
演 - 神村風子（人狼TLPT S版 II）
年齢：16歳（2年生） / レアスキル：縮地

矢崎・ロジーナ・真弓（やざき・ロジーナ・まゆみ）
演 - 東城咲耶子（人狼TLPT S版 II）
年齢：17歳（3年生） / レアスキル：鷹の目

岸本・マリア・未来（きしもと・マリア・みらい）
声 - みうらりょうこ（ルドビコ女学院版 vol.1）
演 - 森本未来（ルドビコ女学院版 vol.2）、黒原優梨（ルドビコ女学院版 vol.3）、あわつまい（ルドビコ女学院 vol.6 - 7）、中野あいみ（Lily Project版）
年齢：17歳（3年生）/ レアスキル：フェイズトランセンデンス / サブスキル：狂乱の閾
来夢の実姉。強化リリィ。学院史上最強と謳われる程の実力を持つリリィだったがある日突然ガーデンを去り、その後来夢を守って戦死。

戸田・エウラリア・琴陽（とだ・エウラリア・ことひ）
演 - 田上真里奈（ブシロード版）
年齢：15歳（1年生）/ レアスキル：ゼノンパラドキサ
強化リリィ。興味のあるリリィに所構わず手合わせを挑む変わり者。梨璃と同じく中2の時に甲州撤退戦に巻き込まれており、その時の経験により夢結を憎悪している。G.E.H.E.N.A.の強化実験から救ってくれた「御前」(後述)を慕っている。

#### 私立ルドビコ女学院の教師
小阪・アナスタシア・涼子（こさか・アナスタシア・りょうこ）
演 - 木村若菜（ルドビコ女学院 vol.1 - 5）、遠藤三貴（ルドビコ女学院 vol.6 - 9）、鈴木亜里紗（Lily Project版）
レアスキル：Z / サブスキル：聖域転換、千里眼
シスター。

泉・ローザ・莉奈（いずみ・ローザ・りな）
演 - 今吉めぐみ（ルドビコ女学院 vol.1 - 5）、楠世蓮（ルドビコ女学院 vol.6 - 9）、舞川みやこ（Lily Project版）
レアスキル：鷹の目 / サブスキル：魔眼、ホールオーダー
シスター。

海堂・ベアトリス・千春（かいどう・ベアトリス・ちはる）
演 - 内多優（ルドビコ女学院版 vol.4）、軽辺るか（ルドビコ女学院 vol.8）
レアスキル：天の秤目 / サブスキル：聖域転換、軍神の加護
シスター。

真壁・メラニア・小夜子（まかべ・メラニア・さよこ）
演 - 酒井栞（ルドビコ女学院 vol.4 - 5）、林千浪（ルドビコ女学院 vol.8 - 9）
レアスキル：レジスタ / サブスキル：ステルス、虹の軌跡
シスター。

取手・スザンヌ・麗香（とりで・スザンヌ・れいか）
演 - 嘉陽愛子（ルドビコ女学院 vol.4 - 5）、三枝奈都紀（ルドビコ女学院 vol.8 - 9）
レアスキル：ヘリオスフィア / サブスキル：ホールオーダー、インビジブルワン
シスター。

清川・エスター・詩織（きよかわ・エスター・しおり）
演 - 横山可奈子（人狼TLPT S版 I）
レアスキル：ユーバーザイン
シスター。

あくつ・ルシファ・魔妖（あくつ・ルシファ・まあや）
演 - 桜木さやか（ルドビコ女学院 vol.1 - 3）
レアスキル：天の秤目 / サブスキル：インビジブルワン、ホールオーダー、狂乱の閾、聖域転換
特別教導官。

### 御台場女学校
東京地区御台場に校舎を構える、叙事詩ベーオウルフの世界観をベースにした御三家の一角のガーデン。南から飛来するヒュージ対策で、早期からリリィ育成に力を入れていた。幼稚舎からの一貫教育を施している。御台場迎撃戦の戦場となり、その戦いでの成果を機に東京地区最強の座に就いた。百合ヶ丘と同様に、レギオン教導官認可制やリリィの自主性に任せた部隊編成を認めている。

#### ロネスネス
レギオン格付け：S
遊学から復帰した船田姉妹を中心とした、教導官認可制移行後初の自主結成レギオン。ガーデン内の秩序と風紀も司っている。
船田 純（ふなだ きいと）
声・演 - 石井陽菜
年齢：16歳 / 誕生日：12月25日 / 身長:163cm / レアスキル：ルナティックトランサー
"狂乱の姫巫女" 御台場女学校2年生。LGロネスネスの隊長。ポジションAZ。
リリィとしての才能に恵まれ、特にデュエルを得意とする。過剰なまでの能力主義、才能至上主義の持ち主。気位が高く、他人にきつい性格で、他のリリィから非難を浴びることも多い。姉の初や川端蛍などの仲の良いメンバーの言葉以外にほとんど耳を貸さない。カレーなど、辛いものが好き。
中等部時代は船田予備隊に所属。

船田 初（ふなだ うい）
声・演 - 西葉瑞希
年齢：16歳 / 誕生日：12月25日 / レアスキル：ルナティックトランサー
"台場の白き魔女" 御台場女学校2年生。LGロネスネスの副長。ポジションAZ。
船田純の双子の姉。品行方正で温和な性格から、人望も厚い。ロネスネスの知恵袋と言われる部隊の参謀役。リリィとしてのスペックは純と同じだが、精神的にかなり強く、御台場の中でも屈指の勝負根性を持っている。純に対してややヤンデレ気味。純には秘密にしているが、実は辛いものが苦手である。
中等部時代は船田予備隊に所属。

藤田 槿（ふじた あさがお）
声・演 - 春咲暖
演 - 槙原唯（眞說Wキャスト）
年齢：16歳 / 誕生日：8月22日 / 身長:153cm / レアスキル：レジスタ
"劔の妖精" 御台場女学校2年生。ポジションTZ/BZ。ロネスネス司令塔。
中等部時代は船田予備隊に所属。幼少期は喘息を患っていた影響か、思うように力を発揮できず周囲からの評価は高くなかったが、その時励ましてくれた初に敬意を払っている。反面、純に対しては常に批判的でしばしば対立するが、仲間を見捨てない点は評価している。

司馬 燈（しば ともしび）
演 - 富田麻帆（ブシロード版）、野元空（御台場女学校編・新章）
年齢：15歳 / 誕生日：8月30日 / レアスキル：カリスマ
"鞍馬の女天狗" 御台場女学校1年生。ポジションAZ/TZ。強化リリィ。
京都府の研究機関で小学校低学年より強烈な強化をされていた。施設を抜け出し、山中でヒュージを狩りながら生活していた時に船田純と戦い、純を打ち損じたことで純にときめき、執着するようになる。義姉妹の契りは断られたものの、純を追って御台場に入学する。CHARMを両手に持って戦う。「御前」とは同類だとされるが、計画だって動く「御前」に対し、自分の思うがままに動く。

長沢 雪（ながさわ ゆき）
演 - 長谷川里桃
年齢：17歳 / 誕生日：9月28日 / レアスキル：ブレイブ
"御台場の鬼神" 御台場女学校3年生。ポジションAZ/BZ。
船田姉妹とは、彼女らが御台場に来てから、幼い頃からの間柄。中等部時代にヒュージが襲来した事件がきっかけで一時的に三人の中に溝が生じたことがあった。

川端 蛍（かわばた ほたる）
演 - 広沢麻衣（御台場女学校編 第1作 - 第2作）、田崎礼奈（御台場女学校編 第3作 - 第4作・眞說）
年齢：16歳 / 誕生日：12月2日 / レアスキル：円環の御手
"岬の聖花" 御台場女学校2年生。ポジションTZ。中等部時代は船田予備隊に所属。何かと対立しがちな純と槿の二派を取り持つ橋渡しを担っている。

梢・ウェスト（こずえ・ウェスト）
演 - 有沢澪風
年齢：15歳 / 誕生日：3月6日 / レアスキル：ファンタズム
"岬の神童" 御台場女学校1年生。御台場工廠科の至宝。ポジションAZ/TZ。
槿を尊敬しており慕っている。明るく人懐っこい性格で神庭女子の丹波灯莉など交友関係も広い。小3まで一般の学校に通っていたが、スキラー数値の異常な上昇を見込まれ、教導官のアキラ・ブラントンにスカウトされ御台場に入学した。

井草 昴（いぐさ すばる）
演 - 海乃るり・吉宮瑠織
年齢：16歳 / 誕生日：11月14日 / レアスキル：レジスタ
"岬の将軍" 御台場女学校2年生。ポジションAZ/TZ。
中等部時代は船田予備隊に所属。小学生の頃に家族がヒュージ襲来による建物倒壊の犠牲になり、リリィとなることを誓う。当初はスキラー数値が10にも満たず、難しいとされていたが、マディックアカデミーでの異常なまでの努力の末にリリィとなった。

今村 紫（いまむら ゆかり）
演 - 高辻麗（御台場女学校編 第1作）、柴田茉莉（御台場女学校編 第2作 - 第4作）
年齢：15歳 / 誕生日：3月10日 / レアスキル：テスタメント ポジション：TZ/BZ。
"岬の聖射手" 御台場女学校1年生。亡くなった姉の今村咲魅の遺志を継ぐ形でリリィとなった。元々気が弱く、さらに姉のことに言及される度に卑屈さが増していく中、上級生の昴との出会いで自信を身に着けていく。

#### ヘオロットセインツ
元御台場トップレギオンで、生徒会の役目を果たしている。ロネスネスとは仲が悪い。
川村 楪（かわむら ゆずりは）
声・演 - あわつまい
年齢：16歳 / 誕生日：6月19日 / 血液型：A / 身長：156cm / 体重：43Kg / レアスキル：テスタメント
御台場女学校2年生。LGヘオロットセインツ副隊長。ポジションTZ。生徒会副会長。
幼馴染みの月岡椛と共に「アタッキングの楪、ディフェンスの椛」といわれ、早くから御台場を代表するリリィとして君臨。少し粗雑なところがあり、スカートのまま胡座をかいたりするので椛によく𠮟られている。⾳楽鑑賞が趣味で、⼤抵ヘッドホンを⾸にかけている。
中等部時代は船田予備隊に所属。

月岡 椛（つきおか もみじ）
声・演 - 矢野妃菜喜
演 - 夏目愛海（ブシロード版）
年齢：16歳 / 誕生日：6月25日 / 身長：158cm / 体重：47Kg / レアスキル：レジスタ
御台場女学校2年生。LGヘオロットセインツ隊長。ポジションBZ。現生徒会長。
楪とは幼馴染で愚痴を零せる数少ない相手。中等部時代は船田予備隊に所属。後述するアンブロシア女学苑を目指していたが、セレクションから外れたため母の実家にあった御台場に入った経緯を持つ。御台場迎撃戦で共闘した聖メルクリウスのアルテア・アレッサンドリーニとも仲が良い。

竹久 央（たけひさ なかば）
演 - 山本栞
年齢：15歳 / 誕生日：5月6日 / 血液型：A / 身長：162cm / 体重：47Kg / レアスキル：円環の御手
御台場女学校1年生。戦場での優雅な動きを「ロイヤルエレガンス」と称されるなど東京方面では早くから注目されていたリリィ。初等部で出会った河鍋薺とは固い絆で結ばれており、まだ才能の目が出なかった彼女を支えていた。

河鍋 薺（かわなべ なずな）
演 - 河内美里（御台場女学校編 第1作 - 第3作）、西田有愛（御台場女学校編 第4作）
年齢：15歳 / 誕生日：11月23日 / 血液型：A / 身長：152cm / 体重：48Kg / レアスキル：ファンタズム
御台場女学校1年生。御台場初のファンタズム覚醒者。ヒュージ襲来により孤児となり、路上生活をして生きてきた過酷な過去の持ち主。そのため人の温もりを求める寂しがり屋である反面、強くなければ生きていけないという覚悟を持ち合わせている。普段から頼られようとするキャラを演じるが、実際には可愛がられるタイプ。

速水 桂（はやみ かつら）
演 - 栞菜
年齢：15歳 / 誕生日：1月28日/身長：161cm/レアスキル：この世の理
御台場女学校1年生。ポジションAZ/TZ。
ストイックで武士のような性格。初等部まで百合ヶ丘に在籍していたが、そこで起きたヒュージ襲来により当時の友人、山下絢子(やました あやこ)を亡くしリリィ引退を決意、その後は一般の中学に通っていたものの、御台場迎撃戦を通じて月岡椛に説得され入学。なお百合ヶ丘時代のその他の友人には金箱弥宙、ルイセ・インゲルス、城ヶ島工科女子の朝永苺がいる。

鈴木 因（すずき ちなみ）
演 - 白石まゆみ（御台場女学校編 第1作 - 第3作）、斎藤愛莉（御台場女学校編 第4作）
年齢：15歳 /誕生日：9月23日/身長158cm / レアスキル：カリスマ
御台場女学校1年生。ポジションAZ/TZ。
"コル・タウリ(牡牛の心臓)"。圧倒的なパワーと防御力を誇るリリィだが、その分スピードに欠けるのがコンプレックス。自身が憧れている菱田治から可愛がられる薺に嫉妬しているが、戦闘では彼女に一番パスを渡している。

菱田 治（ひしだ はる）
演 - 林田真尋
年齢：16歳 / 誕生日：9月6日/レアスキル：ゼノンパラドキサS級
御台場女学校2年生。ポジションAZ/TZ/BZ。
"怪異斬り(フリークスレイヤー)"。中等部時代は船田予備隊に所属。セインツの影の主将と評され、強化リリィ並の戦闘力を持つ。迎撃戦では多数のために橋を爆破する苦渋の決断を下した過去がある。今村紫の早世した姉である今村咲魅、横山梓とは幼馴染。

横山 梓（よこやま あずさ）
演 - 野本ほたる（御台場女学校編 第1作）、花奈澪（御台場女学校編 第3作）、橘里依（御台場女学校編 第4作 - ）
年齢：16歳 / 誕生日：5月26日 / レアスキル：ヘリオスフィア
御台場女学校2年生。ポジションTZ/BZ。
中等部では船田予備隊に所属。今村咲魅、菱田治とは幼馴染。御台場を守る一番のリリィとなることを誓った治を支えている。

西郷 紅（さいごう くれな）
演 - 星希成奏（御台場女学校編 第2作・第4作）、安藤千伽奈（御台場女学校編 第3作）
年齢：16歳 / 誕生日：7月2日 /レアスキル：ルナティックトランサー
御台場女学校2年生。ポジションAZ/TZ。強化リリィ。元は良家の出身だったがG.E.H.E.N.A.に攫われ強化措置を施されていた所を救出された経緯がある。御台場迎撃戦では第4部隊に所属、ヒュージ侵攻阻止と一般市民避難の為の時間稼ぎを要求された死闘「青海地区死守戦」にて数十分、一人で囮役を務めた。コーストガードの蘇我菘とは親友。

尾竹 廉（おたけ すなお）
演：北澤早紀
年齢：15歳 / 誕生日：8月30日/ 身長：151cm / レアスキル：ブレイブ
因とは親友で彼女の治への気持ちを応援している。リリィオタクにしてアイドルリリィ(主に戦術と制服が専門)。椛を慕っており桂をライバル視している。学外では天野天葉が憧れのリリィ。

円山 周（まるやま あまね）
演 - 今村美歩
年齢：17歳 / レアスキル：縮地
元生徒会長。強化リリィ。霞ヶ浦防衛戦、幕張奪還戦で武功を挙げたリリィの一人。隊のバックアップを務めているセインツの守護神的な存在。下級生では菱田治を気にかけており、迎撃戦での彼女の判断を支持してきた。

上村 蕨（うえむら わらび）

伊藤 麗（いとう うらら）

#### コーストガード
御台場迎撃戦終結後、セインツから平和的に分裂したレギオン。主な任務としてはガーデンの守備とレギオン管理を司り、自主結成時の隊長認可権を持つ。
曽我 菘（そが すずな）
年齢：16歳 / レアスキル：フェイズトランセンデンス /ポジションAZ/TZ
御台場女学校2年生。LGコーストガードの副将。セインツの西郷紅とは親友。反感を買いがちな船田純を武の者として支持している。

弘瀬 湊（ひろせ みなと）
演 - 田上真里奈
年齢：16歳 / レアスキル：円環の御手
コーストガード主将兼司令塔。1年時は菘と一緒にセインツに所属していたが、楪と椛とは戦術への思想に乖離が生じ、隊を分けた。パワー、テクニック、スピード共に一流でBZで全体を統括するリリィ。

岸田 英（きしだ はなぶさ）
演 - 白河みずな
年齢：15歳 / レアスキル：ファンタズム
梢、薺に連なる3人のファンタズム持ちの中では最も遅く覚醒。甘えん坊でやや天然だが、御台場のリリィらしく武芸の才を持ち、純から褒められるほど。

棟方潮（むなかた うしお）

#### その他の生徒
今村 咲魅（いまむら さくみ）
演 - 柴田茉莉
誕生日：4月23日
今村紫の姉。故人。「輝ける者たち」の一人で楪とともにファンタズムに覚醒することを期待されていた。

木藤 鈴（きふじ すず）
演 - 遠藤三貴
レアスキル：天の秤目
2年生。生徒会の補助役として光壁システムの管理棟の業務や雑務などを担当している。純に感化されて自主レギオン結成を目指す。

福嶋 律（ふくしま りつ）
演 - 小菅怜衣
レアスキル：フェイズトランセンデンス
1年生。ヒュージ襲来により崩壊したガーデン逗子国際女子中等部出身。一般的なフェイズトランセンデンス持ちより放出するマギ量が少なく、枯渇状態からの復帰が短い。

#### 御台場女学校の教師
アキラ・ブラントン
演 - 舞川みやこ
レアスキル：この世の理/ サブスキル：軍神の加護、虹の奇蹟、インビジブルワン
日英ハーフの御台場女学校教導官。引退後すぐに教導官に就任し、それまで1人も存在しなかったファンタズム覚醒者を3人も見出した功績を挙げている。現役時代はへオロットセインツ所属で、その頃から強化リリィ救出に従事していた。

中原・メアリィ・倫夜（なかはら・メアリィ・ともよ）
演 - 小野瀬みらい
レアスキル：鷹の目
御台場女学校 常駐学校医。

稲葉 檀（いなば まゆみ）
演 - 石原美沙紀
レアスキル：ヘリオスフィア
御台場女学校スクールカウンセラー。強化リリィ。

### イルマ女子美術高校
東京地区清澄白河にある、東京御三家の一角のガーデン。芸術教育に力を入れており、美術系のガーデンとしては世界屈指の名門。世界樹イルミンスールをモチーフとした校風と、クラウンシャイネスを図案化した指輪を交換する「冠輝の誓い」が特徴。親G.E.H.E.N.A.派だが穏健派であり、負のマギ残滓の浄化などを研究している。

#### イルミンシャイネス
ルド女の一宮・ミカエラ・日葵がかつて所属していたイルマのトップレギオン。
手島 恋町（てじま こまち）
演 - 熊沢世莉奈
誕生日：4月24日/レアスキル：ゼノンパラドキサ
"マタドール"。イルマ女子美術高校2年生。ポジションAZ。個性派揃いのイルマのリリィ達のツッコミ役。選択科目は服飾科。羽来とは幼馴染で家族ぐるみの付き合い。

西川 御巴留（にしかわ みはる）
演 - 佐藤遥
誕生日：5月19日/レアスキル：レジスタ
"闘将"。イルマ女子美術高校2年生。イルミンシャイネスの主将。御台場迎撃戦後、レギオンと基本戦術を巡り日葵と対立した。寡黙で多くを語らない性格。選択科目は陶芸。

日比野 羽来（ひびの わく）
演 - 髙橋彩音
誕生日：9月22日/レアスキル：ファンタズム
"大樹の至宝"。イルマ女子美術高校2年生。イルマ初のファンタズム覚醒者。迎撃戦後に対立する日葵と御巴留の関係性に心を痛め、己の無力さを思い知らされた経験を持つ。選択科目は絵画。

比田井 美夜受（ひだい みやず）
演 - 西田奈未
誕生日：3月23日/レアスキル：テスタメント
"黒い妖精"。2年生。口数は少ないが毒舌家で下級生には特に厳しい。多額の借金を負ってしまった両親がG.E.H.E.N.Aに引渡したことにより強化リリィとなった。保護直後の中等部1年時、手を差し伸べてきた御巴留と距離を縮めていく。選択科目は音楽科、ピアノと声楽を選んでいる。

中林 海七（なかばやし かいな）
演 - 鵜川もえか
誕生日：7月1日/レアスキル：円環の御手
"鉄人"。2年生。生徒会副会長。ルームメイトの煌椋とは幼稚舎からの幼馴染で「理想の夫婦」と評されている。レギオンの穴を埋めることが得意な「サポートに優れた」リリィ。選択科目は建築で専攻はバイオリン。

宮本 煌椋（みやもと こむく）
演 - 松田彩希
誕生日：8月3日/レアスキル：レジスタ
"七つの肺を持つリリィ"。2年生。風紀委員長。ストイックな性格の戦術マニアであり戦闘後に下級生を集めた反省会を開いている。中等部時代に起きた「本校防衛戦」で、冠輝の誓いを交わす約束をしていた先輩三条涼︎香を亡くしている。海七とは盟友であり相棒。

巌谷 紅々李（いわや くくり）
演 - 梅原サエリ
誕生日：5月1日/レアスキル：フェイズトランセンデンス
"大樹の蒼竜"。1年生。
日下部 蓮月（くさかべ れんげつ）
演 - 坂口渚沙（イルマ第1作）、川原美咲（イルマ第2作）
誕生日：4月19日/レアスキル：ヘリオスフィア
"大樹の園の双頭蓮"(叢雨と共通)。1年生。双子の姉で強気な性格。運動神経が良く素質はあるものの、妹の叢雨がカリスマに覚醒したことにより評価が逆転し、ガーデンからはあまり期待されていない。

日下部 叢雨（くさかべ むらさめ）
演 - 結木ことは
誕生日：4月19日/レアスキル：カリスマ
1年生。双子の妹。姉の蓮月なしでは上手く戦えない程臆病で弱気な性格。どんな時でも自分を守ってくれる蓮月を心から尊敬し頼っている。
サブメンバー

吉井 霞子（よしい かすみこ）
演 - 遥りさ
誕生日：3月13日/レアスキル：ヘリオスフィア
"シャイネスの真珠"。3年生。イルマ前生徒会長。それまでは戦う意思はそれほど強くなかったが、1年時に起きたイルマ本校防衛戦を機に大成を誓い、幕張奪還戦の中心を担う。

上田 伊万里（うえだ いまり）
レアスキル：円環の御手
1年生。後述するハコルベランドのメンバーも兼任している。

#### ハコルベランド
隊長、神郡鞠萠が率いる一宮・ミカエラ・日葵の理念に共感した者たちによる自主結成レギオン。
上田 伊万里（うえだ いまり）
演 - 北澤早紀
"イルミンスールの巫女"。1年生。イルミンシャイネス兼任。CHARMメイカーヒヒイロカネインターナショナル社の令嬢。リリィとしてのスランプに悩んでいた時に励ましてくれた神郡鞠萠を尊敬している。専攻は彫刻、楽器はカリンバを選択。

廣津 夕星（ひろつ ゆうづつ）
演 - 陽高真白
レアスキル：カリスマ
"THE TOWER"。1年生。伊万里の幼馴染。異名は異常な跳躍力と長い滞空時間を活かした攻撃と長身が由来だが本人は気に入っていない。花を愛でるのが好きな温厚な性格で、リリィになることには消極的だったが、イルマ初等部入学を決意した伊万里に置いていかれる寂しさもあり彼女についていくことに。

神郡 鞠萠（かみごおり まりも）
演 - 佐々木優佳里（イルマ第1作・新章第1作）、福岡聖菜（新章第2作・イルマ第2作）
レアスキル：レジスタ
"ハコルベランドの女帝"。2年生。ハコルベランド隊長の強化リリィ。鞍馬山環境女子のラボで特別な強化を受けていた「13人のリリィ」の最後の1人で、当時の仲間の大半を失っているという過去を持つ。戦術論に興味を示してくれた一之宮日葵の「自由で華麗な戦い」に同調し、その意志を受け継ぐレギオンを結成した。

續木 姫翠（つづき ひすい）
演 - 矢新愛梨
レアスキル：ヘリオスフィア
"大樹の魔女"。2年生。強化リリィ。立ち振る舞いは優雅だが戦場では人が変わる。GEHENAから救出された縁から初等部のほんの僅かな間に御台場女学校に在籍しており、菱田治と親しくしていた。鞠萠のことを強く慕っており、戦う理由が見い出せず不安であることを打ち明けると自分が戦う理由になると奮い立たせたことやイルマ本校防衛戦での共闘がきっかけで「このひとの為に全てを捧げる」と思う程に特別な存在となる。専攻は陶芸、選択楽器はハープ。

諸井 佐保（もろい さほ）
演 - 朝倉ふゆな
レアスキル：レジスタ
"イルマの太陽"。2年生。変幻自在のcharmテクニックを持つ司令塔。早くから日葵のことをライバル視しており、中等科予備隊でＴＺの中央の座をものにした日葵には後れを取ったと屈辱を感じたが、同時にリリィとしてのスタイルには好感を持っている。ルド女転校の意志を示す日葵に自分もついて行くと伝えるものの、「思い出のこの大樹の園を守ってほしい」と制される。

三輪田 俐翔（みわだ りと）
演 - 小松穂葉
レアスキル：縮地
"イルマの矢"。1年生。初等部時代は幕張科学技術女子で「戦うアーセナル」としての素養を学んだが、学園と自分の理念に乖離を感じイルマ入学を決意。闘星塾から苦労して東京御三家のガーデンに行き着いたため、エリートコースを歩んできたリリィのことは毛嫌いしている。伊万里とは互いにない物を意識しあう存在。

東久世 徳子（ひがしくぜ とくこ）
演 - 集貝はな
レアスキル：ファンタズム
"怪傑"。1年生。何者にも縛られない自由なスタイルを取るレギオンの攻撃の中心を担うリリィ。多くのCHARMデザイナーを輩出する名家に生まれ芸術的な才能に恵まれたため、神童と謳われた。高等科進学時に東久世家は、スキラー数値50に満たない場合は強化手術を受けると交渉したが、結局中等科の時点で70以上に到達してるため強化は免れている。

辻本 勇渚（つじもと ゆうなぎ）
演 - 斎藤愛莉
レアスキル：テスタメント
"リンクス"。1年生。陽気な人気者だが気になる子に手を出す、戦闘でも約束事を守らないなど奔放な性格。かつてのパートナーである歩結とは本校防衛戦でも共闘していたが、そこでヒュージに取り囲まれた歩結を助けて窮地を脱するも大怪我を負ってしまい、以来、その仲に溝が生まれてしまう。専攻は文芸、楽器は横笛。

田代 歩結（たしろ あゆむ）
演 - 熊田茜音
レアスキル：この世の理
"大樹の火竜"。1年生。落ち着いた性格でリリィとしての能力も高い。よく比較されるアールヴへイムの田中壱に敬意を表している。元々AZを目指していたが中2で経験した清澄白河イルマ本校防衛戦にて友人や先輩が死傷していく中自己の無力さと個の限界を知りレギオン全体を見るTZへと転向した。その頃パートナーだった勇渚を自分の危地を救う為とはいえ負傷させてしまったことを悔やんでおり、関係が拗れたまま現在に至る。

#### イルマ女子美術高校の教師
篠田 澪瑚（しのだ みおこ）
演 - MoeMi
レアスキル：縮地(S級)
イルマ女子美術高校教導官。周囲のヒュージを混乱させる異能「聖眼」の持ち主でそれを狙ったGEHENAに捕らえられた経験がある。現在のイルマの戦い方の基盤を作ったリリィの一人だがその一方、学生時代に非常に多くのリリィと「冠輝の誓い」を交わし、大量の腕輪を交換、所持するなど物議を醸すような側面も。

### 相模女子高等学館
相模原にある新興のガーデン。軍隊式の厳しい校風を持つ、鎌倉府5大ガーデンの一角。エレンスゲ女学園と提携を結んでいる。「リリィは品格ではなく結果が全て」という方針でとにかく戦果を求め、わずか数年で5大ガーデンまで上り詰めた。

#### 生徒会特選隊
石川 葵（いしかわ あおい）
演 - 広沢麻衣（ブシロード版）、蛭田愛梨（シュツルム）
年齢：15歳 / 誕生日：12月8日 / 血液型：A / 身長：152cm / 体重：45kg / レアスキル：ファンタズム
特務レギオン「生徒会特選隊」所属。父親石川精衛の方針により幼稚舎から現在に至るまで様々なガーデンを転々としてきた。楓・J・ヌーベルとは聖メルクリウス中等部時代からの友人。

松永 遊糸（まつなが ゆい）
演 - 清水凜（シュツルム）
年齢：17歳 / 誕生日：7月9日 / 血液型：O / 身長：162cm / 体重：49kg / レアスキル：レジスタ
特務レギオン「生徒会特選隊」の隊長。家庭が貧しくその仕送りのため、高い戦果を求める傾向にある。優れた指揮を執るなど戦闘では優秀だが、後輩に高い食事をたかりがちだったり、傾国の悪女を自称したりと少々残念な面がある。

片倉 紫苑（かたくら しおん）
年齢：16歳 / 誕生日：10月3日 / 血液型：AB / 身長：168cm / 体重：51kg / レアスキル：この世の理
生徒会特選隊副隊長。没落した良家出身。優しくおっとりしているが怒らせると怖い。

伊達 降瑠（だて ふりる）
年齢：15歳 / 誕生日：9月5日 / 血液型：B / 身長：154cm / 体重：46kg / レアスキル：フェイズトランセンデンス
貧民街出身。幼い頃に父親が戦死し、二人の兄と共に母親の女手ひとつで育ってきた。喧嘩三昧の日々を過ごしてきたため、乱暴でカッとなりやすい。名前にコンプレックスがあるため呼ばれると怒る。

#### 特命遊撃隊
伊東 苗陽（いとう なえひ）
年齢：16歳 / レアスキル：ファンタズム
ブーステッドスキル：エンハンスメント、リジェネレーター
強化リリィ。特務レギオン「特命遊撃隊」の隊長で風紀委員長。伊東閑の異母姉。一時期閑と共に百合ヶ丘中等部に通っていた。

### 聖メルクリウスインターナショナルスクール
横須賀にある鎌倉府5大ガーデンの一角で、百合ヶ丘と並ぶ世界的な名門校。ここの中等部は楓・J・ヌーベルや相模女子の石川葵の出身校でもある。ガーデン自体が城塞都市化しており、都市内で部屋などを借りる通学形態を取っている。また「方舟」と呼ばれる天使の名前を冠した大型のガンシップを7隻所有しており、これによって各地ヘと外征を行っている。騎士役(リッター)が貴婦人役(アーデルハイト)に奉仕する「ミンネの誓い」がある。

#### 第1飛空挺団ミカエル
レギオン格付け：SSS
7つの方舟の中でも最強の戦闘集団で御台場のヘオロットセインツと同盟を組んでいる。
アルテア・アレッサンドリーニ
演 - 天麻ゆうき
レアスキル：ファンタズム
"暴君"の異名をとるメルクリウス2年生。ミカエル団長。御台場迎撃戦にて椛と共闘したことがきっかけで彼女と懇意にしている。

レミエ・アレッサンドリーニ
レアスキル：カリスマ/ポジションBZ
メルクリウス1年生。アルテアの妹。サブスキルを多く持つ神童だが、姉に対して劣等感があり、姉妹仲は良くない。我儘なところがあり自分を甘やかしてくれる者に弱い。

チェミル・フリードハイム
誕生日：5月5日 / レアスキル：ファンタズム
1年生。ロシア出身。泣き虫で駄々っ子。中等部3年でレアスキルに覚醒するまではあまり目立たなかった。御台場女学校の川村楪に憧れており制服の着こなしを真似ている。

ルルディス・ブロムシュテット
誕生日：6月6日 / 血液型：O / 身長：165cm / 体重：55kg / レアスキル：レジスタ
1年生。チェミルの世話役。スウェーデン出身。高いリーダーシップと天性の司令塔スキルで知られる優等生。

#### 第2飛空挺団ガブリエル
レリア・アンゲルブレシュト

#### 第3飛空挺団ラファエル
ベアトリス・ベルリオーズ

#### 第4飛空挺団ウリエル
狂信者の集団と呼ばれる独特な雰囲気を持つ隊。
シャルロッタ・スヴェトラーノフ

#### 第5飛空挺団ラグエル
全員強化リリィで構成されているレギオン。ロスヴァイセのモデルになったと言われている。
ティシア・パウムガルトナー
レアスキル：円環の御手 / ポジションBZ
2年生。現生徒会長でラグエル団長。強化リリィ。

リーアリデル・エッシェンバッハ

#### 第6飛空挺団ゼラキエル
永野紫月（ながのしづき）

#### 第7飛空挺団レミエル
プルム・シベリウス

### 鎌倉府立桜ノ杜高等学校
鎌倉府にある国公立のガーデンで、相模女子とは犬猿の仲。日本神話や武士道的精神をベースにしている。鎌倉府5大ガーデンの一角。
宮崎 火刈（みやざき ひかる）
誕生日：6月9日/血液型：A/身長：164cm/体重：54kg/レアスキル：この世の理
桜ノ杜女子3年生。自分に厳しい古武士のような性格の生徒会長(大番役)。幼少期はスキラー数値が低くリリィになるのは無理と言われていたが、努力を重ね続けた結果桜ノ杜の下部組織にあたる私立櫻華義塾女子幼稚舎に入学した。

勝谷 芙蓉（かつや ふよう）
誕生日：9月21日/血液型：O/身長：150cm/体重：43kg/レアスキル：ゼノンパラドキサ
桜ノ杜女子1年生。陽気で人懐っこく、周りの空気を読まない猪突猛進で頑固な性格の持ち主。故郷の静岡奪還を夢見ており、根性で鍛錬を続け、芸事の試験も必要な桜ノ杜の試験を剣の腕一本で突破した。生徒会長の宮崎火刈に可愛がられており度々躾られている。相模女子の石川葵とは顔を合わせる度に喧嘩している。

### シエルリント女学薗
金沢文庫に校舎を構える5大ガーデンの一角。フィンランド神話をモチーフに採用しており、ゴスロリ制服や、自分達を魔女と言い張り仮名で呼び合う習慣、マギ関連の書籍を集めた大きな図書館などいわゆる「中二病」気質な独自の世界観を持つ親G.E.H.E.N.A.派の総本山として有名なガーデン。文科省の管轄下にあり、国定守備範囲は横浜である。
金藍玉（きんらんぎょく）
演 - 楠世蓮
レアスキル：フェイズトランセンデンス
2年生。双子の姉であり、風紀委員長。本名は不明。銀髪。

銀藍玉（ぎんらんぎょく）
演 - 末永みゆ
レアスキル：ヘリオスフィア
2年生。双子の妹であり、風紀委員長。本名は不明。金髪。

道川 深顯（みちかわ みあき）

### アルケミラ女学館
湯河原にある鎌倉府のガーデンで、かつては5大ガーデンに数えられていた古豪。静岡方面の戦いで現3年生世代をほとんど失っている。姉妹制度「ヴォルヴァの誓い」がある。
北野 文妙（きたの ふたえ）
誕生日：5月8日 / レアスキル：レジスタ / サブスキル：狂乱の闘
アルケミラ女学館1年生。
高畑 聖咲（たかはた まさき）
レアスキル：フェイズトランセンデンス
アルケミラ女学館1年生。
久富木 玲奈（くぶき れいな）
レアスキル：ファンタズム
アルケミラ女学館1年生。
新海 千景（しんかい ちかげ）
レアスキル：ルナティックトランサー
アルケミラ女学館2年生。

### 城ヶ島工科女子高等学校
三浦半島にあるアーセナル専門のガーデン。CHARM開発のみでなく”戦うアーセナル"としての育成も行っており、リリィは戦闘時は3人1組となって行動する。
益川 雅樂（ますかわ うた）
レアスキル：ファンタズム
城ヶ島工科女子1年生。
朝永 苺（あさなが いちご）
レアスキル：テスタメント
1年生。中等部まで百合ヶ丘にいた。金箱弥宙、御台場の速水桂とは当時の友人。

小柴 瑛深（こしば えいしん）
レアスキル：ルナティックトランサー
1年生。百合ヶ丘教導官のシェリス・ヤコブセンに救われたことがあり、彼女に憧れてリリィを志した。男性のような名前がコンプレックスで周囲には「えみ」と呼ばせている。

### 甲斐聖山女子高等学校
レアスキル「ヘリオスフィア」と「テスタメント」の専門教育で知られたガーデン。甲州撤退戦において陥落指定都市となった。
夢野 花音（ゆめの かのん）
年齢：15歳 / 誕生日：10月9日 / 血液型：B / 身長：163cm / 体重 55kg / レアスキル：ヘリオスフィア
甲斐聖山のリーダーの一人。甲州陥落当時は中3のリリィ予科生徒であったが、ガーデンを捨てて鎌倉府に撤退しようとする当時の生徒会長車谷圭音に楯突き、徹底抗戦を叫んだ。高等部1年生で生徒会主導部に入り『聖山四柱』と呼ばれる最高幹部の末席に連なり勇名を轟かせている。”CHARM捌きの名手”として知られており「可変スピードは山梨では比肩する者がいないほど」である。初等部時代家庭の事情などから不安定な精神状態だった彼女を救ってくれた六角汐里との熱い友情と絆で結ばれている。口数の少ない寡黙な少女で、戦果や戦場での勇姿から畏怖の念を持たれることが多いが、実際は縫いぐるみや手芸が好きな女の子らしい面もある。

種田 正奈（たねだ せいな）
年齢：15歳 / 誕生日：3月21日 / 血液型：AB / 身長：161cm / 体重 50kg / レアスキル：鷹の目
甲斐聖山儀仗隊のパフォーマンスの完成度と華麗さに心を奪われ、持ち前の行動力で突進、推薦入学で聖山へと合格。そこで出会った同級生とは思えない早熟さを見せる夢野花音に憧れを抱く。中等部３年時に生徒会長となり、執行委員の花音と共に仕事をする中で花音への想いをさらに募らせていく。花音が聖山四柱に任じられるのを機会に告白するも、願い叶わず断られてしまう。その原因が六角汐里と知ると「いま、花音のそばで戦っているのは私なのに...」と嫉妬の感情を覚える。

### エレンスゲ女学園
実戦第一を掲げる近年急成長中のガーデン。所在は六本木。適正や身体能力よりもヒュージ打倒の意志の強さを重視しており、他ガーデンならばリリィには採用しないような少女も様々な方法でリリィとして起用している。生徒達はマギ保有量や戦闘技術などの様々な観点から、学院によって序列が付けられている。7つのレギオンから序列1位から7位までのリリィが隊長としてそれぞれ任命され、8位以降から隊員を選ぶことができる。現在の経営母体であるCHARMメーカーのアウニャメンディシステマス社によってバスク神話系の世界観が持ち込まれるまでは北欧神話系のガーデンであった。（ヘルヴォル、擬似姉妹制度"楯の乙女"などがその例）

#### ヘルヴォル
相澤 一葉（あいざわ かずは）
声・演 - 藤井彩加
年齢：15歳 / 誕生日：8月13日 / 血液型：A / 身長:159cm / レアスキル：レジスタ
真面目で正義感が強い学級委員長タイプな、ヘルヴォルのリーダー。序列は１位。エレンスゲの犠牲を顧みない戦い方を変えようと考えている。うっかりミスが玉に瑕で、ミスを突っ込まれると照れながらも強がるが、レギオンのメンバーからは愛されている。

佐々木 藍（ささき らん）
声・演 - 夏目愛海
年齢：15歳 / 誕生日：3月27日 / 血液型：B / 身長:140cm / レアスキル：ルナティックトランサー
見た目同様に性格は幼く、ヘルヴォルのマスコット的な存在。非常にマイペースで、お昼寝することと食べること、戦うことが大好き。エレンスゲを運営するアウニャメンディ・システマス社の研究所出身。序列は47位。『The Fateful Gift』では胎児の段階でヒュージ細胞を埋め込まれた、生まれながらの強化リリィだと明言されている。

飯島 恋花（いいじま れんか）
声・演 - 石飛恵里花
演 - 久留島璃生（舞台『Lost Memories』代役）
年齢：16歳 / 誕生日：5月4日 / 血液型：A / 身長:153cm / レアスキル：フェイズトランセンデンス
ヘルヴォルのムードメーカー。言動はフランクで姉御肌なこともあり、気楽に構えているように見えるが、知性は高く戦術理論なども身につけている。過去の苦い経験から、努めて熱くならずにチームを鼓舞するよう振舞うようになった。序列は13位。

初鹿野 瑤（はつかの よう）
声・演 - 三村遙佳
年齢：16歳 / 誕生日：11月7日 / 血液型：O / 身長:168cm / レアスキル：ブレイブ
頭の回転が速く、気が利き、洞察力にも優れたリリィ。コミュニケーションが得意ではなく口数が少ないことから、周りにはクールな印象を与えている。反面、可愛いものが大好きで自分より小さい子は抱きしめる対象となっている。序列は14位。

芹沢 千香瑠（せりざわ ちかる）
声・演 - 野中深愛
演 - 小菅怜衣（舞台『Lost Memories』代役）
年齢：16歳 / 誕生日：10月2日 / 血液型：AB / 身長:164cm / レアスキル：ヘリオスフィア
心優しいみんなのお姉さん的な存在。料理が得意で、よくレギオンメンバーにふるまっている。盤石の守備や戦術理解でレギオンの要となれる存在。序列は84位。

#### クエレブレ
松村 優珂（まつむら ふうか）
声・演 - 集貝はな（新章第1作）
演 - 星乃まりな（新章第2作）
レアスキル：ヘリオスフィア
1年生。序列2位のクエレブレ隊長。一葉に対して挑発的な態度を取っている。強化リリィ。

牧野 美岳（まきの みたけ）
声 - 河瀬茉希
レアスキル：レジスタ
2年生。序列8位。ルドビコ女学院に転校後にエレンスゲへ復学するも、エレンスゲを裏切ったとされ周囲からの目は冷たい。強化リリィ。

賀川 蒔菜（かがわ まきな）
声 - 木野日菜
レアスキル：円環の御手

森本 結爾（もりもと ゆに）
声 - 指出毬亜
レアスキル：ファンタズム

苅谷 緋紅（かりや ひぐれ）
声 - 直田姫奈
レアスキル：テスタメント
2年生。強化リリィ。

#### バシャンドレ
坪井 七保（つぼい ななほ）
声 - 和泉風花
レアスキル：縮地

#### オレンツァロ
柴田 竜胆（しばた りんどう）

#### ガルチャゴリ
田沢 椿月（たざわ つばき）

#### タルタロ
大場 出海（おおば いずみ）

#### シャランチャ
森山 平凛（もりやま ひらり）

#### エレンスゲ女学園の教師
高島 八雲（たかしま やくも）
声 - 日笠陽子
レアスキル：鷹の目(S級)
エレンスゲ校長。クエレブレを支持している。御台場女学校出身で当時はアキラ・ブラントンらと同期。

西村 乃恵美（にしむら のえみ）
レアスキル：Z
強化リリィ。エレンスゲ教頭。ヘルヴォルに対して協力的な立場を取る。

### 神庭女子藝術高校
リリィ一人ひとりの人生を大切にしており、ヒュージ討伐の活動も最低限しか強制しないという理念を有する荻窪に校舎を構えるガーデン。リリィとして独自の考えを持ちながら戦いに臨む少女が多く集まる。校則は緩く、リリィとしても最低限の訓練を受ければ良いとされているが、所属リリィのスペックは高めで安定している。

#### グラン・エプレ
今 叶星（こん かなほ）
声・演 - 前田佳織里（ブシロード版、Last Bullet）
演 - 梅原サエリ（御台場女学校編 第3作）
年齢：16歳 / 誕生日：10月31日 / 血液型：A / 身長:165cm / レアスキル：レジスタ
明るくみんなをまとめるグラン・エプレのリーダー。本来は臆病な性格だが責任感が強く、「世界を守る素養があるのだから、その責務を果たすべきである」とし、自分を奮い立たせ、リリィとしてヒュージと戦う決意をしている。学科は造園。勘については極めて鋭い。

宮川 高嶺（みやがわ たかね）
声 - 礒部花凜（Last Bullet）
演 - 中村裕香里（御台場女学校編 第3作）
年齢：16歳 / 誕生日：5月21日 / 血液型：O / 身長:169cm / レアスキル：ゼノンパラドキサ
思わせぶりな態度や含みのある発言をし、ミステリアスなイメージを持たれるような振る舞いをする。幼馴染である今叶星がすべての行動原理の中心にあり、人としても、リリィとしても強い愛をもって接する。学科は造園。

土岐 紅巴（とき くれは）
声 - 東城咲耶子
年齢：15歳 / 誕生日：6月8日 / 血液型：A / 身長:160cm / レアスキル：テスタメント
大人しく優しい照れ屋な女の子リリィ。目立つことを好まず、ひっそりと人影に隠れて行動するが、実はかなりの努力家。リリィ同士のゴシップ的な情報に特化したリリィオタクでもある。歌が好きで声が綺麗なため、定盛姫歌が対抗心を燃やしている。学科は音楽（声楽）。

丹羽 灯莉（たんば あかり）
声 - 進藤あまね
年齢：15歳 / 誕生日：9月24日 / 血液型：AB / 身長:155cm / レアスキル：天の秤目
好奇心と創造欲を満たすため、好きなことを好きな時に好きなだけ行っている。独特の感性を持ち、不思議、おかしいと思うことに空気を読まず質問や指摘をする。明るく無邪気な言動から憎めない性格で、友人も多い。常にハッピーなオーラを発信している。学科は絵画。

定盛 姫歌（さだもり ひめか）
声 - 富田美憂
年齢：15歳 / 誕生日：3月3日 / 血液型：B / 身長:151cm / レアスキル：この世の理
「世界で一番可愛いアイドルリリィ」を自称し活躍する。自信家だが理性的な面もあり、リリィとしての判断力は高い方。戦術理解には定評があり、戦闘中の行動や作戦立案では頼りになる。「ひめひめ」と呼んで欲しいと思っている。学科は音楽（声楽）。

#### 生徒会防衛隊
生徒会長本間秋日率いるレギオン。後にグラン・エプレへと併合された。

本間 秋日（ほんま あけひ）
声 - 山根綺
レアスキル：ヘリオスフィア
神庭女子の生徒会長を務める2年生。御台場迎撃戦にも参加しており、第4部隊に所属していた。学科は建築学科。

横田 悠夏（よこた はるな）
声 - 船戸ゆり絵
レアスキル：フェイズトランセンデンス
1年生。高嶺の従姉妹でアメリカのガーデン「ボストンブレイヴァーズガーデン」に在籍していた。

塩崎 鈴夢（しおざき すずめ）
声 - 石見舞菜香
レアスキル：ルナティックトランサー

石塚 藤乃（いしづか ふじの）
声 - 伊達さゆり
身長:164cm / レアスキル：円環の御手

### 柳都女学館
新潟にあるガーデン。波の乙女に準えた9つのレギオンで広大な新潟各地を守っている。擬似姉妹制度「グリンカムビの誓い（金鷄冠の誓い）」が存在する。御台場女学校と同じように武の精神を重んじる校風。

#### ヒミングレーヴァ
千子 夕七（せんご ゆうな）
演 - 小山百代
誕生日：9月6日 / レアスキル：カリスマ
2年生。ヒミングレーヴァ隊長。柳都の生徒会長を何度も輩出してきた名家の出身。佐渡に襲来してきたアルトラ級「ファーブニル」によって新潟が危機に瀕したため、アールヴヘイムに外征を依頼した。

天津 麻嶺（あまつ まれい）
演 - 武藤志織（ルドビコ女学院 vol.6 - 7・新章第1作・眞說）、蒼木るい（Lily Project版）
誕生日：1月2日 / レアスキル：Z / サブスキル：軍神の加護、虹の軌跡、狂乱の閾
柳都女学館2年生。CHARMメイカー「天津重工」の令嬢。気になるリリィを見つけてはユニーク機を開発する"さすらいのアーセナル"。

#### ドゥーヴァ
隅谷 水晶（すみたに みき）
誕生日：2月22日 / レアスキル：レジスタ
2年生。ドゥーヴァ隊長。後述のフレン隊長榎本瑚桃とその実姉榎本椰々とは幼馴染で椰々とは姉妹の誓いを結んでいた。

#### フレン
榎本 瑚桃（えのもと こもも）
誕生日：12月9日 /レアスキル：レジスタ
1年生。フレン隊長。佐渡撤退戦で一人生き残った水晶を快く思っていない。

#### ヘヴリング
吉原 菜乃葉（よしはら なのは）
誕生日：3月20日/レアスキル：円環の御手
2年生。ヘヴリング隊長。プライドが高く夕七をライバル視している。

#### ブローズグハッダ
宮入 風舞姫（みやいり ふぶき）
誕生日：5月17日 / レアスキル：天の秤目
3年生。柳都女学館先代生徒会長。ブローズグハッダ隊長。菜乃葉の幼馴染で「姉」。

#### ウズ
今泉 吏園（いまいずみ りおん）
レアスキル：ファンタズム
2年生。ウズ隊長。強化リリィ。水晶の親友。

#### コールガ
天田 花心（あまた はなこ）
誕生日：7月15日 / レアスキル：ルナティックトランサー
2年生。1年時からコールガの隊長を務めている。

#### ビュルギャ
八鍬 白蓮（やくわ びゃくれん）
柳都女学館生徒会長。ビュルギャ隊長。

#### バーラ
高見 明日香（たかみ あすか）
バーラ隊長。生徒会執行委員。

### アンブロシア女学苑高等學校
「西の百合ヶ丘」とも呼ばれる神戸にあるガーデン。ギリシャ神話の海の女神ネレイデスを世界観に採用している
駒井 菫（こまい すみれ）
演 - 横山結衣

平賀 東子（ひらが とうこ）
レアスキル：ファンタズム
1年生。中等部時代は楓・葵らと共にメルクリウスに在籍していた。

小栗 氷高（おぐり ひだか）
レアスキル：テスタメント
2年生。月岡椛の幼馴染。

森下 雅枇（もりした みやび）
レアスキル：レジスタ
3年生。強化リリィ。生徒会長。

### 鹿野苑高等女学園
所在地は京都の舞鶴市。仏教をベースにした校風のガーデン。
飛鳥井 翼彩（あすかい つばさ）
レアスキル：ユーバーザイン
鹿野苑高等女学園2年生。明るく子供っぽい鹿野苑のトラブルメーカー。

一条 蒼泉（いちじょう みずみ）
レアスキル：鷹の目
1年生。翼彩の後輩でルームメイト。

### ヘイムスクリングラトレードゴード
スウェーデンにある欧州最強の一角を担う名門ガーデン。入学時に各々専用の銃型のチャームを与えられる。ルド女の立花・テレジア・渚が一時期留学していた。
チャリオットゲフィオン(ヘイムスクリングラ代表)
ガーデンが指定する高難度ミッション時のみ選出されるトップレギオン

王 瑞希（ワン・ルーシー）
年齢：16 / 誕生日：8月1日 / レアスキル：レジスタ / サブスキル：虹の軌跡、魔眼
高等部2年生。王家長女で王雨嘉の姉。自他共に厳しいが愛情深い。重度の映画マニア。

オイフェミア･フェーン
レアスキル：ファンタズム

愛永・ウツソン
レアスキル：ゼノンパラドキサ

ラケル・スプレッケルセン
レアスキル：円環の御手

ターニャ･ラーセン
レアスキル：ブレイブ

此花・エストベリ
レアスキル：ヘリオスフィア

王 莉芬（ワン・リーフェン）
声 - 篠原侑
年齢：14 / 誕生日：12月15日 / レアスキル：ファンタズム「王家最後の秘密兵器」
中等部3年生。王家三女で雨嘉の妹。

### 所属不明
御前（ごぜん）
演 - 佃井皆美
どこに属するのか正体不明のリリィ。夢結をつけ狙う。かつて鞍馬山環境女子高等学校のGEHENA研究所を壊滅させた司馬燈を己の同類だと口にしている。GEHENAの研究所から助け出した琴陽を配下とし、GEHENAをも利用するあり様、戦闘力も極めて高いことなどから、ありとあらゆる意味でリリィ達とは一線を画する謎の人物。

L（エル）
演 - なつぽい
一柳梨璃と雰囲気が良く似ている謎のリリィ。

### HUGE（ヒュージ）
ルサルカ（Lusalka）
演 - 宮崎理奈（新章・シュツルム）
流転の悪喰カリブディスが生み出したと言われる人型ヒュージ。

## 用語
リリィ
CHARMを扱う女性の通称。リリィ達は養成機関である「ガーデン」に所属し、ヒュージとの戦い方を学びながら実戦に備える。実戦に赴くリリィの他に、CHARMを整備、カスタマイズする「工廠科」など様々なリリィ達が存在し、また能力が特出したリリィは対ヒュージ戦において戦況を大きく左右するためガーデンではもちろん、世界が注目する存在となっている。個性的な規律や風習があるガーデンに所属するリリィは、その特色を強く受ける傾向がある。

マディック
通常リリィはCHARM起動のためにスキラー数値が50以上必要になり、これに満たない者をマディックという。マディックはヒュージを倒すまではいかずとも、有効な打撃をミドル級までは与えられるため、避難誘導の時間稼ぎや、リリィの露払いは可能。

CHARM -チャーム-
ヒュージにとどめを刺せる唯一の決戦兵器。Counter Huge ARMSの略。マギクリスタルコアと呼ばれるコンピュータ制御された魔法＜マギ＞の宝玉でコントロールされており、コアの換装によりCHARMは細かくカスタマイズが可能になる。マギクリスタルは10代の女性に共鳴しやすく、特に大出力が必要になる連携必殺技は女性でなければできないとされている。女性のCHARM使用者のことをリリィと呼ぶ。

HUGE -ヒュージ-
リリィたちの敵となる巨大生命体。ヒュージ細胞と呼ばれる巨大化細胞の暴走が生んだ生命体。捕食、寄生、成長を繰り返すことで多様な形状を獲得し、多くの種類が確認されている。大きさや強さによって等級が分かれ、スモール、ミドル(ミディアム)、ラージ、ギガント、アルトラといった分類で区別される。出現はステルス飛行による空からの飛来と、「ケイブ」とよばれる異次元ワームホールから出現する主に2種。ミディアム級までは通常兵器での撃退が可能だが、ラージ級以上に属するヒュージはCHARMでなければ打倒することができない。さらに、ヒュージたちのリーダー格として巨大な「アルトラ級」と呼ばれるヒュージが存在し、これに至ってはCHARMを使った連携必殺攻撃でしかダメージを与えられない。

G.E.H.E.N.A. -ゲヘナ-
ヒュージ研究で有名な多国籍企業。元々は民間の研究団体だったが次第に様々な範囲に手を広げ、リリィ強化などの強行に及ぶようになった。ガーデン毎に姿勢は異なり、大きく反G.E.H.E.N.A、親G.E.H.E.N.A.に分かれる。反G.E.H.E.N.Aは百合ヶ丘、聖メルクリウス、御台場など、親G.E.H.E.N.A.はルドビコ女学院、エレンスゲ女学園など。前者のガーデンはG.E.H.E.N.A.との接触を禁じており強化リリィの保護などを行っている。後者のガーデンは強化実験や研究結果を反映したCHARMを活用したりする。親G.E.H.E.N.A.は畏怖の対象と見られることも多いが、身体が弱くリリィになれるか難しい者の手助けをしたりと必ずしも負の側面ばかりがあるわけではない。

ガーデン
人類はヒュージに対抗するため、CHARM使用者の育成機関「ガーデン」を各地域に設立。CHARMのマギクリスタルに10代の女性が共鳴しやすいため、高校教育の面を持つ軍事育成高校としても機能する。ガーデンはそれぞれ特徴を有し、校風や扱うCHARM、実戦での連携技が異なる。「シュッツエンゲル制度」を持つ私立百合ケ丘女学院、厳しい現実主義の軍隊的校風を持つ相模女子高等女学館の他、鎌倉府立桜ノ杜女子高等学、聖メルクリウスインターナショナルスクール、イルマ女子高等学校など世界各国に様々なガーデンが存在する。

スキル
リリィは魔法-マギ-を使用することができ、さらに能力の発現が著しいものをレアスキルと呼ぶ。レアスキルは原則1人1種といわれ、生き様が反映されるため複数持つことは基本不可能とされている。レアスキルに満たない能力をサブスキルと呼び、レアスキルを保有していないリリィは、能力を高めることにより同系統のレアスキルへ昇華させることが可能である。サブスキルは複数持つことができ、7種まで保有した者が確認されている。また能力への資質は一般的に「スキラー数値」で表され、数値が高いほど能力が高いとされる。CHARMの使用が可能か、レアスキルが発現するか、スキラー数値を基準に分かるといわれ、リリィにとってはとても重要な数値である。レアスキルを極めると別個に能力が付加される場合がある。それを「スキル固有技」と呼ぶ。

レギオン
リリィ9人以上で構成される部隊の事。ノインヴェルト戦術の運用を前提に組織されるため、最低9人は必要。交代要員を含めて平均13人で構成されるのが一般的。百合ヶ丘女学院では最大18人で構成されたレギオンもある。

シュッツエンゲルの契り
百合ヶ丘女学院にある制度で、上級生と下級生の2人が擬似姉妹のような契約を結ぶ。上級生は守護天使(シュッツエンゲル)として、下級生(シルト)がリリィとして、そして人間的にも成長できるように導いていく。なお1年生から3年生まで3学年揃っている場合は「ノルン」と呼ばれる。

### レアスキル一覧
鷹の目
空から地上を見下ろすように俯瞰視点で状況を把握するという空間把握のレアスキル。単なる異常視力ではなく、まるでチェスや将棋のように状況を把握することができる。戦場マップを確認せずとも的確な判断が可能になる。スキル固有技は「ターゲッティング」。敵の弱点をサーチすることが可能になる。サブスキルは「千里眼」。

ルナティックトランサー
精神は正常なままバーサーク状態で戦うことが可能な危険なレアスキル。ヒュージに近いエネルギーを人の身に宿す為、強く依存する相手が必要になる。一人で局面を打開できる強力なこのスキルは、デュエル年代の花形スキルだった。サブスキルは「狂乱の闘（しきみ）」。

ブレイブ
ルナティックトランサーと対になると言われているレアスキル。触れた相手の精神の安定をもたらし、その者の持つポテンシャルの上限を一定時間開放させることができる。ルナティックトランサーなどによって身体の中に溜まる”負の残滓”を浄化できる唯一のスキル。ブレイブを受けた者は相手に対し依存しがちになるという副作用がある。ブレイブの効果を自身にかけることで半狂化に近い戦闘力を得る戦い方のことを「エンレイジ」と呼ぶ。反面、とんでもない量の負の残滓が溜まってしまうので推奨されてはいない。サブスキルを発動した者はいない。

円環の御手（サークリットブレス）
通常は一人、一丁しか扱えないCHARMを二本同時に扱うことができる攻撃力の高いレアスキル。単純に攻撃手としての能力は1.5倍ほどになり、ヒュージ討伐における鍵を握る存在になりうる。片方に防御系のCHARMを持つ二刀流のリリィも確認されている。サブスキルを発動した者はいない。

テスタメント
仲間のレアスキルや魔法術式などの対象を広げることが可能になる「広域拡大化」スキル。レギオンにとって非常に有用であるが、大量のマギを消費するため個人防御結界が薄まるデメリットが有る。このため覚醒者は大事にされているが習得者の数は少なく、高レベルへの成長は難しい言われている。希少レアスキルの一つ。山梨の甲斐聖山女子などがこの教育に特化したカリキュラムを持つ。サブスキルは「約束の領域」。

フェイズトランセンデンス
マギの力を凝縮させ瞬間的に無限大に近い消費エネルギーのマギを使用した攻撃を可能にする「一撃必殺」のレアスキル。使用直後は「枯渇状態」となりマギの保有力が極端に落ち、再使用までチャージが必須となる。この枯渇からのチャージ状態は防護結界も弱まり戦死や負傷の原因となるが、マイナス面をチーム戦術でカバーしてでも使用したいと思わせる魅力的なレアスキル。スキルレベルが向上すると枯渇状態での能力減退が弱まり、チャージによる復帰までの時間も短くなる。極めると枯渇状態でも通常戦闘が可能なレベルまでしかマギが落ちない。サブスキルは「Awakening」。

ファンタズム
いくつもの仮定の世界線を覗き見て、欲しい結果に至るための動きや条件を空間単位で瞬時に理解できるスキル。自己の仮定から、未来の世界を脳内で再生して答えを得ると、周辺の人間にテレパスや共感で伝える。周りの理解と協力がないとただの我侭になるためこのスキルを持っていても一生使う事無く潰れていくものもいるといわれる。高レベルのスキル保有者は空間範囲が拡大するか、より深度のある幻想可視が可能となる。希少レアスキルの一つでレアスキルの中でも特に持て囃される花形。サブスキルは「虹の軌跡」。

天の秤目
彼我の距離をセンチ単位で把握できるレアスキル。目測で厳密な距離を測れ、同時に異常な視力を獲得できる必中スキルでもある。スナイパーや中長距離で戦闘を行うリリィにとって相性が良いスキル。極めると「デッドアイ」と呼ばれる自己の状況把握能力を倍速にする力を得られる。サブスキルは「魔眼」。

ラプラス（カリスマ）
邪悪なマギの力から身を守る浄化のスキル。近くのヒュージ側のマギエナジーを反転させて自己の物とし器に、入りきらない物は周りに帯びる。結果仲間のリリィの士気を向上させる希少レアスキル。「ヘリオスフィア」と並んで全容が解明されていない謎に包まれたスキル。覚醒スキラー数値もはっきりしておらず、低い値にも関わらず覚醒した例もある。
また、元々は「カリスマ」がレアスキルとして分類されており、「ラプラス」は「カリスマ」の上位スキルのような存在とされていた。しかし、最近の研究では「カリスマ」は「ラプラス」のサブスキルであり、練度が上がると「カリスマ」から「ラプラス」へと成長するということが判明した。

レジスタ
ノインヴェルト戦術のパス成功率を爆発的に上げるレアスキル。俯瞰視覚の獲得、範囲内の味方CHARMのスペック向上、マギスフィア保護シールドの複合スキル。このスキルで獲得できる「俯瞰視覚の獲得」は”鷹の目”ほどの範囲やそ諸効果は得られない下位レベルのもの。レギオンを成立させる為にはレジスタ持ちが必須と言われている。強力なスキルだが、複数のレジスタ持ちが同時に発動する場合は意見の統一が必要である。サブスキルは「軍神の加護」。

この世の理
力の方向性を感じ取り、目視できる範囲の状況を予見できるレアスキル。ファンタズムと違い、現状の中で敵味方の行動のベクトルを把握できる。回避スキルに直結し、味方の生存率を上げる事が可能。回避型のAZはまずこのスキル持ちである。スキルを極めると「神威の領域」と呼ばれる技を発動できるようになり、複数同時攻撃が可能になるという戦闘特化スキル。サブスキルは「ホールオーダー」。

ヘリオスフィア
マギ光帯バリアを身にまとい、仲間の防御結界を強める防御系レアスキル。低レベルでもミドル級以下の攻撃は通りにくくなる為、生存率が著しく上昇する。個人戦闘、集団戦闘を問わない有効なスキル。「カリスマ」と並んで全容が解明されていないスキル。ヒュージ側のマギエナジーを浄化する力もあり、今の防御系のスキルが正体ではないと言われている。サブスキルは「聖域転換」。

縮地
消えるようなスピードで移動する高速移動スキル。物理世界で高速移動することで、回避や攻撃手段に用いる。スキルを極めるとワームホールを移動する「ワープ」が可能になり、「異界の門」や「The Gate」と呼ばれる。このレベルでスキルを身に着けた者は数えるほどしかいない。サブスキルは「インビジブルワン」。

ゼノンパラドキサ
「縮地」と「この世の理」の要素と各種デュエル能力アップの複合スキル。攻守の能力が一気に上昇する近接戦闘では効果が高い。円環の御手と共に攻撃手として大きな期待をかけられているスキル。サブスキルを発動した者はいない。

Z（ゼット / ラストレター）
自分の両手に納まる範囲で時間を巻き戻せるスキル。手の施しようがない怪我を治したり、オーバーヒートしたCHARMの瞬時回復などにも活用できる。所有者は多くない。このスキルを使用したCHARMオーバーヒート戦法の事をインパクタースタイルという。テクニックとパワーの両方を持っていないと成り立たないスタイル。デュエル年代が廃れた現在ではほとんど見ない戦法。サブスキルを発動した者はいない。

ユーバーザイン
超感覚と呼ばれるレアスキルで自己の気配を隠したり、飛ばしたりすることが可能。敵味方関係なく気配を消すことができ、まったくヒュージに気取られず行動することができる。敵の揺動、攪乱を可能とし、ヒュージ戦では補助的な意味で大きな役割が期待される。ノインヴェルト戦術ではパスを通すことが重要な場合で敵の位置をずらすのに使われることが多くレギオンに一人いると重宝する。サブスキルは「ステルス」。

セイクリッドドミネーター
使用すると周りの滞留マギを全てプラスに固定する。デスゾーン内で使用する場合その影響を受けることなく戦闘が可能となるため、今後の陥落地解放に役立つことが期待される。味方にはバフをかけ、ヒュージにはデバフをかけることを同時に行うため、集団戦での影響は絶大である。

## 舞台

### 公演一覧
分類
メインシリーズ
- ルド女/初 … 私立ルドビコ女学院版・初演（vol.1 〜 vol.5）
- ルド女/再 … 私立ルドビコ女学院版・再演（vol.6 〜 vol.9）
- ブシロ … ブシロード版（一柳隊編）
- 御台場 … 御台場女学校編
- イルマ … イルマ女子美術高校編
- 新章 … 百合ヶ丘新章
- シュツ … シュツルム
- 他 … 眞說など
- LP … Lily Project
- 人狼 … アサルトリリィ×私立ルドビコ女学院×人狼TLPT 人狼TLPT S
- LIVE … LIVE SHOW、リリィコレクション、Lily Scramble

| 分類      | タイトル                                                                                              | 会場                                    | 公演日                   |
| --------- | --- | --------------------------------------- | ------------------------ |
| ルド女/初 | アサルトリリィ×私立ルドビコ女学院 vol.1『シュベスターの祈り』                                         | 新宿御苑前・サンモールスタジオ          | 2016年4月16日 - 24日     |
| ルド女/初 | アサルトリリィ×私立ルドビコ女学院 vol.2『シュベスターの秘密』                                         | 新宿御苑前・サンモールスタジオ          | 2016年9月6日 - 25日      |
| ルド女/初 | アサルトリリィ×私立ルドビコ女学院 vol.3『シュベスターの誓い』                                         | 中野ザ・ポケット                        | 2017年3月1日 - 5日       |
| 人狼      | アサルトリリィ×私立ルドビコ女学院×人狼TLPT 人狼TLPT S『未来への十字架』                               | 新宿村LIVE                              | 2018年2月2日 - 12日      |
| ルド女/初 | アサルトリリィ×私立ルドビコ女学院 vol.4『白きレジスタンス〜約束の行方〜』                             | シアターグリーン                        | 2018年9月21日 - 27日     |
| 人狼      | アサルトリリィ×私立ルドビコ女学院×人狼TLPT 人狼TLPT S『未来への十字架II』                             | 大塚・萬劇場                            | 2019年2月8日 - 17日      |
| ルド女/初 | アサルトリリィ×私立ルドビコ女学院 vol.5『白きレジスタンス〜真実の刃〜』                               | 新宿村LIVE                              | 2019年11月29日 - 12月3日 |
| ブシロ    | アサルトリリィ League of Gardens                                                                      | 新宿FACE                                | 2020年1月9日 - 15日      |
| ブシロ    | アサルトリリィ The Fateful Gift                                                                       | 東京建物 Brillia HALL                   | 2020年9月3日 - 13日      |
| ルド女/再 | アサルトリリィ×私立ルドビコ女学院 vol.6『シュベスターの祈り』                                         | シアターグリーン                        | 2021年5月27日 - 6月6日   |
| 御台場    | アサルトリリィ・御台場女学校編 -The Singular Ability-                                                 | 紀伊國屋ホール                          | 2021年8月20日 - 29日     |
| ルド女/再 | アサルトリリィ×私立ルドビコ女学院 vol.7『シュベスターの秘密』                                         | 中野ザ・ポケット                        | 2021年10月15日 - 24日    |
| ブシロ    | アサルトリリィ Lost Memories                                                                          | 池袋サンシャイン劇場                    | 2022年1月20日 - 30日     |
| 御台場    | アサルトリリィ・御台場女学校編 -The Empathy Phenomenon-                                               | 紀伊國屋サザンシアター TAKASHIMAYA      | 2022年2月17日 - 28日     |
| ルド女/再 | アサルトリリィ×私立ルドビコ女学院 vol.8『白きレジスタンス〜約束の行方〜』                             | こくみん共済 coopホール／スペース・ゼロ | 2022年6月30日 - 7月6日   |
| LIVE      | アサルトリリィ×私立ルドビコ女学院 LIVE SHOW                                                           | 博品館劇場                              | 2022年9月8日 - 18日      |
| 御台場    | アサルトリリィ・御台場女学校編 -The Battle to Overcome-                                               | こくみん共済 coopホール／スペース・ゼロ | 2023年2月3日 - 12日      |
| イルマ    | アサルトリリィ・イルマ女子美術高校編 -The Gleam of Dawn-                                              | かめありリリオホール                    | 2023年4月13日 - 19日     |
| LP        | Lily Project 第1弾 アサルトリリィ×私立ルドビコ女学院『シュベスターの祈り』                            | シアターサンモール                      | 2023年5月18日 - 21日     |
| ルド女/再 | アサルトリリィ×私立ルドビコ女学院 vol.9『白きレジスタンス〜真実の刃〜』                               | 大手町三井ホール                        | 2023年8月19日 - 23日     |
| LIVE      | アサルトリリィ 『リリィコレクション2023 御台場女学校 with 私立ルドビコ女学院』                        | 大手町三井ホール                        | 2023年8月26日 - 27日     |
| 新章      | アサルトリリィ・新章 サングリーズル編『種の最果ての地で』／大島近海ネスト調査隊編『金瘡小草の咲く時』 | シアター1010                            | 2023年12月19日 - 25日    |
| LIVE      | 舞台アサルトリリィ生演奏バンドライブ「 Lily Scramble!!!! -春の合同音楽祭-」                           | 東京キネマ倶楽部                        | 2024年4月18日 - 19日     |
| 新章      | アサルトリリィ・新章 サングリーズル編『花々の黄昏』／大島近海ネスト調査隊編『玲瓏たる深潭』           | かめありリリオホール                    | 2024年5月17日 - 22日     |
| 御台場    | アサルトリリィ・御台場女学校 -The Snowdrop-                                                           | 紀伊國屋サザンシアター TAKASHIMAYA      | 2024年8月1日 - 11日      |
| イルマ    | アサルトリリィ・イルマ女子美術高校 -The Bond with White Rose-                                         | こくみん共済 coopホール／スペース・ゼロ | 2024年12月5日 - 15日     |
| シュツ    | アサルトリリィ・シュツルム 〜サングリーズル編〜                                                       | かめありリリオホール                    | 2025年4月25日 - 30日     |
| 他        | アサルトリリィ -眞說・御台場迎撃戦-                                                                   | シアター1010                            | 2025年9月20日 - 25日予定 |

### シリーズ

#### 私立ルドビコ女学院版
- 演劇集団『私立ルドビコ女学院』とコラボした舞台が2016年から上演。脚本・演出は桜木さやか。vol.6（再演版）からは演出に林修司が加わっている[12]。
- 再演版以降での大幅なストーリー変更はないが、キャストの一新や一部キャラクターの登場有無などの違いがある。
- 2018年からは私立ルドビコ女学院と人狼TLPTがコラボした人狼TLPT S版が上演。人狼TLPT企画は桜庭未那、人狼TLPT構成は属結司、ゲーム指導は児玉健。

シュベスターの祈り
vol.1（初演版） → 2016年4月16日 - 24日：新宿御苑前・サンモールスタジオ
vol.6（再演版） → 2021年5月27日 - 6月6日：シアターグリーン
Lily Project版 → 2023年5月18日 - 21日：シアターサンモール
2023年8月1日：再演版 DMM.comにて配信開始
オープニング主題歌「シュベスターの祈り」

シュベスターの秘密
vol.2（初演版） → 2016年9月6日 - 25日：新宿御苑前・サンモールスタジオ
vol.7（再演版） → 2021年10月15日 - 24日：中野ザ・ポケット
2023年8月1日：再演版 DMM.comにて配信開始
オープニング主題歌「シュベスターの秘密」

シュベスターの誓い
vol.3 → 2017年3月1日 - 5日：中野ザ・ポケット
オープニング主題歌「シュベスターの誓い」
vol.1『シュベスターの祈り』とvol.2『シュベスターの秘密』を合わせた総集編となっている。

白きレジスタンス〜約束の行方〜
vol.4（初演版） → 2018年9月21日 - 27日：シアターグリーン
vol.8（再演版） → 2022年6月30日 - 7月6日：こくみん共済 coopホール／スペース・ゼロ
2023年8月1日：再演版 DMM.comにて配信開始
オープニング主題歌「約束の行方」

白きレジスタンス〜真実の刃〜
vol.5（初演版） → 2019年11月29日 - 12月3日：新宿村LIVE
vol.9（再演版） → 2023年8月19日 - 23日：大手町三井ホール

#### ブシロード版
- 2020年より公演。百合ヶ丘女学院高等部のレギオン、一柳隊を中心とした物語である。ルドビコ女学院、エレンスゲ女学園、神庭女子藝術高校(『League of Gardens』のみ)、御台場女学校、相模女子高等学館のリリィも登場。
- オープニング主題歌と、両舞台共通のエンディングテーマでもある「大切を数えよう」は一柳隊をはじめ出演者全員で歌っている。テレビアニメのエンディングとなった、プロジェクトテーマ「Edel Lilie」も同舞台にて一柳隊により披露された[130]。
- 当初、舞台の映像はテレビアニメのBlu-rayの特典として発売されることが発表されていたが、要望が多かったため『League of Gardens』『The Fateful Gift』それぞれがBlu-rayパッケージ化されることが明かされた[131]。2021年5月発売[11]。
- 2021年1月12日の「アサルトリリィ プロジェクト発表会」にて、2022年1月に新作舞台が上演されることが発表され[11]、『アサルトリリィ Lost Memories』として上演された。

League of Gardens
2020年1月9日 - 15日：新宿FACE
オープニング主題歌「繋がり」

The Fateful Gift
2020年9月3日 - 13日：東京建物 Brillia HALL
オープニング主題歌「君の手を離さない」

Lost Memories
2022年1月20日 - 30日：池袋サンシャイン劇場
オープニング主題歌「想い出が溢れてる」
|          | League of Gardens[8]                           | The Fateful Gift[31]                                    | Lost Memories[124]                                      |                                                         |
| -------- | ---------------------------------------------- | ------------------------------------------------------- | ------------------------------------------------------- | ------------------------------------------------------- |
| 原作     | 尾花沢軒栄（acus）                             | 尾花沢軒栄（acus）                                      | 尾花沢軒栄（acus）                                      |                                                         |
| 総合演出 | 松崎史也                                       |                                                         |                                                         |                                                         |
| 脚本     | 桜木さやか（ルドビコ★）                        | 桜木さやか（ルドビコ★）                                 | 桜木さやか（ルドビコ★）                                 |                                                         |
| 演出     | 林修司（ルドビコ★ / dopeⒶdope）                | 松崎史也                                                | 佐野瑞樹                                                |                                                         |
| 企画     | ブシロード、アゾンインターナショナル、シャフト |                                                         |                                                         |                                                         |
| 製作     | ブシロード、アゾンインターナショナル、シャフト | ブシロード                                              | ブシロードミュージック                                  |                                                         |
| 制作     | ピウス                                         | ピウス                                                  | ピウス                                                  |                                                         |
| 主催     | 舞台アサルトリリィプロジェクト                 | 舞台アサルトリリィプロジェクト                          | 舞台アサルトリリィプロジェクト                          |                                                         |
| 運営協力 |                                                | キョードーファクトリー                                  | オデッセー                                              |                                                         |
| 協力     | 月刊ブシロード                                 | アゾンインターナショナル、シャフト、TBSテレビ、ポケラボ | アゾンインターナショナル、シャフト、TBSテレビ、ポケラボ | アゾンインターナショナル、シャフト、TBSテレビ、ポケラボ |

#### 御台場女学校編
- 『アサルトリリィ The Fateful Gift』にて、「アサルトリリィ The Fateful Gift」に続く物語となる新シリーズ『御台場女学校編』の上演が発表された[133]。脚本は桜木さやか（ルドビコ★）、演出は佐野瑞樹[12]。

The Singular Ability
2021年8月20日 - 29日：紀伊國屋ホール
2023年8月1日：DMM.comにて配信開始
オープニング主題歌「背中を合わせて」

The Empathy Phenomenon
2022年2月17日 - 28日：紀伊國屋サザンシアター TAKASHIMAYA
2023年8月1日：DMM.comにて配信開始
オープニング主題歌「隣リ舞咲ク」

The Battle to Overcome
2023年2月3日 - 12日：こくみん共済 coopホール／スペース・ゼロ
オープニング主題歌「血誓」

The Snowdrop
2024年8月1日 - 11日：紀伊國屋サザンシアター TAKASHIMAYA
オープニング主題歌「雪解け」

#### イルマ女子美術高校編
- 脚本は桜木さやか（ルドビコ★）、演出は田邊俊喜[12]。

The Gleam of Dawn
2023年4月13日 - 19日：かめありリリオホール
オープニング主題歌「明くる日」
The Bond with White Rose
2024年12月5日 - 15日：こくみん共済 coopホール／スペース・ゼロ
オープニング主題歌「継ぎ樹」

#### 新章
- 『アサルトリリィ 御台場女学校編 -The Empathy Phenomenon-』の千秋楽公演にて、百合ヶ丘女学院を中心とした新章シリーズの上演が発表された[134]。ブシロード版舞台で描かれてきた一柳隊ではなく、サングリーズルを中心とした物語が展開される。また、一柳隊、私立ルドビコ女学院、御台場女学校、イルマ女子美術高校、柳都女学館など、これまで舞台や小説が展開されてきたシリーズからのリリィも登場する。なお、本シリーズは2編が同時に進行し1つの物語となっている。脚本は桜木さやか（ルドビコ★）、演出は田邊俊喜、音楽プロデューサーは谷ナオキ[12][126][15]。

サングリーズル編『種の最果ての地で』／大島近海ネスト調査隊編『金瘡小草の咲く時』
2023年12月19日 - 25日：シアター1010
オープニング主題歌「鉄の絆」

サングリーズル編『花々の黄昏』／大島近海ネスト調査隊編『玲瓏たる深潭』
2024年5月17日 - 22日：かめありリリオホール
オープニング主題歌「エニシ」

#### シュツルム
- 甲州にまつわる物語を描くシリーズ。脚本は桜木さやか（ルドビコ★）、演出は田邊俊喜、音楽プロデューサーは谷ナオキ、主題歌は市瀬るぽ[26]。

サングリーズル編
2025年4月25日 - 30日：かめありリリオホール
オープニング主題歌「Awake in cocoon」

#### その他
- 脚本は桜木さやか（ルドビコ★）、演出は田邊俊喜、音楽プロデューサーは谷ナオキ[20]。

眞說・御台場迎撃戦
2025年9月20日 - 25日：シアター1010予定

### 関連作品（舞台）
| 発売日        | タイトル | 規格    |
| ------------- | --- | ------- |
| 2016年8月10日 | アサルトリリィ×私立ルドビコ女学院vol.１『シュベスターの祈り』DVD                                                    | DVD     |
| 2017年1月     | アサルトリリィ×私立ルドビコ女学院vol.２『シュベスターの秘密』DVD                                                    | DVD     |
| 2017年8月     | アサルトリリィ×私立ルドビコ女学院vol.３『シュベスターの誓い』DVD                                                    | DVD     |
| 2019年1月     | アサルトリリィ×私立ルドビコ女学院vol.４『白きレジスタンス ー約束の行方ー』DVD                                       | DVD     |
| 2020年3月     | アサルトリリィ×私立ルドビコ女学院vol.５『白きレジスタンスー真実の刃ー』DVD                                          | DVD     |
| 2021年5月26日 | 舞台「アサルトリリィ League of Gardens / アサルトリリィ The Fateful Gift」                                          | Blu-ray |
| 2022年6月1日  | 舞台「アサルトリリィ Lost Memories」                                                                                | Blu-ray |
| 2022年6月30日 | アサルトリリィ×私立ルドビコ女学院vol.6「シュベスターの祈り」Blu-ray                                                 | Blu-ray |
| 2022年6月30日 | アサルトリリィ×私立ルドビコ女学院vol.7「シュベスターの秘密」Blu-ray                                                 | Blu-ray |
| 2023年2月1日  | 「アサルトリリィ・御台場女学校-The Singular Ability-」Blu-ray                                                       | Blu-ray |
| 2023年2月1日  | 「アサルトリリィ・御台場女学校-The Empathy Phenomenon-」Blu-ray                                                     | Blu-ray |
| 2023年6月27日 | アサルトリリィ×私立ルドビコ女学院「白きレジスタンス -約束の行方- 」Blu-ray                                          | Blu-ray |
| 2024年5月17日 | 舞台「アサルトリリィ・新章」サングリーズル篇『種の最果ての地で』/ 大島近海ネスト調査隊篇『金瘡小草の咲く時』Blu-ray | Blu-ray |
| 2025年4月10日 | 舞台「アサルトリリィ・新章」サングリーズル篇『花々の黄昏』/ 大島近海ネスト調査隊篇『玲瓏たる深潭』Blu-ray           | Blu-ray |

| 発売日         | タイトル                                                                       |
| -------------- | ------------------------------------------------------------------------------ |
| 2016年8月10日  | アサルトリリィ×私立ルドビコ女学院vol.1『シュベスターの祈り』CD                 |
| 2016年12月     | アサルトリリィ×私立ルドビコ女学院vol.2『シュベスターの秘密』CD                 |
| 2017年8月      | アサルトリリィ×私立ルドビコ女学院vol.3『シュベスターの誓い』CD                 |
| 2021年12月1日  | アサルトリリィ×私立ルドビコ女学院「シュベスターの祈り」Original Sound Track    |
| 2022年2月17日  | 舞台アサルトリリィ 御台場女学校編 The Singlular Ability -Original Sound Track- |
| 2022年9月8日   | アサルトリリィ×私立ルドビコ女学院「シュベスターの秘密」Original Sound Track    |
| 2022年12月13日 | アサルトリリィ×私立ルドビコ女学院「白きレジスタンス〜約束の行方〜」            |
| 2023年2月3日   | 御台場女学校 Stage Song Selections                                             |

## テレビアニメ
『アサルトリリィ BOUQUET』（アサルトリリィ ブーケ）のタイトルで2020年10月から12月までTBSテレビ『アニメリコ』枠ほかにて放送された。当初は同年7月より放送予定だったが、新型コロナウイルス感染症流行の影響で延期となった。

### 制作

#### 経緯
TBSのプロデューサーである源生哲雄は、自分の部下を通じて『アサルトリリィ』のノベライズを知った矢先、シャフト社長の久保田光俊からも漠然としたオファーを受ける。『アサルトリリィ』の原作者である尾花沢軒栄は、源生の部下と接点があったことに加え、シャフトによるアニメ化を希望していたことから、2016年に源生は尾花沢へアニメ化を持ち掛けた。
源生はキャラクター数の多さがアニメ化およびソーシャルゲーム展開に向いていると思ったと「Anime Recorder」とのインタビューの中で振り返っている。
本作の監督にはシャフトの社長・久保田光俊からの指名により佐伯昭志が起用された。
佐伯は、久保田からの指名とは別に、アニメ専門サイト「Anime Recorder」とのインタビューの中で、久保田からの指名とは別にTBSのプロデューサーである源生哲雄からもオファーを受けていたことを明かしている。
佐伯は、シャフトとガイナックスの共同制作アニメ『まほろまてぃっく』でガイナックス側のメイン演出として参加したことが、2人との接点を持つきっかけになったと話している。
また、アクションディレクターには、『境界線上のホライゾン』や『Fate/EXTRA Last Encore』で原画や作画監督を務めた鈴木勘太が起用された。
キャラクターデザインは『アサルトリリィ〜一柳隊、出撃します！〜』で挿絵を担当した細居美恵子が務めた。

#### ストーリー・セッティング
佐伯がオファーを受けた2017年の時点では、アプリ版の配信が決定していたものの、まだ大掛かりなメディアミックスには至っていなかった。その後、プロジェクトの拡大に伴い作品に含まれる要素も増えたため、佐伯は1クールのアニメとしてまとめるために、百合ヶ丘女学院に所属する梨璃と夢結を中心に据えた物語を作ることに決めた。
原作や小説では梨璃らリリィが戦う相手であるヒュージがどのような存在なのかあいまいだったため、アニメ化に当たってはヒュージの設定を明確し、リリィとの関係を明らかにするという方針が立てられた。これに関連して、海から来る者を迎撃する地形を持った鎌倉市が舞台のモデルとなった。
キャラクター群の内、佐伯は楓が動かしやすいキャラクターだとした一方で、物静かな性格をした雨嘉と神琳が動かしにくいキャラクターだったと「Anime Recorder」とのインタビューの中で明かしている。佐伯は雨嘉のキャラクター性を示すために、第4話では雨嘉に焦点を当てたと話している。

#### 美術
細居はキャラクターデザインにあたり、まず佐伯の用意したプロットやシナリオをもとにキャラクターのイメージを膨らませ、デザインに入る前の打ち合わせでは佐伯の持つ『アサルトリリィ』の世界観などのすり合わせを行った。
制服のデザインは、八重樫南の原案に近いものが用いられた。
当初は、お嬢様学院という設定を反映させるために、スカートを長くしようというアイデアもあった。だが、原作のいずれのイラストにも必ず太もも（絶対領域）が描かれていたことから、佐伯は原作者である尾花沢軒栄がそれに強いこだわりを持っていると判断し、本人に確認を取ったところそれを認めたため、最終的には短くする方針が取られた。
細居はこのアイデアについて、スカートが短い分ソックスや靴の違いでキャラクターの個性を描くことができてよいと「Anime Recorder」とのメールインタビューの中で話している。
また、佐伯は細居から1980年代のアニメのような肉感的なキャラクター造形にしてみてはどうかという提案を受けており、ミニスカートの方が映えるだろうということでこのようなデザインへと発展した。
細居はキャラクターを描くにあたり、リリィたちが持つ武器・CHARM（チャーム）は作品のハードな部分を表現しているという考えから、チャームの存在感とのギャップを感じさせられるよう、キャラクターのかわいらしさや人間味に重きを置いたとメールインタビューの中で話している。また、鈴木によると、CHARMは繊細なディティールを持つデザインが多いためCGでの表現には限度があることから、CHARMの部分は手描きとなった。
また、CHARMの扱い方は、キャラクターの個性の表現方法の一つとしても利用された。たとえば、梨璃はCHARMの扱いに不慣れであることを表現するため、やや及び腰の姿勢で、両手でCHARMを慎重に扱うように描かれた。

### スタッフ（テレビアニメ）
- 原作 - 尾花沢軒栄[4]『アサルトリリィ』
- 企画・プロデュース - 久保田光俊、源生哲雄
- 製作指揮 - 木谷高明
- 監督・脚本 - 佐伯昭志[4]
- シリーズ構成 - 佐伯昭志、東冨耶子
- アニメーションキャラクターデザイン - 細居美恵子[4]
- サブキャラクターデザイン・総作画監督 - 潮月一也[149]
- 総作画監督 - 崎本さゆり、常盤健太郎
- プロップデザイン - 渋谷勤
- アクションディレクター - 鈴木勘太[149]
- 副監督 - 長原圭太[149]
- チーフ演出 - 大谷肇
- チャームデザイン - 秋篠Denforword日和[149]
- ヒュージデザイン - 石田弘道[149]
- 美術監督 - 丸山康司、北井真理江[149]
- 色彩設計 - 日比野仁[149]
- 撮影監督 - 会津孝幸
- 3DCGディレクター - 及川恭平、島久登[149]
- 編集 - 松原理恵[149]
- 音響監督 - 亀山俊樹[149]
- 音楽 - 松田彬人[149]
- 音楽プロデューサー - 斎藤滋
- 音楽制作 - ブシロードミュージック
- プロデューサー - 岡田太郎、小林正英、大嶋実句、中川秀平
- アニメーションプロデューサー - 安田孝一
- アニメーション制作 - シャフト[4]
- 製作 - アサルトリリィプロジェクト[4]（ブシロード、TBSテレビ、ポケラボ、シャフト、アゾンインターナショナル、丸井グループ、ブシロードクリエイティブ、ブシロードミュージック）

### 主題歌
「Sacred world」
RAISE A SUILENによるオープニングテーマ。作詞はSpirit Garden、作曲・編曲は藤田淳平。
「Edel Lilie」
一柳隊によるエンディングテーマ。作詞は安藤紗々、作曲は俊龍、編曲は秋月須清。

「Heart+Heart」
一柳梨璃&白井夢結（赤尾ひかる&夏吉ゆうこ）による第5話エンディングテーマ。作詞は安藤紗々、作曲・編曲は神田ジョン。

「GROWING*」
一柳隊による第8話エンディングテーマ。作詞は安藤紗々、作曲は俊龍、編曲は大和。

「まばたき」
一柳結梨（伊藤美来）による第9話エンディングテーマ。作詞は安藤紗々、作曲・編曲は大和。

「君の手を離さない」
一柳隊による第12話挿入歌。作詞・作曲・編曲は谷ナオキ。

### 各話リスト（テレビアニメ）
| 話数   | サブタイトル                                                            | 絵コンテ            | 演出       | 作画監督                                                      | 初放送日       |
| ------ | ----------------------------------------------------------------------- | ------------------- | ---------- | ------------------------------------------------------------- | -------------- |
| 第1話  | スイレン WATER LILY Purely of heart ― まだ何者でもないわたし            | 佐伯昭志 長原圭太   | 長原圭太   | 潮月一也 崎本さゆり 浅井昭人                                  | 2020年 10月2日 |
| 第2話  | スズラン LILY OF THE VALLEY Return of happiness ― 再会はよろこび        | 大谷肇              | 大谷肇     | 和田賢人 細田沙織                                             | 10月9日        |
| 第3話  | ワスレナグサ FORGET-ME-NOT True love, memories ― まつ毛の下に涙がたまる | 徳野雄士 佐伯昭志   | 徳野雄士   | 伊藤良明 浅井昭人 清水勝祐                                    | 10月16日       |
| 第4話  | キンモクセイ FRAGRANT OLIVE A person of eminecne ― ふたりの射程         | 村山公輔 大谷肇     | 浅見隆司   | 細田沙織 和田賢人 鮫島寿志 清水勝祐                           | 10月23日       |
| 第5話  | ヒスイカズラ JADE VINE Forget me not ― わたしのことだけ考えて           | 長原圭太            | 長原圭太   | 高野晃久 佐藤隼也 秋葉徹                                      | 10月30日       |
| 第6話  | スミレ VIOLET Daydreaming ,You occupy my thoughts ― 忘れ得ぬ人          | 大谷肇              | 大谷肇     | 浅井昭人 宮井加奈 清水勝祐                                    | 11月6日        |
| 第7話  | フリージア FREESIA Innocence ― 生まれたままで                           | 二宮壮史 佐伯昭志   | 宮崎修治   | 伊藤良明 細田沙織 秋葉徹 野道佳代 清水勝祐                    | 11月20日       |
| 第8話  | ツバキ CAMELLIA You're flame in my heart ― 気の置けないあなた           | 村山公輔            | 宮本幸裕   | 綾部美穂 松崎嘉克 和田賢人 河島久美子 宮井加奈 たかおかきいち | 11月27日       |
| 第9話  | コスモス COSMOS The joys that love life can bing ― 愛しき日々           | 宮崎修治 岡田堅二朗 | 岡田堅二朗 | 浅井昭人 清水勝祐 鮫島寿志 細田沙織                           | 12月4日        |
| 第10話 | アネモネ ANEMONE Believe in you and wait ― 一日千秋                     | 徳野雄士            | 徳野雄士   | 細田沙織 河島久美子 宮崎修治 松崎嘉克 大橋勇吾                | 12月11日       |
| 第11話 | ユリ LILY Purity ― 一途                                                 | 大谷肇              | 大谷肇     | 清水勝祐 綾部美穂 伊藤良明 和田賢人 大橋勇吾 鮫島寿志         | 12月18日       |
| 第12話 | ブーケ BOUQUET Flower language ― 花詩                                   | 佐伯昭志            | 長原圭太   | 潮月一也 浅井昭人 細田沙織 村山公輔                           | 12月25日       |

### 放送局（テレビアニメ）
製作委員会方式という形態上、JNNネットワーク基本協定の対象とならないことから、一部地域ではTBS系列局がありながら、他系列局で放送されることがあった（太字はTBS系列局）。
| 放送期間                      | 放送時間                     | 放送局         | 対象地域   | 備考                                      |
| ----------------------------- | ---------------------------- | -------------- | ---------- | ----------------------------------------- |
| 2020年10月2日 - 12月25日      | 金曜 1:28 - 1:58（木曜深夜） | TBSテレビ      | 関東広域圏 | 製作参加 / 『アニメリコ』第1部 / 字幕放送 |
|                               | 金曜 1:30 - 2:00（木曜深夜） | KBS京都        | 京都府     | 独立局                                    |
|                               |                              | サンテレビ     | 兵庫県     | 独立局                                    |
|                               | 金曜 2:30 - 3:00（木曜深夜） | テレビ新広島   | 広島県     | フジテレビ系列                            |
| 2020年10月4日 - 12月27日      | 日曜 2:00 - 2:30（土曜深夜） | BS-TBS         | 日本全域   | BS/BS4K放送 / 『アニメリコ』枠            |
|                               | 日曜 1:00 - 1:30（土曜深夜） | 北海道テレビ   | 北海道     | テレビ朝日系列                            |
|                               | 日曜 2:30 - 3:00（土曜深夜） | 北陸朝日放送   | 石川県     | テレビ朝日系列 『アニ帯』枠               |
| 2020年10月5日 - 12月28日      | 月曜 1:25 - 1:55（日曜深夜） | 新潟放送       | 新潟県     | [ 注 3 ]                                  |
| 2020年10月6日 - 12月29日      | 火曜 1:50 - 2:20（月曜深夜） | 愛媛朝日テレビ | 愛媛県     | テレビ朝日系列                            |
| 2020年10月7日 - 12月27日      | 水曜 2:05 - 2:35（火曜深夜） | テレビ愛知     | 愛知県     | テレビ東京系列                            |
| 2020年10月7日 - 12月30日      | 水曜 1:20 - 1:50（火曜深夜） | 長野朝日放送   | 長野県     | テレビ朝日系列                            |
|                               | 水曜 2:30 - 3:00（火曜深夜） | テレビ山梨     | 山梨県     |                                           |
|                               | 水曜 1:18 - 1:48（火曜深夜） | 長崎文化放送   | 長崎県     | テレビ朝日系列 『あに。』枠               |
| 2020年10月8日 - 12月31日      | 木曜 2:30 - 3:00（水曜深夜） | RKB毎日放送    | 福岡県     |                                           |
|                               | 木曜 1:59 - 2:29（水曜深夜） | 静岡朝日テレビ | 静岡県     | テレビ朝日系列                            |
| 2020年10月12日 - 2021年1月4日 | 月曜 1:00 - 1:30（日曜深夜） | TBSチャンネル1 | 日本全域   | CS放送 / 『アニメリコ』第1部              |

見放題配信サービスではAmazonプライム・ビデオにて10月2日より毎週金曜1時13分頃に独占配信。レンタル配信サービスではAmazonプライム・ビデオ、J:COMオンデマンド、TELASA、milplus、TSUTAYA TV、U-NEXT、ニコニコチャンネル、バンダイチャンネル、ひかりTV、Google Play、YouTube、HAPPY!動画、Rakuten TV、VIDEX、ビデオマーケット、DMM.com、GYAO!ストア、music.jp、ゲオTV、ムービーフルPlusにて10月9日0時以降に順次配信開始された。
| TBSテレビ アニメリコ          | TBSテレビ アニメリコ                                   | TBSテレビ アニメリコ |
| 前番組                        | 番組名                                                 | 次番組               |
| ----------------------------- | ------------------------------------------------------ | -------------------- |
| ノー・ガンズ・ライフ（第2期） | アサルトリリィ BOUQUET 【ここまで『アニメリコ』第1部】 | 五等分の花嫁∬        |

### BD
| 巻 | 発売日        | 収録話          | 規格品番   |
| -- | ------------- | --------------- | ---------- |
| 1  | 2021年1月27日 | 第1話 - 第3話   | BRMM-10341 |
| 2  | 2021年2月24日 | 第4話 - 第6話   | BRMM-10342 |
| 3  | 2021年3月24日 | 第7話 - 第9話   | BRMM-10343 |
| 4  | 2021年4月28日 | 第10話 - 第12話 | BRMM-10344 |

## Webアニメ
2021年1月12日に開催されたイベントにてミニアニメの製作が発表され、『アサルトリリィ ふるーつ』のタイトルで2021年7月20日から隔週火曜日に『アサルトリリィ Last Bullet』内にて配信中。2021年10月から毎週に地上波テレビ局で放送を開始。
主題歌は「きゃんとすとっぷ・ふるーてぃー」。歌は一柳梨璃（声 - 赤尾ひかる）、白井夢結（声 - 夏吉ゆうこ）、相澤一葉（声 - 藤井彩加）、今叶星（声 - 前田佳織里）、作詞は安藤紗々、作曲・編曲は神田ジョン。

### スタッフ（Webアニメ）
- 原作 - 尾花沢軒栄[164]
- ストーリー原案 - あぼしまこ[164]
- 企画・プロデュース - 久保田光俊、源生哲雄
- 製作指揮 - 木谷高明
- 監督 - 佐伯昭志[164]
- 脚本 - 大嶋実句
- キャラクターデザイン - 清水祐実[164]
- 色彩設計 - 日比野仁[164]、渡辺康子（英語版）
- 撮影監督 - 会津孝幸[164]
- CGディレクター - 島久登[164]
- 編集 - 白石あかね[164]
- 音響監督 - 亀山俊樹[164]
- 音楽 - 松田彬人[164]
- 音楽プロデューサー - 岡田太郎、斎藤滋
- 音楽制作 - ブシロードミュージック
- プロデューサー - 小林正英、大嶋実句、中川秀平、湯澤皓彦
- アニメーションプロデューサー - 安田孝一
- アニメーション制作 - シャフト[164]
- 制作 - 羽鳥稜、山本知輝、豊島佳子
- 製作 - アサルトリリィプロジェクト

### 主題歌
「きゃんとすとっぷ・ふるーてぃー」
歌：一柳梨璃（赤尾ひかる）、白井夢結（夏吉ゆうこ）、相澤一葉（藤井彩加）、今叶星（前田佳織里）
作詞：安藤紗々
作曲・編曲：神田ジョン

### 各話リスト（Webアニメ）
| 話数   | サブタイトル | 絵コンテ | 演出     | 作画監督            | 原画                                | 初放送日               |
| ------ | ------------ | -------- | -------- | ------------------- | ----------------------------------- | ---------------------- |
| 第1話  | いちご       | 佐伯昭志 | 松村幸治 | -                   | 清水祐実                            | 2021年 7月20日         |
| 第2話  | おれんじ     | 松村幸治 | 松村幸治 | 清水祐実            | 金正男 ふたふさ                     | 8月3日                 |
| 第3話  | さくらんぼ   | 松村幸治 | 松村幸治 | 清水祐実 崎本さゆり | 韓旻基                              | 8月17日                |
| 第4話  | めろん       | 宮本幸裕 | 宮本幸裕 | 清水祐実 崎本さゆり | 宮崎康子                            | 8月31日                |
| 第5話  | まんごー     | 松村幸治 | 松村幸治 | 崎本さゆり          | 小森良 渋谷勤 藤原舞似子 綾部美穂   | 9月14日                |
| 第6話  | ぶどう       | 松村幸治 | 松村幸治 | 清水祐実 崎本さゆり | 伊藤一樹 細田沙織 鮫島寿志 和田賢人 | 9月28日                |
| 第7話  | もも         | 松村幸治 | 松村幸治 | 清水祐実            | 伊藤香織 三浦龍                     | 10月12日               |
| 第8話  | ぱいなっぷる | 松村幸治 | 松村幸治 | 清水祐実            | 綾部美穂                            | 10月26日               |
| 第9話  | あんず       | 松村幸治 | 松村幸治 | 清水祐実 崎本さゆり | 亀田朋幸                            | 11月9日                |
| 第10話 | ゆず         | 松村幸治 | 松村幸治 | 崎本さゆり          | 増田優紗                            | 11月23日               |
| 第11話 | きうい       | 松村幸治 | 松村幸治 | 清水祐実 崎本さゆり | 山本恭平 ふたふさ                   | 12月7日                |
| 第12話 | すいか       | 松村幸治 | 松村幸治 | 崎本さゆり          | 細田沙織 鮫島寿志 和田賢人          | 12月21日               |
| 第13話 | みかん       | 松村幸治 | 松村幸治 | 清水祐実            | 伊藤一樹 菊地しゅんすけ 清水祐実    | 2022年 1月3日 / 1月4日 |

### 放送局（Webアニメ）
| 放送期間                       | 放送時間                     | 放送局       | 対象地域 | 備考                                                                               |
| ------------------------------ | ---------------------------- | ------------ | -------- | ---------------------------------------------------------------------------------- |
| 2021年10月15日 - 2022年1月7日  | 金曜 1:48 - 1:55（木曜深夜） | 長崎文化放送 | 長崎県   | 初回は2:03から                                                                     |
|                                | 金曜 2:20 - 2:25（木曜深夜） | 新潟テレビ21 | 新潟県   | 初回は2:35から                                                                     |
| 2021年10月17日 - 2022年1月16日 | 日曜 2:30 - 2:35（土曜深夜） | 北陸朝日放送 | 石川県   |                                                                                    |
| 2021年10月19日 - 2022年1月18日 | 火曜 2:50 - 2:55（月曜深夜） | 長野朝日放送 | 長野県   |                                                                                    |
| 2021年10月21日 - 2022年1月3日  | 木曜 3:50 - 3:55（水曜深夜） | 北海道テレビ | 北海道   | 初回は4:05から 2022年1月3日 月曜 4:45（日曜深夜28:45）から第12話と第13話を連続放送 |

## 楽曲

### Blu-ray特典CD
作詞は全て安藤紗々が担当。
Blu-ray第1巻特典CD
1. Edel Lilie（プロジェクトテーマ） 
  - 作曲：俊龍　編曲：秋月須清
  - 歌：一柳隊

2. Rainbow　
  - 歌：白井夢結 & 吉村・Thi・梅（CV：夏吉ゆうこ & 岩田陽葵）

3. つきあかりのコントラスト　
  - :歌：一柳梨璃 & 安藤鶴紗（CV：赤尾ひかる & 紡木吏佐）

Blu-ray第2巻特典CD
1. Heart+Heart（TVアニメ第5話エンディングテーマ） 　
  - 作曲・編曲：神田ジョン
  - 歌：一柳梨璃 & 白井夢結（CV：赤尾ひかる & 夏吉ゆうこ）

2. いつでもそばで。　
  - 歌：郭神琳&王雨嘉（CV：星守紗凪&遠野ひかる）

3. リリィ♡リリィ♡GOGOリリィ♡　
  - 歌：楓・J・ヌーベル & 二川二水 & ミリアム・ヒルデガルド・v・グロピウス（CV：井澤美香子 & 西本りみ & 高橋花林）

Blu-ray第3巻特典CD
1. GROWING*（TVアニメ第8話エンディングテーマ）
  - 作曲：俊龍　編曲：大和
  - 歌：一柳隊

2. まばたき（TVアニメ第9話エンディングテーマ）
  - 作曲・編曲：大和
  - 歌：一柳結梨（CV：伊藤美来）

3. Edel Lilie（TVアニメ エンディングver.）
  - 作曲：俊龍　編曲：秋月須清
  - 歌：一柳隊

### 1st シングル「Edel Lilie(Last Bullet MIX)」
2021年9月8日に発売された初のシングルCD。Blu-ray付生産限定盤、通常盤A（一柳隊ver.）、通常盤B（ヘルヴォルver.）、通常盤C（グラン・エプレver.）の4形態が発売された。2021年9月20日付のオリコン週間シングルランキングにおいては3位を獲得した。
Blu-ray付生産限定盤
- 品番：BRMM-10453

1. Edel Lilie（Last Bullet MIX）
  - 作詞：安藤紗々　作曲：俊龍　編曲：神田ジョン
  - 歌：一柳梨璃（CV：赤尾ひかる）＆白井夢結（CV：夏吉ゆうこ）＆相澤一葉（CV：藤井彩加）＆今叶星（CV：前田佳織里）

2. きゃんとすとっぷ・ふるーてぃー
  - 作詞：安藤紗々　作曲：神田ジョン
  - 歌：一柳梨璃（CV：赤尾ひかる）＆白井夢結（CV：夏吉ゆうこ）＆相澤一葉（CV：藤井彩加）＆今叶星（CV：前田佳織里）

3. Edel Lilie（Last Bullet MIX） -instrumental-
4. きゃんとすとっぷ・ふるーてぃー -instrumental-　

特典のBlu-rayディスクには、2021年3月21日に中野サンプラザで開催されたライブイベント『Edel Lilie』公演夜の部の映像を全編収録。初回生産分限定封入特典には、Blu-ray付生産限定盤・通常盤A〜Cを収納可能な特製収納BOXと、アサルトリリィ Last Bullet Presents LIVE in TACHIKAWA GARDEN　最速先行抽選申込券が付属。
通常盤A（一柳隊ver.）
- 品番：BRMM-10454

1. Edel Lilie（Last Bullet MIX）
  - 作詞：安藤紗々　作曲：俊龍　編曲：神田ジョン
  - 歌：一柳梨璃（CV：赤尾ひかる）＆白井夢結（CV：夏吉ゆうこ）＆相澤一葉（CV：藤井彩加）＆今叶星（CV：前田佳織里）

2. きゃんとすとっぷ・ふるーてぃー
  - 作詞：安藤紗々　作曲：神田ジョン
  - 歌：一柳梨璃（CV：赤尾ひかる）＆白井夢結（CV：夏吉ゆうこ）＆相澤一葉（CV：藤井彩加）＆今叶星（CV：前田佳織里）

3. OVERFLOW
  - 作詞：安藤紗々　作曲：神田ジョン　編曲：神田ジョン
  - 歌：一柳隊

4. Edel Lilie（Last Bullet MIX） -instrumental-
5. きゃんとすとっぷ・ふるーてぃー -instrumental-
6. OVERFLOW -instrumental-

通常盤B（ヘルヴォルver.）
- 品番：BRMM-10455

1. Edel Lilie（Last Bullet MIX）
  - 作詞：安藤紗々　作曲：俊龍　編曲：神田ジョン
  - 歌：一柳梨璃（CV：赤尾ひかる）＆白井夢結（CV：夏吉ゆうこ）＆相澤一葉（CV：藤井彩加）＆今叶星（CV：前田佳織里）

2. きゃんとすとっぷ・ふるーてぃー
  - 作詞：安藤紗々　作曲：神田ジョン
  - 歌：一柳梨璃（CV：赤尾ひかる）＆白井夢結（CV：夏吉ゆうこ）＆相澤一葉（CV：藤井彩加）＆今叶星（CV：前田佳織里）

3. Fringed iris
  - 作詞：吾龍　作曲：大和　編曲：大和
  - 歌：ヘルヴォル

4. Edel Lilie（Last Bullet MIX） -instrumental-
5. きゃんとすとっぷ・ふるーてぃー -instrumental-
6. Fringed iris -instrumental-

通常盤C（グラン・エプレver.）
- 品番：BRMM-10456

1. Edel Lilie（Last Bullet MIX）
  - 作詞：安藤紗々　作曲：俊龍　編曲：神田ジョン
  - 歌：一柳梨璃（CV：赤尾ひかる）＆白井夢結（CV：夏吉ゆうこ）＆相澤一葉（CV：藤井彩加）＆今叶星（CV：前田佳織里）

2. きゃんとすとっぷ・ふるーてぃー
  - 作詞：安藤紗々　作曲：神田ジョン
  - 歌：一柳梨璃（CV：赤尾ひかる）＆白井夢結（CV：夏吉ゆうこ）＆相澤一葉（CV：藤井彩加）＆今叶星（CV：前田佳織里）

3. Multicolored Flowers
  - 作詞：結城アイラ　作曲：神田ジョン　編曲：神田ジョン
  - 歌：グラン・エプレ

4. Edel Lilie（Last Bullet MIX） -instrumental-
5. きゃんとすとっぷ・ふるーてぃー -instrumental-
6. Multicolored Flowers -instrumental-

### 2nd シングル「Neunt Praeludium(Last Bullet MIX)」
2022年2月9日に発売された2作目となるシングルCD。Blu-ray付生産限定盤、通常盤A（一柳隊ver.）、通常盤B（ヘルヴォルver.）、通常盤C（グラン・エプレver.）の4形態が発売された。初回生産分限定封入特典には、アサルトリリィミニトーク＆ライブ 「#リリィ向上会議」の最速先行抽選申込券、スマートフォンゲームアプリ「アサルトリリィ Last Bullet」で使用できるシリアルコード、ヴァイスシュヴァルツ特製PRカード1枚が付属。
2022年2月9日付のオリコンデイリーシングルランキングにおいては6位、2022年2月16日付のオリコン週間シングルランキングにおいては9位を獲得し、2作連続TOP10入りを果たした。
Blu-ray付生産限定盤
- 品番：BRMM-10505

1. Neunt Praeludium（Last Bullet MIX）
  - 歌：一柳梨璃＆白井夢結＆相澤一葉＆今叶星（CV：赤尾ひかる＆夏吉ゆうこ＆藤井彩加＆前田佳織里）

2. 蕾の中の奇跡
  - 歌：アサルトリリィ Last Bullet

3. Neunt Praeludium（Last Bullet MIX） -instrumental-
4. 蕾の中の奇跡  -instrumental-　

通常盤A（一柳隊ver.）
- 品番：BRMM-10506

1. Neunt Praeludium（Last Bullet MIX）
  - 歌：一柳梨璃＆白井夢結＆相澤一葉＆今叶星（CV：赤尾ひかる＆夏吉ゆうこ＆藤井彩加＆前田佳織里）

2. 蕾の中の奇跡
  - 歌：一柳隊

3. 想い出が溢れてる（舞台「アサルトリリィ Lost Memories」テーマソング）
  - 歌：一柳隊

4. Neunt Praeludium（Last Bullet MIX） -instrumental-
5. 蕾の中の奇跡  -instrumental-　
6. 想い出が溢れてる -instrumental-　

通常盤B（ヘルヴォルver.）
- 品番：BRMM-10507

1. Neunt Praeludium（Last Bullet MIX）
  - 歌：一柳梨璃＆白井夢結＆相澤一葉＆今叶星（CV：赤尾ひかる＆夏吉ゆうこ＆藤井彩加＆前田佳織里）

2. 蕾の中の奇跡
  - 歌：ヘルヴォル

3. Resonant Hearts
  - 歌：ヘルヴォル

4. Neunt Praeludium（Last Bullet MIX） -instrumental-
5. 蕾の中の奇跡  -instrumental-　
6. Resonant Hearts -instrumental-　

通常盤C（グラン・エプレver.）
- 品番：BRMM-10508

1. Neunt Praeludium（Last Bullet MIX）
  - 歌：一柳梨璃＆白井夢結＆相澤一葉＆今叶星（CV：赤尾ひかる＆夏吉ゆうこ＆藤井彩加＆前田佳織里）

2. 蕾の中の奇跡
  - 歌：グラン・エプレ

3. Treasure Every Day!
  - 歌：グラン・エプレ

4. Neunt Praeludium（Last Bullet MIX） -instrumental-
5. 蕾の中の奇跡  -instrumental-　
6. Treasure Every Day! -instrumental-　

### アルバム「Cherish」 / 「Diverse」
2022年8月3日に2作同時発売されたライブBlu-ray付きアルバムCD。特製収納BOXと特典CDが付属した2作同時購入特典付きも一部店舗にて発売。
Cherish
- 品番：BRMM-10565
- CDには一柳隊のキャラクター9人の各ソロ曲に加え、「Neunt Praeludium」、プロジェクトテーマソング「Edel Lilie」の計11曲を収録。Blu-rayには2021年11月6日に開催されたアサルトリリィ Last Bullet Presents『LIVE in TACHIKAWA GARDEN』夜の部全編映像を収録。特典映像としてメイキング映像を収録。

1. Neunt Praeludium
  - 作詞：安藤紗々　作曲：俊龍
  - 歌：一柳隊

2. Veins of FLOWER
  - 作詞：安藤紗々　作曲：KHAi　編曲：大和
  - 歌：吉村・Thi・梅（CV：岩田陽葵）

3. パラライザ
  - 作詞：安藤紗々　作編曲：大和
  - 歌：安藤鶴紗（CV：紡木吏佐）

4. La Vie en rose 〜楓・J・ヌーベルの優雅な日常〜
  - 作詞：安藤紗々　作編曲：伊藤翼
  - 歌：楓・J・ヌーベル（CV：井澤美香子）

5. マッシブ！
  - 作詞：安藤紗々　作編曲：神田ジョン
  - 歌：二川二水（CV：西本りみ）

6. ピンキー・プロミス
  - 作詞：安藤紗々　作編曲：gen
  - 歌：ミリアム・ヒルデガルド・ｖ・グロピウス（CV：高橋花林）

7. Pretty Please
  - 作詞：安藤紗々　作編曲：yuigot
  - 歌：王雨嘉（CV：遠野ひかる）

8. Everlasting
  - 作詞：安藤紗々　作編曲：LiCu
  - 歌：郭神琳（CV：星守紗凪）

9. 運命のFilament
  - 作詞：安藤紗々　作曲：TAKUYA KIYOHARA　編曲：gaze//he's me
  - 歌：白井夢結（CV：夏吉ゆうこ）

10. チェリッシュ♡
  - 作詞：安藤紗々　作曲：俊龍
  - 歌：一柳梨璃（CV：赤尾ひかる）

11. Edel Lilie
  - 作曲：俊龍　編曲：秋月須清
  - 歌：一柳隊

Diverse
- 品番：BRMM-10566
- CDにはヘルヴォル5人、グラン・エプレ5人の各ソロ曲の計10曲を収録。Blu-rayには2021年12月25日に開催されたアサルトリリィ Last Bullet Presents『Idol Lily Stage』夜の部全編映像を収録。特典映像として昼の部の朗読パートと企画パートの映像を収録。

1. Vertical Line
  - 作詞：吾龍　作編曲：大和
  - 歌：相澤一葉（CV：藤井彩加）

2. ひだまり
  - 作詞：吾龍　作曲：島みやえい子
  - 歌：佐々木藍 （CV：夏目愛海）

3. Gonna be OK!
  - 作詞：吾龍　作編曲：XELIK
  - 歌：飯島恋花（CV：石飛恵里花）

4. Good-bye My Rainy Days
  - 作詞：吾龍　作曲：中居廉　編曲：tepe
  - 歌：初鹿野瑤（CV：三村遙佳）

5. hope
  - 作詞：安藤紗々　作編曲：gaze//he's me
  - 歌：芹沢千香瑠（CV：野中深愛）

6. 摩訶不思議をダイスキダ
  - 作詞：結城アイラ　作編曲：神田ジョン
  - 歌：丹羽灯莉（CV：進藤あまね）

7. プリザーブド☆アイドル
  - 作詞：結城アイラ　作曲：俊龍　編曲：yuigot
  - 歌：定盛姫歌（CV：富田美憂）

8. Oh!Precious!
  - 作詞：結城アイラ　作編曲：伊藤翼
  - 歌：土岐紅巴（CV：東城咲耶子）

9. Dearest Dream
  - 作詞曲：結城アイラ　　編曲：大和
  - 歌：宮川高嶺（CV：礒部花凜）

10. Dears&Tears
  - 作詞：結城アイラ　作編曲：小野寺祐輔
  - 歌：今叶星（CV：前田佳織里）

同時購入特典CD
1. Edel Lilie live ver.
2. Neunt Praeludium live ver.
3. Fringed iris live ver.
4. Multicolored Flowers live ver.

### 両A面シングル「トウメイダイアリー／Wish Drop」
- 品番：GECL-00003
- 2023年11月8日発売。初回生産分限定封入特典には、2024年ラスバレライブ（Lily’s Dreamin’ ☆ Party）チケット最速先行抽選申し込みシリアルコード、スマートフォンゲームアプリ「アサルトリリィ Last Bullet」ゲーム内アイテムシリアルコードが付属。

1. トウメイダイアリー
  - 作詞：安藤紗々　作編曲：神田ジョン
  - 歌：一柳隊
2. Wish Drop
  - 作詞：安藤紗々　作曲＆編曲：鈴谷皆人
  - 歌：一柳梨璃＆白井夢結＆相澤一葉＆飯島恋花＆今叶星＆宮川高嶺（CV：赤尾ひかる＆夏吉ゆうこ＆藤井彩加＆石飛恵里花＆前田佳織里＆礒部花凜）
3. Wish Drop（Last Bullet ver.）
  - 作詞：安藤紗々　作曲＆編曲：鈴谷皆人
  - 歌：一柳梨璃＆白井夢結＆相澤一葉＆今叶星（CV：赤尾ひかる＆夏吉ゆうこ＆藤井彩加＆前田佳織里）
4. Wish Drop（梨璃＆夢結ver.）
  - 作詞：安藤紗々　作曲＆編曲：鈴谷皆人
  - 歌：一柳梨璃＆白井夢結（CV：赤尾ひかる＆夏吉ゆうこ）
5. トウメイダイアリー -instrumental-
6. Wish Drop -instrumental-

### ミニアルバム「運命のトリニティ」
- 品番：GECL-00004
- 2024年2月7日発売。初回生産分限定封入特典には、スマートフォンゲームアプリ「アサルトリリィ Last Bullet」ゲーム内アイテムシリアルコードが付属。

1. Overcast Sky
  - 作曲：結城アイラ　作曲＆編曲：Islet
  - 歌：新生グラン・エプレ
2. REFLECTIONS
  - 作詞：吾龍　作曲＆編曲：大和
  - 歌：ヘルヴォル＆クエレブレ
3. Adabana
  - 作詞：安藤紗々　作曲：俊龍　編曲：gaze//he's me
  - 歌：一柳隊 with 早川弥宏・富永真
4. Overcast Sky（グラン・エプレver.）
  - 作曲：結城アイラ　作曲＆編曲：Islet
  - 歌：グラン・エプレ
5. REFLECTIONS（ヘルヴォルver.）
  - 作詞：吾龍　作曲＆編曲：大和
  - 歌：ヘルヴォル
6. REFLECTIONS（クエレブレver.）
  - 作詞：吾龍　作曲＆編曲：大和
  - 歌：クエレブレ
7. Adabana（一柳隊ver.）
  - 作詞：安藤紗々　作曲：俊龍　編曲：gaze//he's me
  - 歌：一柳隊
8. Wish Drop（叶星＆高嶺ver.）
  - 作詞：安藤紗々　作曲＆編曲：鈴谷皆人
  - 歌：今叶星＆宮川高嶺（CV：前田佳織里＆礒部花凜）
9. Wish Drop（一葉＆恋花ver.）
  - 作詞：安藤紗々　作曲＆編曲：鈴谷皆人
  - 歌：相澤一葉＆飯島恋花（CV：藤井彩加＆石飛恵里花）
10. Overcast Sky -instrumental-
11. REFLECTIONS -instrumental-
12. Adabana -instrumental-

## アプリゲーム
スマートフォン向けゲーム『アサルトリリィ Last Bullet』（アサルトリリィ ラストバレット）が2021年1月20日より配信開始。ジャンルはバトルRPG。百合ヶ丘女学院の一柳隊、エレンスゲ女学園のヘルヴォル、神庭女子藝術高校のグラン・エプレの3校のレギオンが中心となった物語が描かれる。
メインストーリー「レギオン、集結」
近年「特型」と呼ばれる、普通のヒュージとは異なる特徴を持つヒュージの出現が増えていた。
特型ヒュージの出現により一柳隊と共闘したエレンスゲ女学園の「ヘルヴォル」。百合ヶ丘グリーンフェアの準備の手伝いで鎌倉にやってきた神庭女子藝術高校の「グラン・エプレ」。3校の3レギオンは特型ヒュージ対策として合宿を行い、互いに戦術の幅を広げ、交流を深めていく。
数日後、新宿で行われる防衛構想会議に呼ばれ、東京を訪れた一柳隊。しかし突如として新宿のエリアディフェンス（ケイブの発生を抑制する装置）が崩壊し、大量のヒュージが新宿に出現。さらに、新たな特型ヒュージの出現や、新宿都庁に巨大な繭が出現するなどし、東京は混乱の渦に飲み込まれてしまう。

メインストーリー「蒼穹の白百合」
「新宿エリアディフェンス崩壊事変」にて出現した特型ギガント級ヒュージ「エヴォルヴ」の爪痕は大きく、今も尚修復作業が進んでいた。
一柳隊、ヘルヴォル、グラン・エプレそれぞれのレギオンリーダーは実況見分のため再び新宿へと赴く。そこで遭遇したのは、以前倒したはずの特型ヒュージの姿であった――。

メインストーリー「戦火の結束」
「新宿エリアディフェンス崩壊事変」以降、東京にはエヴォルヴの幼体が大量に出現していた。その対策として、「私立ルドビコ女学院」にて東京圏防衛構想会議を行うことを決定し、関東地方各地から各ガーデンのリリィが集結した。
会議の結果、一柳隊、ヘルヴォル、グラン・エプレの3レギオンは私立ルドビコ女学院に派遣されることとなる。その後の合同訓練中、世田谷方面に特型ギガント級ヒュージが同時に2体出現。逃走したヒュージを討伐するため、一柳隊、ヘルヴォル、グラン・エプレに加え、新たに「御台場女学校」「私立ルドビコ女学院」のリリィも結束し、戦いに身を投じていく。

メインストーリー「運命のトリニティ」
オムニバス形式で展開される。

グラン・エプレ編
神庭女子藝術高校の周辺では、ヒュージの出現率が増加し続けていた。この事態を受けて神庭女子はトップレギオンである「グラン・エプレ」に「生徒会防衛隊」のメンバーを加えて再編し、9人の「新生グラン・エプレ」として再結成することを決定する。
再編にあたって、生徒会防衛隊のリーダーである秋日は、高嶺をTZ、姫歌をAZへと転向することを提案する。しかし、高嶺と叶星は新しいポジションを受け入れることができず、悩んでいた。その理由は、かつて中等部時代に叶星と高嶺が所属していた「船田予備隊」で戦った過去が関係していて――。

ヘルヴォル編

一柳隊編

他作品とのコラボレーション
- 魔法少女リリカルなのは Detonation（2021年8月31日 - 9月14日）
  - 復刻イベント（2022年5月6日 - 19日）

- 戦姫絶唱シンフォギアXD UNLIMITED（2021年12月26日 - 2022年1月10日）
  - 復刻イベント（2022年10月7日 - 17日）

- デート・ア・ライブIV（2022年3月31日 - 4月14日）
- ガールズ＆パンツァー（2022年10月31日 - 2022年11月14日）
- 劇場版 Fate/kaleid liner プリズマ☆イリヤ Licht 名前の無い少女（2022年12月22日 - 2023年1月8日）
- 劇場版 劇場版 魔法少女まどか☆マギカ [前編] 始まりの物語 / [後編] 永遠の物語（2023年2月28日 - 2023年3月14日）
- 結城友奈は勇者である-大満開の章-（2023年5月31日 - 2023年6月23日）(2024年4月30日−)

## 配信番組

### アサルトリリィ交流会
2019年10月13日より開催。アサルトリリィ公式YouTubeにてアーカイブを配信中。2020年3月15日からはスタジオからの生配信となった。一柳梨璃役の赤尾ひかると白井夢結役の夏吉ゆうこは第1回より固定での出演。
| 出演回 | 主な出演者                                                   | 備考 |
| ------ | ------------------------------------------------------------ | ---- |
| oct.   | 西本りみ（二川二水 役）                                      |      |
| Nov.   | 星守紗凪（郭 神琳 役）                                       |      |
| Dec.   | 西本りみ、遠野ひかる（王 雨嘉 役）                           |      |
| Jan.   | 岩田陽葵（吉村・Thi・梅 役）                                 |      |
| Feb.   | 紡木吏佐（安藤鶴紗 役）                                      |      |
| Mar.   | 藤井彩加（相澤一葉 役）、夏目愛海（月岡 椛 役、佐々木藍 役） |      |
| Apr.   | 高橋花林（ミリアム・ヒルデガルド・v・グロピウス 役）         |      |
| May.   | 井澤美香子（楓・Ｊ・ヌーベル 役）                            |      |

### アサルトリリィ放送局（水） 〜夏吉＆岩田のラムネで乾杯〜
2020年6月11日から2022年3月30日までYouTube Liveにて隔週木曜日（2021年4月28日から隔週水曜日）に生配信された。なお、テレビアニメ「アサルトリリィ BOUQUET」放送期間中のみ毎週配信。MCは白井夢結役の夏吉ゆうこと、吉村・Thi・梅役の岩田陽葵。
| 出演回 | ゲスト                                                                                   | 備考 |
| ------ | ---------------------------------------------------------------------------------------- | --- |
| 第2回  | 赤尾ひかる（一柳梨璃 役）                                                                | |
| 第3回  | 藤井彩加（相澤一葉 役）、野中深愛（芹沢千香瑠 役）                                       | |
| 第4回  | 西本りみ（二川二水 役）                                                                  | |
| 第5回  | 石飛恵里花（飯島恋花 役）                                                                | |
| 第6回  | 西葉瑞希（船田初 役）、石井陽菜（船田純 役）                                             | |
| 第8回  | 井澤美香子（楓・Ｊ・ヌーベル 役）、 高橋花林（ミリアム・ヒルデガルド・v・グロピウス 役） | |
| 第9回  | 赤尾ひかる                                                                               | |
| 第11回 | 西本りみ                                                                                 | |
| 第13回 | 星守紗凪（郭 神琳 役）                                                                   | |
| 第15回 | 紡木吏佐（安藤鶴紗 役）                                                                  | |
| 第17回 | 遠野ひかる（王 雨嘉 役）                                                                 | |
| 第18回 | 赤尾ひかる                                                                               | |
| 第19回 | 伊藤美来（一柳結梨 役）                                                                  | |
| 第21回 | 赤尾ひかる、井澤美香子、西本りみ、紡木吏佐、 星守紗凪、遠野ひかる、高橋花林              | |
| 第23回 | 赤尾ひかる                                                                               | |
| 第25回 | 三村遙佳（初鹿野瑤 役）                                                                  | |
| 第27回 | 石井陽菜（船田純 役）                                                                    | |
| 第30回 | 赤尾ひかる                                                                               | |
| 第32回 | 井澤美香子                                                                               | |
| 第34回 | 高橋花林                                                                                 | |
| 第35回 | 星守紗凪、遠野ひかる                                                                     | MCの岩田が体調不良の為休みとなり、当初は星守のみ来る予定だったが、 急遽遠野もゲストとして来ることとなり「星守&遠野のラムネで乾杯」として放送された。    |
| 第36回 | 井澤美香子                                                                               | 35回に引き続き休みだった岩田の代打のMC |
| 第38回 | 赤尾ひかる                                                                               | |
| 第40回 | 西本りみ                                                                                 | |
| 第42回 | 紡木吏佐                                                                                 | |
| 第43回 | 高橋花林                                                                                 | 休みだった岩田の代打のMC。番組冒頭においては直前までMildomで放送されていた 「ラスバレ放送局」MCの星守紗凪と遠野ひかるによる「乗っ取り」が再び行われた。 |
| 第45回 | 星守紗凪                                                                                 | |
| 第48回 | 星守紗凪                                                                                 | 休みだった夏吉の代打のMC。 |
| 第50回 | 田中那実 （秦祀 役）                                                                     | |
| 第51回 | 西本りみ                                                                                 | |
| 第52回 |                                                                                          | |
| 第53回 |                                                                                          | 最終回 |

### ラスバレ放送局
スマートフォン向けゲーム『アサルトリリィ Last Bullet』の情報番組。2020年7月30日より、YouTube Liveにて不定期で生配信。
| 出演回 | 主な出演者                                                                   | 配信日         | 備考 |
| ------ | ---------------------------------------------------------------------------- | -------------- | ---- |
| 第1回  | 赤尾ひかる（一柳梨璃 役）、藤井彩加 （相澤一葉 役）、前田佳織里（今叶星 役） | 2020年7月30日  |      |
| 第2回  | 赤尾ひかる、前田佳織里、礒部花凜（宮川高嶺 役）、富田美憂（定盛姫歌 役）     | 2020年11月29日 |      |
| 第3回  | 赤尾ひかる、藤井彩加、石飛恵里花（飯島恋花 役）、三村遙佳（初鹿野瑤 役）     | 2020年12月22日 |      |

2021年1月24日には「ラスバレ放送局 #1 powered by Mildom」というタイトルで、Mildomにて生配信された。今後はMildomにて配信されていく。
また、#58以降はタイトルから「powered by Mildom」がなくなり、ニコニコ生放送での配信となる。
| 出演回    | 主な出演者 | 配信日         | 備考                                                             |
| --------- | --- | -------------- | ---------------------------------------------------------------- |
| #1        | 赤尾ひかる（一柳梨璃 役）、藤井彩加（相澤一葉 役）、前田佳織里（今叶星 役）                                     | 2021年1月24日  |                                                                  |
| #2        | 赤尾ひかる、紡木吏佐（安藤鶴紗 役）                                                                             | 2021年2月1日   |                                                                  |
| #3        | 赤尾ひかる、藤井彩加、石飛恵里花（飯島恋花 役）、野中深愛（芹沢千香瑠 役）                                      | 2021年2月11日  |                                                                  |
| #4        | 赤尾ひかる、前田佳織里、東城咲耶子（土岐紅巴 役）                                                               | 2021年2月20日  |                                                                  |
| #5        | 井澤美香子（楓・J・ヌーベル 役）、西本りみ（二川二水 役）、高橋花林（ミリアム・ヒルデガルド・v・グロピウス 役） | 2021年3月1日   |                                                                  |
| #6        | 赤尾ひかる、夏吉ゆうこ（白井夢結 役）                                                                           | 2021年3月14日  |                                                                  |
| #7        | 赤尾ひかる、前田佳織里、進藤あまね（丹羽灯莉 役）、富田美憂（定盛姫歌 役）                                      | 2021年3月24日  |                                                                  |
| #8        | 藤井彩加、石飛恵里花、夏目愛海（佐々木藍 役）、三村遙佳（初鹿野瑤 役）                                          | 2021年4月2日   |                                                                  |
| #9        | 赤尾ひかる、井澤美香子                                                                                          | 2021年4月13日  |                                                                  |
| #10       | 赤尾ひかる、星守紗凪（郭神琳 役）、遠野ひかる（王雨嘉 役）                                                      | 2021年4月27日  |                                                                  |
| #GWSP     | 赤尾ひかる、夏吉ゆうこ、井澤美香子、高橋花林、 藤井彩加、前田佳織里、岩田陽葵（吉村・Thi・梅 役）               | 2021年5月3日   | ガーデンでぴりりっと乾杯放送局                                   |
| #11       | 赤尾ひかる、藤井彩加、前田佳織里、津田美波（天野天葉 役）                                                       | 2021年5月15日  |                                                                  |
| #12       | 赤尾ひかる、高橋花林                                                                                            | 2021年5月28日  |                                                                  |
| #13       | 赤尾ひかる、星守紗凪                                                                                            | 2021年6月8日   | お料理回                                                         |
| #14       | 赤尾ひかる、夏吉ゆうこ、井澤美香子                                                                              | 2021年6月16日  |                                                                  |
| #15       | 夏目愛海、石飛恵里花、三村遙佳、野中深愛                                                                        | 2021年6月28日  |                                                                  |
| #16       | 赤尾ひかる、藤井彩加、前田佳織里                                                                                | 2021年7月9日   |                                                                  |
| #HASP     | 赤尾ひかる、夏吉ゆうこ、藤井彩加、石飛恵里花、前田佳織里、東城咲耶子                                            | 2021年7月19日  |                                                                  |
| #17       | 赤尾ひかる、西本りみ、東城咲耶子                                                                                | 2021年7月29日  |                                                                  |
| #18       | 藤井彩加、夏目愛海                                                                                              | 2021年8月11日  |                                                                  |
| #19       | 赤尾ひかる、夏吉ゆうこ                                                                                          | 2021年8月31日  |                                                                  |
| #20       | 赤尾ひかる、藤井彩加                                                                                            | 2021年9月14日  |                                                                  |
| #21       | 前田佳織里、進藤あまね                                                                                          | 2021年9月30日  |                                                                  |
| #22       | 赤尾ひかる、紡木吏佐                                                                                            | 2021年10月9日  |                                                                  |
| #23       | 星守紗凪、遠野ひかる                                                                                            | 2021年10月27日 |                                                                  |
| #24       | 三村遙佳、野中深愛、石飛恵里花                                                                                  | 2021年11月09日 |                                                                  |
| #25       | 藤井彩加、前田佳織里                                                                                            | 2021年11月17日 | お料理回                                                         |
| #26       | 赤尾ひかる、岩田陽葵                                                                                            | 2021年11月28日 |                                                                  |
| #27       | 赤尾ひかる、夏吉ゆうこ                                                                                          | 2021年12月11日 |                                                                  |
| #28       | 赤尾ひかる、井澤美香子                                                                                          | 2021年12月23日 |                                                                  |
| #年越しSP | 赤尾ひかる、夏吉ゆうこ、星守紗凪、藤井彩加、東城咲耶子、田中那実（秦祀 役）                                     | 2021年12月31日 |                                                                  |
| #1周年SP  | 前田佳織里、東城咲耶子、進藤あまね                                                                              | 2022年1月15日  |                                                                  |
| #29       | 藤井彩加、三村遙佳                                                                                              | 2022年2月1日   |                                                                  |
| #30       | 赤尾ひかる、原田彩楓（江川樟美 役）                                                                             | 2022年2月7日   | お料理回                                                         |
| #31       | 赤尾ひかる、藤井彩加、前田佳織里                                                                                | 2022年2月16日  |                                                                  |
| #32       | 東城咲耶子、富田美憂                                                                                            | 2022年2月26日  |                                                                  |
| #33       | 夏吉ゆうこ、星守紗凪                                                                                            | 2022年3月10日  |                                                                  |
| #34       | 赤尾ひかる、藤井彩加                                                                                            | 2022年3月22日  |                                                                  |
| #35       | 前田佳織里、東城咲耶子                                                                                          | 2022年3月29日  |                                                                  |
| #36       | 星守紗凪、高橋李依                                                                                              | 2022年4月12日  |                                                                  |
| #37       | 星守紗凪、夏目愛海                                                                                              | 2022年4月27日  |                                                                  |
| #GWSP     | 紡木吏佐、星守紗凪、藤井彩加、三村遙佳、前田佳織里、礒部花凜                                                    | 2022年5月6日   | ギガント☆わんだーらんどスペシャル                                |
| #38       | 夏目愛海、野中深愛                                                                                              | 2022年5月17日  |                                                                  |
| #39       | 赤尾ひかる、田中那実                                                                                            | 2022年5月30日  |                                                                  |
| #40       | 赤尾ひかる、野中深愛、東城咲耶子                                                                                | 2022年6月14日  |                                                                  |
| #41       | 赤尾ひかる、紡木吏佐、遠野ひかる                                                                                | 2022年6月27日  |                                                                  |
| #42       | 赤尾ひかる、石飛恵里花                                                                                          | 2022年7月28日  |                                                                  |
| #43       | 井澤美香子、高橋花林                                                                                            | 2022年8月14日  |                                                                  |
| #44       | 赤尾ひかる、七瀬彩夏                                                                                            | 2022年8月29日  |                                                                  |
| #45       | 前田佳織里、船戸ゆり絵（横田悠夏 役）                                                                           | 2022年9月29日  |                                                                  |
| #46       | 赤尾ひかる、紡木吏佐                                                                                            | 2022年10月5日  |                                                                  |
| #47       | 夏目愛海、野中深愛                                                                                              | 2022年10月13日 |                                                                  |
| #48       | 夏目愛海、石飛恵里花、渕上舞（西住みほ 役）                                                                     | 2022年10月29日 |                                                                  |
| #49       | 星守紗凪、遠野ひかる、篠原侑（王莉芬 役）                                                                       | 2022年11月9日  |                                                                  |
| #50       | 藤井彩加、東城咲耶子                                                                                            | 2022年11月28日 |                                                                  |
| #51       | 西本りみ、星守紗凪                                                                                              | 2022年12月20日 |                                                                  |
| #52       | 赤尾ひかる、井澤美香子                                                                                          | 2022年12月29日 |                                                                  |
| #53       | 進藤あまね、船戸ゆり絵                                                                                          | 2023年1月28日  |                                                                  |
| #54       | 石飛恵里花、野中深愛                                                                                            | 2023年2月6日   |                                                                  |
| #55       | 赤尾ひかる、高橋花林                                                                                            | 2023年2月27日  |                                                                  |
| #56       | 藤井彩加、前田佳織里                                                                                            | 2023年3月7日   |                                                                  |
| #57       | 東城咲耶子、石見舞菜香（塩崎鈴夢 役）                                                                           | 2023年3月30日  |                                                                  |
| #58       | 遠野ひかる、野中深愛                                                                                            | 2023年4月7日   |                                                                  |
| #59       | 三村遙佳、木野日菜（賀川蒔菜 役）                                                                               | 2023年4月26日  |                                                                  |
| #GWSP     | 赤尾ひかる、岩田陽葵、石飛恵里花、集貝はな（松村優珂 役）、東城咲耶子、山根綺（本間秋日 役）                    | 2023年5月2日   | ラスバれ！放送局GWSP2023                                         |
| #60       | 礒部花凜、山根綺                                                                                                | 2023年5月10日  |                                                                  |
| #61       | 赤尾ひかる、高橋花林                                                                                            | 2023年5月30日  |                                                                  |
| #62       | 長妻樹里（三好夏凜 役）、夏吉ゆうこ                                                                             | 2023年6月7日   |                                                                  |
| #63       | 藤井彩加、集貝はな                                                                                              | 2023年6月26日  |                                                                  |
| #64       | 石飛恵里花、集貝はな                                                                                            | 2023年7月28日  |                                                                  |
| #65       | 井澤美香子、洲崎綾（田中壱 役）                                                                                 | 2023年8月9日   |                                                                  |
| #66       | 赤尾ひかる、M・A・O（倉又雪陽 役）                                                                              | 2023年8月17日  |                                                                  |
| #67       | 藤井彩加、三村遙佳                                                                                              | 2023年8月29日  |                                                                  |
| #68       | 集貝はな、直田姫奈（刈谷緋紅 役）                                                                               | 2023年9月9日   |                                                                  |
| #69       | 赤尾ひかる、夏吉ゆうこ                                                                                          | 2023年9月27日  | 30分拡大版 体調不良のため大西亜玖璃（早川弥宏 役）の出演は見送り |

#### イベント配信等
| 出演回                                                                      | 主な出演者                                                                   | 配信日        | 備考                                                            |
| --------------------------------------------------------------------------- | ---------------------------------------------------------------------------- | ------------- | --------------------------------------------------------------- |
| ラスバレトークイベント〜ヘルヴォル幼稚園へようこそ！〜                      | 藤井彩加、石飛恵里花、三村遙佳                                               | 2021年8月14日 | ブシロードゲームフェス2021                                      |
| ラスバレ放送局 公開生放送 祝1.5周年りりふぇす!!おーぷにんぐあくと           | 赤尾ひかる、西本りみ、藤井彩加、夏目愛海、礒部花凜、進藤あまね               | 2022年7月17日 | 「アサルトリリィ Last Bullet」リリース1.5周年を記念した特別番組 |
| ラスバレ放送局 in TGS2022                                                   | 赤尾ひかる、藤井彩加、集貝はな                                               | 2022年9月15日 | 東京ゲームショウ2022                                            |
| ラスバレ放送局&Lily's Time 公開生放送 〜2周年祭り 開幕の宴〜                | 赤尾ひかる、夏吉ゆうこ、井澤美香子、藤井彩加、東城咲耶子、石井陽菜、宮瀬玲奈 | 2023年1月15日 | 「アサルトリリィ Last Bullet」リリース2周年を記念した特別番組   |
| ラスバレ放送局 公開生放送 2.5周年 リリサマ!! 〜夏だ!!海の日だ!!周年だ!!SP〜 | 赤尾ひかる、井澤美香子、藤井彩加、夏目愛海、前田佳織里、船戸ゆり絵           | 2023年7月17日 | 「アサルトリリィ Last Bullet」リリース2.5周年を記念した特別番組 |

### 赤尾ひかるの「ぴりりっとおさらい！」
TVアニメ「アサルトリリィ BOUQUET」の振り返り番組。ストーリーのおさらいの他、ASMRによる台詞の読み上げなどのコーナーがある。アサルトリリィYouTube公式チャンネルにて2020年12月7日より公開。MCは一柳梨璃役の赤尾ひかる。
| 出演回 | ゲスト                                               | 備考 |
| ------ | ---------------------------------------------------- | ---- |
| 第1回  | 井澤美香子（楓・Ｊ・ヌーベル 役）                    |      |
| 第2回  | 西本りみ（二川二水 役）                              |      |
| 第3回  | 関根明良（遠藤亜羅椰 役）                            |      |
| 第4回  | 遠野ひかる（王雨嘉 役）                              |      |
| 第5回  | 紡木吏佐（安藤鶴紗 役）                              |      |
| 第6回  | 岩田陽葵（吉村・Thi・梅 役）                         |      |
| 第7回  | 星守紗凪（郭神琳 役）                                |      |
| 第8回  | 七瀬彩夏（伊東閑 役）                                |      |
| 第9回  | 井澤美香子                                           |      |
| 第10回 | 原田彩楓（江川樟美 役）                              |      |
| 第11回 | 高橋花林（ミリアム・ヒルデガルド・v・グロピウス 役） |      |
| 第12回 | 夏吉ゆうこ（白井夢結 役）                            |      |

### 岩田陽葵のベトナム訪問
吉村・Thi・梅の出身地であるベトナムに、キャストの岩田陽葵が訪問する番組。
| 回 | 内容                                                   | 公開日         |
| -- | ------------------------------------------------------ | -------------- |
| 1  | アオザイのオーダー                                     | 2019年12月26日 |
| 2  | アゾンインターナショナルのベトナムオフィス見学         | 2020年1月2日   |
| 3  | 「アサルトリリィ」の制作体験、ベトナム料理フォーの体験 | 2020年1月9日   |
| 4  | 第1回でオーダーしたアオザイの着用                      | 2020年1月16日  |
| 5  | ベンタイン市場での買い物                               | 2020年1月23日  |
| 6  | タンディン教会訪問                                     | 2020年1月30日  |

### アサルトリリィ 放送局 Lily's Time
アサルトリリィプロジェクトの情報番組。2022年4月よりアサルトリリィYouTubeチャンネルより配信。MCは一柳梨璃役の赤尾ひかる。
| 回 | ゲスト                                                                | 公開日         | 備考                                                        |
| -- | --------------------------------------------------------------------- | -------------- | ----------------------------------------------------------- |
| 1  | 夏吉ゆうこ（白井夢結 役）、遠野ひかる（王雨嘉 役）、尾花沢軒栄        | 2022年4月20日  | 赤尾が病欠の為、ゲストの夏吉がMCも務めた                    |
| 2  | 藤井彩加 （相澤一葉 役）、尾花沢軒栄                                  | 2022年5月18日  |                                                             |
| 3  | 前田佳織里（今叶星 役）、尾花沢軒栄                                   | 2022年6月15日  |                                                             |
| 4  | 石飛恵里花（飯島恋花 役）                                             | 2022年7月11日  |                                                             |
| 5  | 星守紗凪（郭神琳 役、天宮・ソフィア・聖恋 役）、尾花沢軒栄            | 2022年8月17日  |                                                             |
| 6  | 夏吉ゆうこ                                                            | 2022年9月21日  | TVアニメ『アサルトリリィ BOUQUET』放送開始2周年記念（前編） |
| 7  | 夏吉ゆうこ、伊藤美来（一柳結梨 役）                                   | 2022年10月18日 | TVアニメ『アサルトリリィ BOUQUET』放送開始2周年記念（後編） |
| 8  | 石井陽菜 （船田純 役）                                                | 2022年12月14日 |                                                             |
| 9  | 高橋花林 （ミリアム・ヒルデガルド・ｖ・グロピウス 役）、尾花沢軒栄    | 2023年1月18日  |                                                             |
| 10 | 紡木吏佐 （安藤鶴紗 役）、岩田陽葵（吉村・Thi・梅 役）                | 2023年3月2日   |                                                             |
| 11 | 井澤美香子（楓・J・ヌーベル 役）、西本りみ（二川二水 役）、尾花沢軒栄 | 2023年4月6日   |                                                             |
| 12 | 星守紗凪（郭神琳 役）、遠野ひかる（王雨嘉 役）、尾花沢軒栄            | 2023年5月25日  | 諸事情によりアーカイブ非公開                                |
| 13 | 夏吉ゆうこ、Tsuwan                                                    | 2023年6月14日  |                                                             |
| 14 | 津田美波（天野天葉 役）、尾花沢軒栄                                   | 2023年7月6日   |                                                             |

### チャーミィえくすぷれす
スマートフォン向けゲームアプリ「アサルトリリィ Last Bullet（ラスバレ）」に関するお便り紹介や雑談をしたりする、コミュニケーションがメインの番組。 2022年4月よりアサルトリリィYouTubeチャンネルより配信。番組内では動くチャーミィが登場するが、声優は今後不定期で変更となる。
| 回 | 出演                                       | 公開日        | 備考 |
| -- | ------------------------------------------ | ------------- | ---- |
| 1  | 小林プロデューサー、チャーミィ(進藤あまね) | 2020年4月22日 |      |

## ラジオ
『アサルトリリィ ラジオガーデン』が2020年6月1日より、HiBiKi Radio Stationにて毎週月曜日に配信。毎週火曜日にはアーカイブを配信。パーソナリティは井澤美香子（楓・J・ヌーベル 役）と高橋花林（ミリアム・ヒルデガルド・v・グロピウス 役）。
2021年1月3日から3月29日まで「アサルトリリィ　ラジオガーデン‐GROWING‐」としてTBSラジオにて月曜（日曜深夜）1:00 - 1:30に放送され、HiBiKi Radio Stationにて月曜12:00に配信された。
同年4月5日から2022年3月28日まで「アサルトリリィ　ラジオガーデン‐OVERFLOW‐」としてHiBiKi Radio Stationにて月曜12:00に配信された。
| 出演回                                   | ゲスト                                       | 備考                                                  |
| アサルトリリィ ラジオガーデン            | アサルトリリィ ラジオガーデン                | アサルトリリィ ラジオガーデン                         |
| ---------------------------------------- | -------------------------------------------- | ----------------------------------------------------- |
| 第8回                                    | 赤尾ひかる(一柳梨璃 役)                      |                                                       |
| 第9回                                    | 赤尾ひかる(一柳梨璃 役)                      |                                                       |
| 第12回                                   | 夏吉ゆうこ(白井夢結 役)                      |                                                       |
| 第13回                                   | 夏吉ゆうこ(白井夢結 役)                      |                                                       |
| 出張版                                   | 紡木吏佐(安藤鶴紗 役)                        | ブシロードゲーム祭り出張版                            |
| 第20回                                   | 遠野ひかる(王 雨嘉 役)                       |                                                       |
| 第21回                                   | 遠野ひかる(王 雨嘉 役)                       |                                                       |
| 第22回                                   | 西本りみ(二川二水 役)                        |                                                       |
| 第23回                                   | 西本りみ(二川二水 役)                        |                                                       |
| 第24回                                   | 岩田陽葵(吉村・Thi・梅 役)                   |                                                       |
| 第25回                                   | 岩田陽葵(吉村・Thi・梅 役)                   |                                                       |
| 第26回                                   | 伊藤美来(一柳結梨 役)                        |                                                       |
| 第27回                                   | 伊藤美来(一柳結梨 役)                        |                                                       |
| 第28回                                   | 津田美波(天野天葉 役)、原田彩楓(江川樟美 役) |                                                       |
| 第29回                                   | 津田美波(天野天葉 役)、原田彩楓(江川樟美 役) |                                                       |
| 第30回                                   | 星守紗凪(郭 神琳 役)                         |                                                       |
| 第31回                                   | 赤尾ひかる、夏吉ゆうこ                       |                                                       |
| アサルトリリィ ラジオガーデン ‐GROWING‐  |                                              |                                                       |
| 第2回                                    | 赤尾ひかる                                   |                                                       |
| 第3回                                    | 藤井彩加(相澤一葉 役)                        |                                                       |
| 第5回                                    | 前田佳織里（今 叶星 役）                     |                                                       |
| 第7回                                    | 夏目愛海（佐々木藍 役）                      |                                                       |
| 第10回                                   | 磯部花凛（宮川高嶺 役）                      |                                                       |
| 第12回                                   | 夏吉ゆうこ                                   |                                                       |
| アサルトリリィ ラジオガーデン ‐OVERFLOW‐ |                                              |                                                       |
| 第2回                                    | 石飛恵里花（飯島恋花 役）                    |                                                       |
| 第4回                                    | 進藤あまね（丹羽灯莉 役）                    |                                                       |
| 第6回                                    | 星守紗凪                                     |                                                       |
| 第8回                                    | 三村遙佳（初鹿野瑤 役）                      |                                                       |
| 第10回                                   | 東城咲耶子（土岐紅巴 役）                    |                                                       |
| 第12回                                   | 西本りみ                                     |                                                       |
| 第14回                                   | 野中深愛（芹沢千香瑠 役）                    |                                                       |
| 第16回                                   | 夏吉ゆうこ                                   |                                                       |
| 第18回                                   | 東城咲耶子                                   |                                                       |
| 第20回                                   | 紡木吏佐                                     |                                                       |
| 第22回                                   | 富田美憂（定盛姫歌 役）                      |                                                       |
| 第24回                                   | 前田佳織里                                   |                                                       |
| 第26回                                   | 進藤あまね                                   |                                                       |
| 第28回                                   | 岩田陽葵                                     |                                                       |
| 第30回                                   | 藤井彩加                                     |                                                       |
| 第31回                                   |                                              | ハロウィン特別企画「リリィ・オー・ランタンを作ろう!」 |
| 第32回                                   | 遠野ひかる                                   |                                                       |
| 第35回                                   | 礒部花凜                                     |                                                       |
| 第36回                                   | 石飛恵里花                                   |                                                       |
| 第38回                                   | 三村遙佳                                     |                                                       |
| 第42回                                   | 前田佳織里                                   |                                                       |
| 第45回                                   | 藤井彩加                                     |                                                       |
| 第48回                                   | 進藤あまね                                   |                                                       |
| 第50回                                   | 赤尾ひかる                                   |                                                       |
| 第52回                                   |                                              | 最終回                                                |

## 書誌情報

### 小説
- 『アサルトリリィ〜一柳隊、出撃します！〜』

笠間裕之（著） / 八重樫南（カバーイラスト） / 細居美恵子（挿絵）
マイクロマガジン社〈GCノベルズ〉、2015年6月20日発売、ISBN 978-4-89637-513-8
- 『アサルトリリィ アームズ』

笠間裕之（著） / 八重樫南（カラーイラスト） / 白玉団子（挿絵）
アゾンインターナショナル、2017年7月下旬発売、JAN 4560120200002
- 『アサルトリリィ グローリー電撃新潟奪還戦 小説完全版』

秋月大河（著） / ほたる（カバーイラスト） / ブリたろ（挿絵）
アゾンインターナショナル、2023年1月27日発売
- 『アサルトリリィヴンダー 激闘!御台場迎撃戦』

秋月大河（著） / ほたる（カバーイラスト） / ブリたろ（挿絵）
アゾンインターナショナル、2023年10月26日発売、ISBN 978-4775321157

### 漫画
舞台版のコミカライズが『アサルトリリィ League of Gardens -full bloom-』のタイトルで月刊ブシロードにて2020年8月号から2023年3月号まで連載。作画は月並甲介が担当。
- 月並甲介『アサルトリリィ League of Gardens -full bloom-』KADOKAWA、全5巻
  1. 2021年1月8日発売[192]、ISBN 978-4-04-899474-3
  2. 2021年7月27日発売[193]、ISBN 978-4-04-899487-3
  3. 2022年1月20日発売[194]、ISBN 978-4-04-899506-1
  4. 2023年4月20日発売[195]、ISBN 978-4-04-899561-0
  5. 2023年4月20日発売[196]、ISBN 978-4-04-899562-7
- 『アサルトリリィ Last Bullet コミックアンソロジー』KADOKAWA〈ブシロードコミックス〉、2021年7月27日発売[197]、ISBN 978-4-04-899488-0
- 『アサルトリリィ Last Bullet コミックアンソロジー2』KADOKAWA〈ブシロードコミックス〉、2022年12月21日発売[198]

### アサルトリリィマガジン
『アサルトリリィ』の魅力を凝縮したワンテーママガジン。
毎号『アサルトリリィ』のキャラクター、世界観などからひとつのテーマをクローズアップしている。
- 『アサルトリリィマガジン Vol．1』特集：2代アールヴヘイム

2021年12月24日発売、JAN 4580691551013
- 『アサルトリリィマガジン Vol．2』特集：ヘオロットセインツ

2022年2月17日発売、JAN 4580691551020
- 『アサルトリリィマガジン Vol．3』特集：私立ルドビコ女学院

2022年6月10日発売、JAN 4580691551266
- 『アサルトリリィマガジン Vol．4』特集：御台場迎撃戦

2023年2月24日発売、JAN 4580691551273
- 『アサルトリリィマガジン Vol．5』特集：船田姉妹

2023年2月3日発売、JAN 4580691551280
- 『アサルトリリィマガジン Vol．6』総力特集：アサルトリリィヴンダー

2023年8月19日発売、JAN 4580691551327

### 連載
- 『真島百由の超兵器工房〜御台場女学校編』

電撃ホビーウェブにて2020年2月10日からWeb連載、毎週日曜日更新。2021年7月30日にアゾンインターナショナルより書籍として発売。JAN 4573199925233
- 『アサルトリリィ〜電撃新潟奪還戦』

電撃ホビーウェブにて2021年6月13日からWeb連載。2022年8月5日にアゾンインターナショナルより書籍として発売。
- 『アサルトリリィヴンダー 激闘!御台場迎撃戦』

電撃ホビーウェブにて2023年2月26日からWeb連載。2023年10月26日にアゾンインターナショナルより書籍として発売。
- 『アサルトリリィ Last Bullet しーくれっとがーでん〜Sweet Memoria〜』

電子コミックサイト「まんが王国」にて2022年6月30日から無料公開
- 『アサルトリリィ Last Bullet しーくれっとがーでん〜Innocent Memoria〜』

電子コミックサイト「まんが王国」にて2022年7月30日から無料公開
- 『アサルトリリィ Last Bullet しーくれっとがーでん 〜Dreamy Memoria〜』

電子コミックサイト「まんが王国」にて2023年1月30日から無料公開

### ファンブック
- 『アサルトリリィ BOUQUET公式ファンブック Lily's Memories』

KADOKAWAにて2021年3月19日発売、ISBN 978-4-04-913691-3

### ライブブック
- 『Assault Lily Live Memories』

ブシロードクリエイティブにて2022年12月21日発売、JAN 4571598640917

### 画集・資料集
- 『アサルトリリィBOUQUET プロダクションノート』

2020年12月27日発売、JAN 4562350016286
- 『アサルトリリィ Last Bullet ビジュアルブック』

ブシロードメディアにて2021年8月6日発売、JAN 4589794565651
- 『アサルトリリィ ドールズ・クロニクル』

ホビージャパンにて2021年4月2日発売、ISBN 978-4-79-862472-3
- 『アサルトリリィBOUQUET OPENING / ENDING KEY ANIMATION NOTE』

2022年11月25日発売

## ライブイベント

### アサルトリリィ BOUQUET スペシャルライブ「Edel Lilie」
2021年3月21日、会場は中野サンプラザホール。
一柳隊9人による歌唱やアニメ振り返りトーク、ゲーム画面を使ったアテレコなどが行われた。
また、イベントの模様は昼の部・夜の部、共に冒頭部分のみYoutubeで配信され、その後アプリゲーム「アサルトリリィ Last Bullet」内で3日間限定で配信された。

### アサルトリリィ Last Bullet Presents Edel Lilie+
2021年7月3日、会場はLINE CUBE SHIBUYA（渋谷公会堂）。
昼夜2公演が行われた。一柳隊9人のほか、ゲストとしてヘルヴォルから藤井彩加（相澤一葉役）、グラン・エプレから前田佳織里（今叶星役）、礒部花凜（宮川高嶺役）、東城咲耶子（土岐紅巴役）、進藤あまね（丹羽灯莉役）が参加。歌唱やアテレコが行われた。アテレコでは富田美憂（定盛姫歌役）も音声にて参加した。
また、イベントの模様はStreaming+による独占生配信が行われた他、アプリゲーム「アサルトリリィ Last Bullet」内で昼公演の一部や、キャストからのメッセージが配信された。

### アサルトリリィ Last Bullet Presents LIVE in TACHIKAWA GARDEN
2021年11月6日、会場はTACHIKAWA STAGE GARDEN。
昼夜2公演が行われた。一柳隊9人のほか、ゲストとしてヘルヴォルから藤井彩加（相澤一葉役）、夏目愛海（佐々木藍役）、石飛恵里花（飯島恋花役）、三村遙佳（初鹿野瑤役）、野中深愛（芹沢千香瑠役）が参加。新曲である「Resonant Hearts」が初披露された。
また、イベントの模様はLINE LIVE-VIEWINGによる独占生配信が行われた他、アプリゲーム「アサルトリリィ Last Bullet」内で昼公演の一部や、キャストからのメッセージが配信された。

### アサルトリリィ Last Bullet Presents Idol Lily Stage
2021年12月25日、会場はTACHIKAWA STAGE GARDEN。
昼夜2公演が行われた。グラン・エプレの前田佳織里（今叶星役）、礒部花凜（宮川高嶺役）、東城咲耶子（土岐紅巴役）、進藤あまね（丹羽灯莉役）、富田美憂（定盛姫歌役）が参加。
新曲のキャラクターソングとして「Dears&Tears（今叶星）」、「Dearest Dream（宮川高嶺）」、「Oh precious!（土岐紅巴）」、「摩訶不思議をダイスキダ（丹羽灯莉）」、「プリザーブド☆アイドル（定盛姫歌）」が披露された。

### アサルトリリィミニトーク＆ライブ 「#リリィ向上会議」
2022年5月14日(土)・15(日)、21日(土)・22(日)の各日でそれぞれ昼夜2公演が行われた。会場は飛行船シアター。
各日程で出演者、セットリストが替わる日替わり形式で行われた。
| 公演日            | 出演者                                                               | 備考 |
| ----------------- | -------------------------------------------------------------------- | ---- |
| 2022年5月14日(土) | 赤尾ひかる、星守紗凪、石飛恵里花、三村遙佳、野中深愛                 |      |
| 2022年5月15日(日) | 西本りみ、高橋花林、藤井彩加、夏目愛海、東城咲耶子                   |      |
| 2022年5月21日(土) | 赤尾ひかる、夏吉ゆうこ、井澤美香子、紡木吏佐、遠野ひかる、進藤あまね |      |
| 2022年5月22日(日) | 藤井彩加、夏目愛海、石飛恵里花、三村遙佳、野中深愛                   |      |

### アサルトリリィSummer LIVE ｢voller Blüte｣
- 2022年8月6日(土)・7日(日)の2Days[225]、会場は山梨県の河口湖ステラシアター。
- 1日目は一柳隊9人、ヘルヴォル5人、グラン・エプレ5人の総勢19人が揃う初のライブとなり、ソロ曲やデュエット曲の他、全員での「蕾の中の奇跡」「GROWING*」などが披露された。
- また、ライブの最後には、サマーライブにふさわしい花火のサプライズも行われた。
- 2日目は一柳隊9人によるワンマンライブが行われ、舞台、アニメ、デュエット曲など、メディアミックスプロジェクトらしいライブが披露された。
- イベントの模様はStreaming+による独占生配信が行われた他、2日間の映像を全編収録したBlu-rayも発売された。

Blu-ray アサルトリリィSummer LIVE ｢voller Blüte｣
品番：BRMM-10591
Disc1、Disc2には2日間の映像を全編収録。
Disc3には本公演のメイキング映像に加え、2022年5月22日に開催されたアサルトリリィミニトーク＆ライブ「#リリィ向上会議」夜の部の映像を収録。

アサルトリリィSummer LIVE ｢voller Blüte｣上映会
2022年12月9日(金)、会場は飛行船シアター。
出演者は赤尾ひかる、井澤美香子、西本りみの3名。

### アサルトリリィ Last Bullet LIVE トウメイダイアリー 〜Next Page〜
- 2023年7月2日(日)[227]、会場は品川ステラボール。
- 昼夜の2公演が行われた。一柳隊9人によって、アプリゲーム「アサルトリリィ Last Bullet」内のこれまでのイベントを楽曲とともに振り返るようなセットリストが披露された。
- また、単独ライブとしては初となる観客の声出しが解禁となった。これに伴い、ファンから事前にコールアンドレスポンスを募集し、当日は昼夜公演それぞれで異なるセリフが使用された。
- イベントの模様はStreaming+による独占生配信が行われた。

### アサルトリリィ Last Bullet LIVE Lily’s Dreamin’ ☆ Party
- 2024年2月24日(土)・25日(日)の2Days[228]、会場はGARDEN 新木場FACTORY。
- 24日(土)は1公演、25日(日)は昼夜で2公演の全3公演が行われた。1日目は一柳隊9人が出演し、ソロ曲を中心に行った他、ライブでは初となる「Wish Drop」「Adabana」などが披露された。
- 2日目はヘルヴォル5人とグラン・エプレ5人が出演。特別ゲストとして、昼公演では集貝はな（松村優珂役）と直田姫奈（苅谷緋紅役）が出演し、夜公演では船戸ゆり絵（横田悠夏役）と石見舞菜香（塩崎鈴夢役）が出演した。
- 2日目昼公演ではヘルヴォルのソロ曲を中心にライブでは初となる「REFLECTIONS」が特別ゲストを交えて披露された。
- 2日目夜公演ではグラン・エプレのソロ曲を中心にライブでは初となる「Overcast Sky」が特別ゲストを交えて披露された。また、両公演とも「リリィ♡リリィ♡GOGOリリィ」が普段とは違うメンバーで披露された。
- 全公演ともライブタイトルの主題ともなっている新曲「Never Ending Dream」がライブで初披露された。
- ライブ会場ではシャトルバスやキッチンカーが用意された他、カラオケ「まねきねこ」でライブ生配信視聴およびアーカイブ視聴ができるコラボが行われた。
- イベントの模様はPIA LIVE STREAMによる独占生配信が行われた。

## 参加イベント
Animelo Summer Live 2021 -COLORS-（2021年8月29日、さいたまスーパーアリーナ）
3日目公演に伊藤美来（一柳結梨役）を加えた一柳隊10人が参加。 
ブシロード15周年記念ライブ in ベルーナドーム（2022年11月13日、ベルーナドーム）
一柳隊が参加。

## その他メディアミックス

### ボードゲーム
テレビアニメ「アサルトリリィ BOUQUET」をベースとした、『ボードゲーム アサルトリリィ BOUQUET』が2021年11月26日に発売。一柳隊メンバーになりきって遊べるボードゲームであり、アサルトリリィを知らない人でも楽しめる内容となっている。プレイ人数は4〜9人。

### 『アサルトリリィ Last Bullet』ASMR
電撃G'sマガジン編集部がプロデュースする音声レーベル「G'sこえけん」より、『アサルトリリィ Last Bullet』の世界にたっぷり浸れる、一柳隊のメンバー1人ずつにフォーカスしたASMRシリーズ。DMMとDLsiteにて販売中。
| # | タイトル                                                | 出演       | 公開日         | 備考 |
| - | ------------------------------------------------------- | ---------- | -------------- | ---- |
| 1 | 梨璃さんと一緒 〜お姉様にはナイショだよっ！〜           | 赤尾ひかる | 2022年04月09日 |      |
| 2 | 夢結様と一緒 〜責任持って看病するわ〜                   | 夏吉ゆうこ | 2022年05月21日 |      |
| 3 | ミリアムさんと一緒 〜これでお主も立派なアーセナルじゃ〜 | 高橋花林   | 2022年07月30日 |      |
| 4 | 楓さんと一緒 〜絶対に、気持ちいいと言わせてみせますわ〜 | 井澤美香子 | 2022年09月30日 |      |
| 5 | 二水さんと一緒 〜あなたに密着取材させてください〜       | 西本りみ   | 2022年10月22日 |      |
| 6 | 鶴紗さんと一緒 〜私の猫になってくれ〜                   | 紡木吏佐   | 2022年12月22日 |      |
| 7 | 梅様と一緒 〜梅にいっぱい甘えていいゾ〜                 | 岩田陽葵   | 2023年3月24日  |      |
| 8 | 神琳さんと一緒 〜心も体もリラックスいたしましょう〜     | 星守紗凪   | 2023年10月14日 |      |
| 9 | 雨嘉さんと一緒 〜私をお姉ちゃんだと思っていいよ〜       | 遠野ひかる | 2024年2月10日  |      |

## タイアップ
山梨県甲州市
一柳梨璃の出身地で、テレビアニメ『アサルトリリィ BOUQUET』の第一話および第五話の舞台でもあることから、甲州市観光協会では甲州市役所1階および勝沼ぶどう郷駅改札前にてアクションドールやサイン色紙の展示を2021年1月から同年9月まで行なっている。

神奈川県藤沢市
アニメ作中で藤沢駅周辺や江の島シーキャンドルが登場し、藤沢市にゆかりのある作品であることから、ふるさと納税お礼品としてアゾンインターナショナルにより、既に生産終了となっていたドール3体セットを2種類（合計6種類）が提供された。